# Крамник, Владимир Борисович
Влади́мир Бори́сович Кра́мник (род. 25 июня 1975[…], Туапсе, Краснодарский край) — российский шахматист, гроссмейстер (1992). «Классический» чемпион мира в 2000—2006 годах, 14-й чемпион мира (2006—2007), обладатель Кубка мира 2013. В составе сборной России — трёхкратный победитель Олимпиад, также командных чемпионатов Европы и мира. Победитель более 50 международных турниров.
В 1990-е годы Крамник стал одним из ведущих шахматистов, участвовал во многих розыгрышах титула чемпиона мира. В 2000 году обыграл Гарри Каспарова, в 2004 году защитил титул в матче против Петра Леко, через 2 года выиграл матч у чемпиона мира по версии ФИДЕ Веселина Топалова, став абсолютным чемпионом мира. В годы чемпионства Крамник сыграл 2 матча против Deep Fritz, которые стали последними в истории. В 2007 году занял 2-е место на чемпионате мира, уступив Вишванатану Ананду, который в итоге стал 15-м чемпионом мира. В 2008 году Крамник сыграл с ним матч, но проиграл. На турнире претендентов 2013 и 2014 занял 2-е и 3-е места, в 2018 году — 5-е место.
После утраты титула Крамник продолжил играть в международных турнирах, однако со временем его прогресс пошёл на спад. В 2019 году он объявил о завершении карьеры и стал детским тренером. В последнее время часто играет в интернете и поднимает проблему мошенничества в шахматах.
Крамник внёс значительный вклад в современную теорию дебютов — многие из идей, которые он разработал в 2000-е годы, до сих пор применяются на топ-уровне. Среди них — берлинский вариант испанской партии, каталонское начало и староиндийская защита.

## Биография

### Детство и первые успехи
Крамник родился 25 июня 1975 года в Туапсе. Мать Ирина Фёдоровна — выпускница Львовской консерватории, учитель музыки, пела в церковном хоре, отец Борис Петрович окончил Институт декоративно-прикладного искусства во Львове — скульптор и художник. Дед Крамника носил фамилию Соколов, он погиб во время Великой Отечественной войны, а бабушка спустя несколько лет снова вышла замуж и поменяла фамилию.
С раннего детства Крамник заинтересовался шахматами: начал играть в 4 года, в 11 лет стал КМС. На прогресс Крамника большое влияние оказала книга «Избранные партии Анатолия Карпова», которую ему купил отец. Успехи Крамника привлекли внимание начальника Главпочтамта Туапсе Захара Кеворковича Аветисяна — по его предложению он поступил в шахматную школу Ботвинника-Каспарова. С 1982 по 1984 годы Крамник занимался в Краснодаре у международного мастера, позже — заслуженного тренера РФ Ореста Николаевича Аверкина.
В 1991 году Крамник выиграл чемпионат мира до 18 лет. Он тогда ещё не имел даже звания международного мастера, но по настоянию Каспарова был принят в состав сборной России на Олимпиаду 1992 и сыграл на запасной доске. Решение касательно запасного участника было принято на экстренном заседании Федерации шахмат России, на котором им единогласно был выбран Крамник. Будущий чемпион мира показал результат 8½ из 9, а сборная стала чемпионом. Крамник выигрывал Олимпиады также в 1994 и 1996 годах.
До 1993 года Крамник лично тренировался у Виталия Цешковского, который приехал к нему из Омска. Позже начал заниматься самостоятельно и стал претендовать на титул чемпиона мира.

### Борьба за шахматную корону

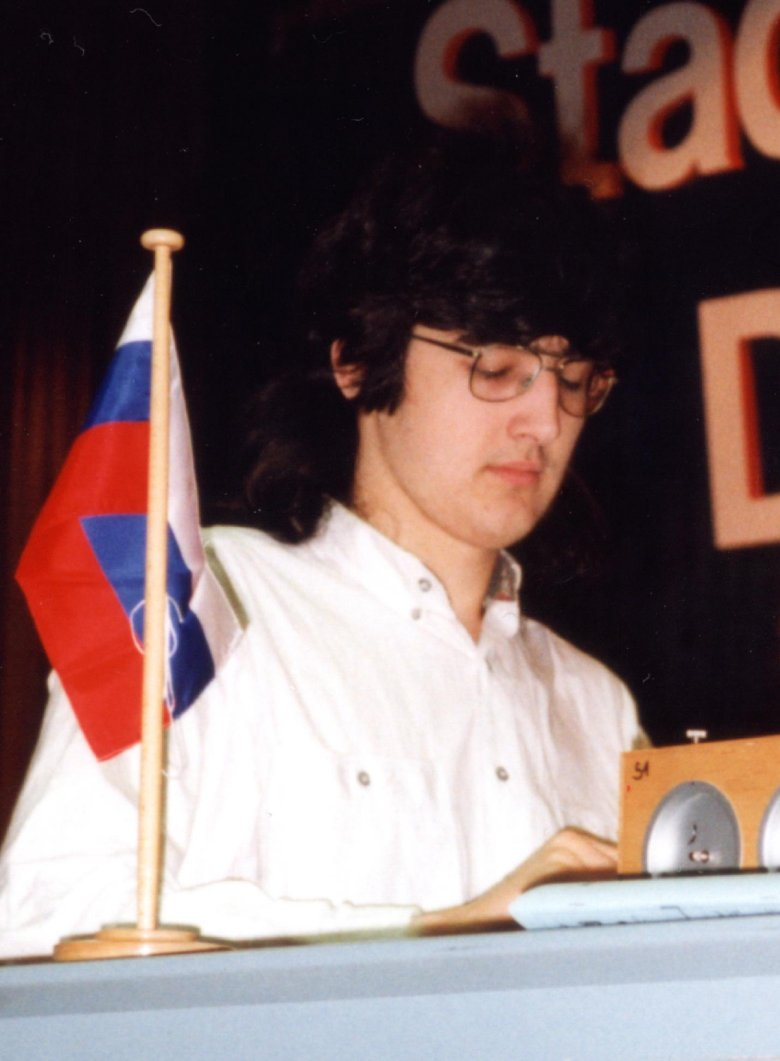
В 1993 году

В 1993 году Каспаров разорвал с ФИДЕ отношения, создав две системы выявления сильнейшего шахматиста. Крамник, как и многие лучшие игроки, участвовал в обеих. В том же году, удачно выступив на межзональных турнирах в Биле и Гронингене, вошёл в число претендентов на звание чемпиона мира, а также выиграл «матч молодых звёзд» у Жоэля Лотье. Во время матча за звание ЧМ 1995 Крамник помогал Каспарову — этот опыт впоследствии ему пригодился.
Крамник успешно выступал в турнирах в Дортмунде (1992, 1996, 1997, 1998), Хагене, Дос-Эрманасе и Вейк-ан-Зее (1998, 2000), но в претендентских циклах не сразу добивался успехов. Как писали Владимир и Исаак Линдеры, Крамник спокойно переживал неудачи и имел отличную нервную систему.
- 1994 — Нью-Йорк, четвертьфинал претендентского цикла по версии ПША. Проигрыш Гате Камскому (1½-4½)[21].
- 1994 — Вейк-ан-Зее, четвертьфинал претендентского цикла по версии ФИДЕ. Победа над Леонидом Юдасиным (4½-2½)[22];
  - Сангинагар, полуфинал. Проигрыш Борису Гельфанду (3½-4½)[22].
- 1998 — Касорла, матч за право сыграть на первенство мира с Гарри Каспаровым. Проигрыш с Алексею Широву (3½-5½)[23].
- 1999 — Лас-Вегас, участие в чемпионате мира ФИДЕ по нокаут-системе. Победы над Сергеем Тивяковым (1½-½), Виктором Корчным (1½-½)[24], Веселином Топаловым (3-1), проигрыш Майклу Адамсу в четвертьфинале (2-4)[25].

Поскольку в 1999 году провалился матч Виши Ананда с Каспаровым, а в 2000 году Ананд сам отказался, вместо него предложение сыграть принял Крамник.

### Чемпион мира

#### 2000—2004

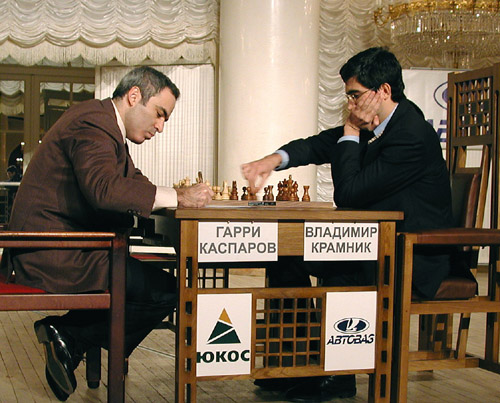
Крамник играет с Каспаровым, 2001

Перед матчем счёт Крамника и Каспарова во всех контролях был равным (+3-3=17 у обоих). Крамник находился на 2-м месте в рейтинге после 13-го чемпиона мира, который в свою очередь, назвал его своим основным соперником.
4 ноября 2000 года 25-летний Крамник стал «классическим» чемпионом мира, победив в Лондоне Каспарова, державшего свой титул 15 лет. Счёт в матче составил 8,5 на 6,5 — Крамник выиграл 2 партии (2-ю и 10-ю), 13 завершились вничью. Этот матч стал первым с 1921 года, когда претендент не проиграл ни одной партии.
Крамник тренировался во время матча с Лотье, Мигелем Ильескасом и Евгением Бареевым. Уже в первых двух партиях он удивил Каспарова подготовкой в дебюте: в первой применил берлинский вариант испанской партии (ничья), во второй — новинку в защите Грюнфельда за белых. Сначала Каспарова считали явным фаворитом, но после стало ясно, что доминировал Крамник. Поражение Каспарова вызвало большое удивление у шахматного мира — во время матча он часто выглядел уставшим и несобранным.

Крамник сказал, что не мог совмещать серьёзную учёбу с шахматами, поэтому после победы в матче бросил университет. В 2000 году написал книгу, в первой части которой излагается его биография, а во второй — избранные партии. В 2001 году получил Шахматный Оскар как лучший шахматист года, также выиграл турниры в Дортмунде (2000 и 2001).

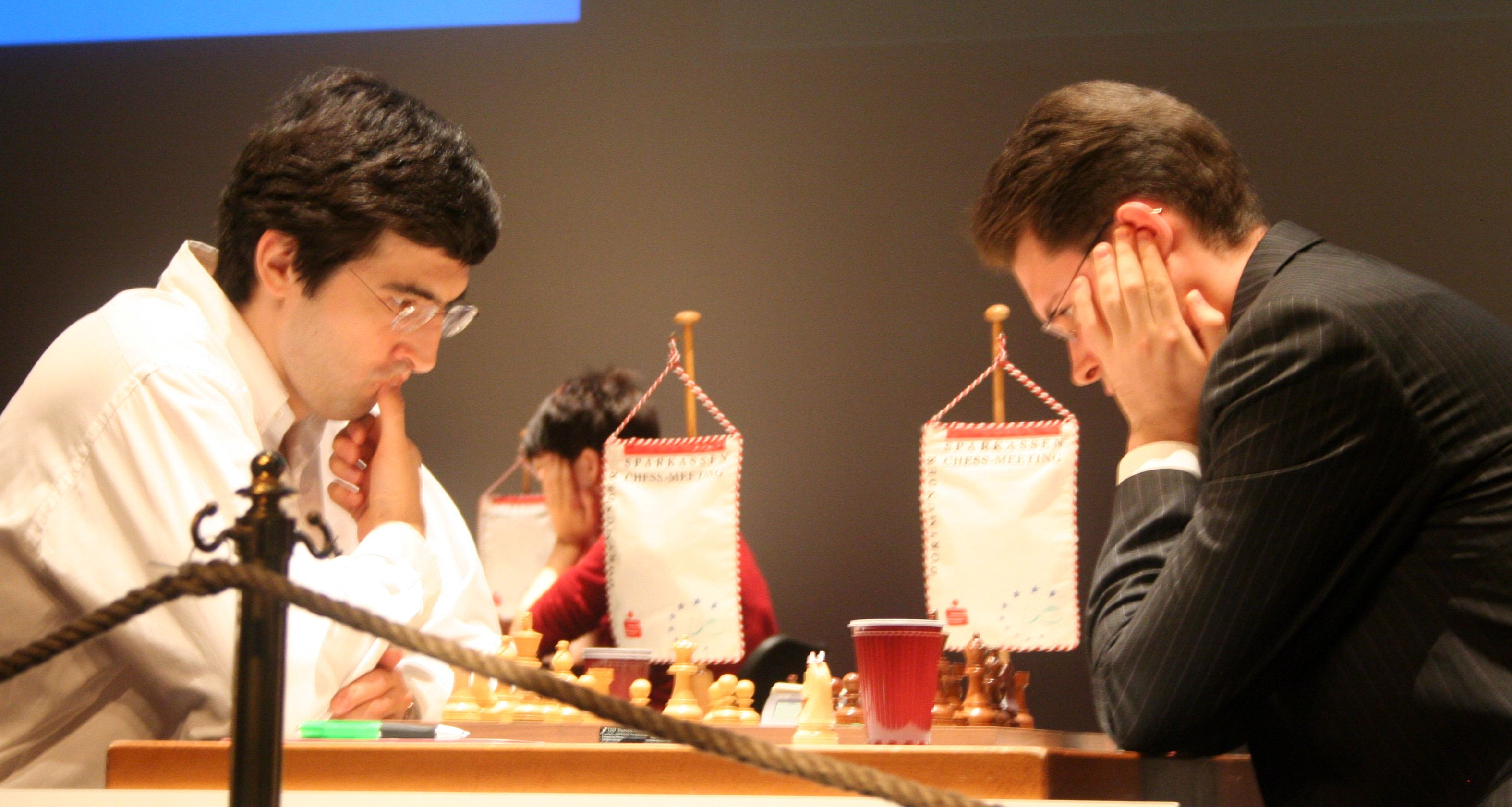
Крамник играет с Леко, 2006

В 2002 году в Бахрейне Крамник провёл матч с 8-й версией Deep Fritz, сыграв вничью 4-4. Этот матч считали «одним из самых захватывающих между человеком и машиной», все ведущие мировые СМИ освещали его. После четырёх партий Крамник вёл 3-1. В следующей партии, вероятно, из-за сильной жары, начались проблемы с компьютером, но игра закончилась вничью. Крамник тоже устал после этих партий и проиграл две подряд, после чего две партии сыграл вничью. Во время матча ему помогали Кристофер Луц, Тигран Налбандян и физиотерапевт Валерий Крылов.

В феврале 2004 года Крамник впервые выиграл турнир Линарес, опередив на 2 очка Каспарова — тогда ещё лидера мирового рейтинга, в том же году отстоял звание чемпиона мира в матче с Петером Леко. Матч завершился вничью, что по правилам означает победу действующего чемпиона. Крамник отставал от соперника на 1 очко и «по заказу» выиграл последнюю партию. В первой партии Крамник переиграл претендента, пожертвовав ферзя за ладью и слона в русской партии.
[Event "World Championship"]
[Site "Brissago"]
[Date "2004.09.25"]
[Round "1"]
[White "Leko, Peter"]
[Black "Kramnik, Vladimir"]
[Result "0-1"]
[WhiteElo "2741"]
[BlackElo "2770"]
[Variant "Standard"]
[TimeControl "-"]
[ECO "C42"]
[Opening "Petrov's Defense: Classical Attack, Chigorin Variation, Main Line"]
[Termination "Normal"]
[Annotator "lichess.org"]
1. e4 e5 2. Nf3 Nf6 3. Nxe5 d6 4. Nf3 Nxe4 5. d4 d5 6. Bd3 Nc6 7. O-O Be7 8. c4 Nb4 9. Be2 { C42 Petrov's Defense: Classical Attack, Chigorin Variation, Main Line } O-O 10. Nc3 Bf5 11. a3 Nxc3 12. bxc3 Nc6 13. Re1 Re8 14. cxd5 Qxd5 15. Bf4 Rac8 16. h3 Be4 17. Be3 Na5 18. c4 Nxc4?! { (0.28 → 0.97) Inaccuracy. Qd6 was best. } (18... Qd6 19. Bd2 Bxf3 20. Bxf3 Nxc4 21. Bxb7 Rb8 22. Bb4 Qb6 23. Bc8 Rbxc8 24. Bxe7 Qg6 25. Qe2) 19. Bxc4 Qxc4 20. Nd2 Qd5 21. Nxe4 Qxe4 22. Bg5 Qxe1+ 23. Qxe1 Bxg5 24. Qa5 Bf6 25. Qxa7 c5 26. Qxb7 Bxd4 27. Ra2?! { (1.08 → 0.06) Inaccuracy. Rb1 was best. } (27. Rb1) 27... c4 28. Re2 Red8 29. a4 c3 30. Qe4 Bb6 31. Qc2 g6 32. Qb3 Rd6 33. Rc2 Ba5 34. g4 Rd2 35. Kg2 Rcd8 36. Rxc3 Bxc3 37. Qxc3 R2d5 38. Qc6 Ra5 39. Kg3 Rda8 40. h4 R5a6 41. Qc1 Ra5 42. Qh6 Rxa4 43. h5 R4a5 44. Qf4 g5 45. Qf6 h6 46. f3 R5a6 47. Qc3 Ra4 48. Qc6 R8a6 49. Qe8+ Kg7 50. Qb5 R4a5 51. Qb4 Rd5 52. Qb3 Rad6 53. Qc4 Rd3 54. Kf2 Ra3 55. Qc5 Ra2+ 56. Kg3 Rf6 57. Qb4 Raa6 58. Kg2 Rf4 59. Qb2+?? { (-0.08 → -3.24) Blunder. Qb8 was best. } (59. Qb8 Re6 60. Kf2 Ree4 61. Qb3 Rf6 62. Kg3 Re1 63. Kf2 Re5 64. Kg3 Rfe6 65. Qc3 Kg8) 59... Raf6 60. Qe5 Rxf3 61. Qa1 Rf1 62. Qc3 Rf2+ 63. Kg3?? { (-2.47 → -52.62) Blunder. Kg1 was best. } (63. Kg1) 63... Rf3+ 64. Qxf3 Rxf3+ 65. Kxf3 Kf6 { White resigns. } 0-1

#### 2006—2007

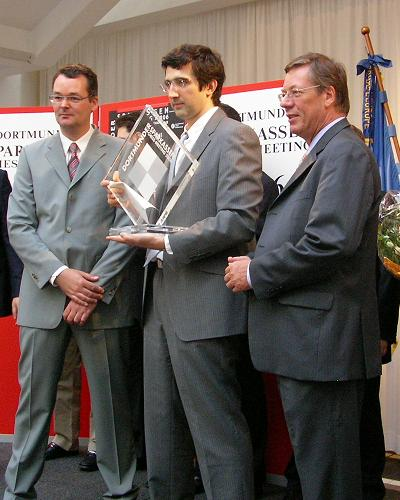
Вручение Оскара в Дортмунде, 2006

Крамник сказал, что с 2000 года страдает редкой формой артрита, поэтому первую половину 2006 года не играл, чтобы пройти курс лечения. Также он отказался участвовать на чемпионате мира 2005, сказав, что сыграет с победителем матч за звание ЧМ — им оказался Веселин Топалов.
|   | a | b | c | d | e | f | g | h |   |
| - | --- | --- | --- | --- | --- | --- | --- | --- | - |
| 8 | a7 чёрная ладья · c7 чёрный король · f7 чёрная пешка · g7 чёрная пешка · h7 чёрная пешка · a6 белая пешка · b6 белая ладья · e6 чёрная пешка · g6 чёрный слон · a5 белая ладья · c5 белая пешка · e3 белый король · f3 белая пешка · c2 чёрная ладья · g2 белая пешка · h2 белая пешка · f1 белый слон | a7 чёрная ладья · c7 чёрный король · f7 чёрная пешка · g7 чёрная пешка · h7 чёрная пешка · a6 белая пешка · b6 белая ладья · e6 чёрная пешка · g6 чёрный слон · a5 белая ладья · c5 белая пешка · e3 белый король · f3 белая пешка · c2 чёрная ладья · g2 белая пешка · h2 белая пешка · f1 белый слон | a7 чёрная ладья · c7 чёрный король · f7 чёрная пешка · g7 чёрная пешка · h7 чёрная пешка · a6 белая пешка · b6 белая ладья · e6 чёрная пешка · g6 чёрный слон · a5 белая ладья · c5 белая пешка · e3 белый король · f3 белая пешка · c2 чёрная ладья · g2 белая пешка · h2 белая пешка · f1 белый слон | a7 чёрная ладья · c7 чёрный король · f7 чёрная пешка · g7 чёрная пешка · h7 чёрная пешка · a6 белая пешка · b6 белая ладья · e6 чёрная пешка · g6 чёрный слон · a5 белая ладья · c5 белая пешка · e3 белый король · f3 белая пешка · c2 чёрная ладья · g2 белая пешка · h2 белая пешка · f1 белый слон | a7 чёрная ладья · c7 чёрный король · f7 чёрная пешка · g7 чёрная пешка · h7 чёрная пешка · a6 белая пешка · b6 белая ладья · e6 чёрная пешка · g6 чёрный слон · a5 белая ладья · c5 белая пешка · e3 белый король · f3 белая пешка · c2 чёрная ладья · g2 белая пешка · h2 белая пешка · f1 белый слон | a7 чёрная ладья · c7 чёрный король · f7 чёрная пешка · g7 чёрная пешка · h7 чёрная пешка · a6 белая пешка · b6 белая ладья · e6 чёрная пешка · g6 чёрный слон · a5 белая ладья · c5 белая пешка · e3 белый король · f3 белая пешка · c2 чёрная ладья · g2 белая пешка · h2 белая пешка · f1 белый слон | a7 чёрная ладья · c7 чёрный король · f7 чёрная пешка · g7 чёрная пешка · h7 чёрная пешка · a6 белая пешка · b6 белая ладья · e6 чёрная пешка · g6 чёрный слон · a5 белая ладья · c5 белая пешка · e3 белый король · f3 белая пешка · c2 чёрная ладья · g2 белая пешка · h2 белая пешка · f1 белый слон | a7 чёрная ладья · c7 чёрный король · f7 чёрная пешка · g7 чёрная пешка · h7 чёрная пешка · a6 белая пешка · b6 белая ладья · e6 чёрная пешка · g6 чёрный слон · a5 белая ладья · c5 белая пешка · e3 белый король · f3 белая пешка · c2 чёрная ладья · g2 белая пешка · h2 белая пешка · f1 белый слон | 8 |
| 7 | a7 чёрная ладья · c7 чёрный король · f7 чёрная пешка · g7 чёрная пешка · h7 чёрная пешка · a6 белая пешка · b6 белая ладья · e6 чёрная пешка · g6 чёрный слон · a5 белая ладья · c5 белая пешка · e3 белый король · f3 белая пешка · c2 чёрная ладья · g2 белая пешка · h2 белая пешка · f1 белый слон | a7 чёрная ладья · c7 чёрный король · f7 чёрная пешка · g7 чёрная пешка · h7 чёрная пешка · a6 белая пешка · b6 белая ладья · e6 чёрная пешка · g6 чёрный слон · a5 белая ладья · c5 белая пешка · e3 белый король · f3 белая пешка · c2 чёрная ладья · g2 белая пешка · h2 белая пешка · f1 белый слон | a7 чёрная ладья · c7 чёрный король · f7 чёрная пешка · g7 чёрная пешка · h7 чёрная пешка · a6 белая пешка · b6 белая ладья · e6 чёрная пешка · g6 чёрный слон · a5 белая ладья · c5 белая пешка · e3 белый король · f3 белая пешка · c2 чёрная ладья · g2 белая пешка · h2 белая пешка · f1 белый слон | a7 чёрная ладья · c7 чёрный король · f7 чёрная пешка · g7 чёрная пешка · h7 чёрная пешка · a6 белая пешка · b6 белая ладья · e6 чёрная пешка · g6 чёрный слон · a5 белая ладья · c5 белая пешка · e3 белый король · f3 белая пешка · c2 чёрная ладья · g2 белая пешка · h2 белая пешка · f1 белый слон | a7 чёрная ладья · c7 чёрный король · f7 чёрная пешка · g7 чёрная пешка · h7 чёрная пешка · a6 белая пешка · b6 белая ладья · e6 чёрная пешка · g6 чёрный слон · a5 белая ладья · c5 белая пешка · e3 белый король · f3 белая пешка · c2 чёрная ладья · g2 белая пешка · h2 белая пешка · f1 белый слон | a7 чёрная ладья · c7 чёрный король · f7 чёрная пешка · g7 чёрная пешка · h7 чёрная пешка · a6 белая пешка · b6 белая ладья · e6 чёрная пешка · g6 чёрный слон · a5 белая ладья · c5 белая пешка · e3 белый король · f3 белая пешка · c2 чёрная ладья · g2 белая пешка · h2 белая пешка · f1 белый слон | a7 чёрная ладья · c7 чёрный король · f7 чёрная пешка · g7 чёрная пешка · h7 чёрная пешка · a6 белая пешка · b6 белая ладья · e6 чёрная пешка · g6 чёрный слон · a5 белая ладья · c5 белая пешка · e3 белый король · f3 белая пешка · c2 чёрная ладья · g2 белая пешка · h2 белая пешка · f1 белый слон | a7 чёрная ладья · c7 чёрный король · f7 чёрная пешка · g7 чёрная пешка · h7 чёрная пешка · a6 белая пешка · b6 белая ладья · e6 чёрная пешка · g6 чёрный слон · a5 белая ладья · c5 белая пешка · e3 белый король · f3 белая пешка · c2 чёрная ладья · g2 белая пешка · h2 белая пешка · f1 белый слон | 7 |
| 6 | a7 чёрная ладья · c7 чёрный король · f7 чёрная пешка · g7 чёрная пешка · h7 чёрная пешка · a6 белая пешка · b6 белая ладья · e6 чёрная пешка · g6 чёрный слон · a5 белая ладья · c5 белая пешка · e3 белый король · f3 белая пешка · c2 чёрная ладья · g2 белая пешка · h2 белая пешка · f1 белый слон | a7 чёрная ладья · c7 чёрный король · f7 чёрная пешка · g7 чёрная пешка · h7 чёрная пешка · a6 белая пешка · b6 белая ладья · e6 чёрная пешка · g6 чёрный слон · a5 белая ладья · c5 белая пешка · e3 белый король · f3 белая пешка · c2 чёрная ладья · g2 белая пешка · h2 белая пешка · f1 белый слон | a7 чёрная ладья · c7 чёрный король · f7 чёрная пешка · g7 чёрная пешка · h7 чёрная пешка · a6 белая пешка · b6 белая ладья · e6 чёрная пешка · g6 чёрный слон · a5 белая ладья · c5 белая пешка · e3 белый король · f3 белая пешка · c2 чёрная ладья · g2 белая пешка · h2 белая пешка · f1 белый слон | a7 чёрная ладья · c7 чёрный король · f7 чёрная пешка · g7 чёрная пешка · h7 чёрная пешка · a6 белая пешка · b6 белая ладья · e6 чёрная пешка · g6 чёрный слон · a5 белая ладья · c5 белая пешка · e3 белый король · f3 белая пешка · c2 чёрная ладья · g2 белая пешка · h2 белая пешка · f1 белый слон | a7 чёрная ладья · c7 чёрный король · f7 чёрная пешка · g7 чёрная пешка · h7 чёрная пешка · a6 белая пешка · b6 белая ладья · e6 чёрная пешка · g6 чёрный слон · a5 белая ладья · c5 белая пешка · e3 белый король · f3 белая пешка · c2 чёрная ладья · g2 белая пешка · h2 белая пешка · f1 белый слон | a7 чёрная ладья · c7 чёрный король · f7 чёрная пешка · g7 чёрная пешка · h7 чёрная пешка · a6 белая пешка · b6 белая ладья · e6 чёрная пешка · g6 чёрный слон · a5 белая ладья · c5 белая пешка · e3 белый король · f3 белая пешка · c2 чёрная ладья · g2 белая пешка · h2 белая пешка · f1 белый слон | a7 чёрная ладья · c7 чёрный король · f7 чёрная пешка · g7 чёрная пешка · h7 чёрная пешка · a6 белая пешка · b6 белая ладья · e6 чёрная пешка · g6 чёрный слон · a5 белая ладья · c5 белая пешка · e3 белый король · f3 белая пешка · c2 чёрная ладья · g2 белая пешка · h2 белая пешка · f1 белый слон | a7 чёрная ладья · c7 чёрный король · f7 чёрная пешка · g7 чёрная пешка · h7 чёрная пешка · a6 белая пешка · b6 белая ладья · e6 чёрная пешка · g6 чёрный слон · a5 белая ладья · c5 белая пешка · e3 белый король · f3 белая пешка · c2 чёрная ладья · g2 белая пешка · h2 белая пешка · f1 белый слон | 6 |
| 5 | a7 чёрная ладья · c7 чёрный король · f7 чёрная пешка · g7 чёрная пешка · h7 чёрная пешка · a6 белая пешка · b6 белая ладья · e6 чёрная пешка · g6 чёрный слон · a5 белая ладья · c5 белая пешка · e3 белый король · f3 белая пешка · c2 чёрная ладья · g2 белая пешка · h2 белая пешка · f1 белый слон | a7 чёрная ладья · c7 чёрный король · f7 чёрная пешка · g7 чёрная пешка · h7 чёрная пешка · a6 белая пешка · b6 белая ладья · e6 чёрная пешка · g6 чёрный слон · a5 белая ладья · c5 белая пешка · e3 белый король · f3 белая пешка · c2 чёрная ладья · g2 белая пешка · h2 белая пешка · f1 белый слон | a7 чёрная ладья · c7 чёрный король · f7 чёрная пешка · g7 чёрная пешка · h7 чёрная пешка · a6 белая пешка · b6 белая ладья · e6 чёрная пешка · g6 чёрный слон · a5 белая ладья · c5 белая пешка · e3 белый король · f3 белая пешка · c2 чёрная ладья · g2 белая пешка · h2 белая пешка · f1 белый слон | a7 чёрная ладья · c7 чёрный король · f7 чёрная пешка · g7 чёрная пешка · h7 чёрная пешка · a6 белая пешка · b6 белая ладья · e6 чёрная пешка · g6 чёрный слон · a5 белая ладья · c5 белая пешка · e3 белый король · f3 белая пешка · c2 чёрная ладья · g2 белая пешка · h2 белая пешка · f1 белый слон | a7 чёрная ладья · c7 чёрный король · f7 чёрная пешка · g7 чёрная пешка · h7 чёрная пешка · a6 белая пешка · b6 белая ладья · e6 чёрная пешка · g6 чёрный слон · a5 белая ладья · c5 белая пешка · e3 белый король · f3 белая пешка · c2 чёрная ладья · g2 белая пешка · h2 белая пешка · f1 белый слон | a7 чёрная ладья · c7 чёрный король · f7 чёрная пешка · g7 чёрная пешка · h7 чёрная пешка · a6 белая пешка · b6 белая ладья · e6 чёрная пешка · g6 чёрный слон · a5 белая ладья · c5 белая пешка · e3 белый король · f3 белая пешка · c2 чёрная ладья · g2 белая пешка · h2 белая пешка · f1 белый слон | a7 чёрная ладья · c7 чёрный король · f7 чёрная пешка · g7 чёрная пешка · h7 чёрная пешка · a6 белая пешка · b6 белая ладья · e6 чёрная пешка · g6 чёрный слон · a5 белая ладья · c5 белая пешка · e3 белый король · f3 белая пешка · c2 чёрная ладья · g2 белая пешка · h2 белая пешка · f1 белый слон | a7 чёрная ладья · c7 чёрный король · f7 чёрная пешка · g7 чёрная пешка · h7 чёрная пешка · a6 белая пешка · b6 белая ладья · e6 чёрная пешка · g6 чёрный слон · a5 белая ладья · c5 белая пешка · e3 белый король · f3 белая пешка · c2 чёрная ладья · g2 белая пешка · h2 белая пешка · f1 белый слон | 5 |
| 4 | a7 чёрная ладья · c7 чёрный король · f7 чёрная пешка · g7 чёрная пешка · h7 чёрная пешка · a6 белая пешка · b6 белая ладья · e6 чёрная пешка · g6 чёрный слон · a5 белая ладья · c5 белая пешка · e3 белый король · f3 белая пешка · c2 чёрная ладья · g2 белая пешка · h2 белая пешка · f1 белый слон | a7 чёрная ладья · c7 чёрный король · f7 чёрная пешка · g7 чёрная пешка · h7 чёрная пешка · a6 белая пешка · b6 белая ладья · e6 чёрная пешка · g6 чёрный слон · a5 белая ладья · c5 белая пешка · e3 белый король · f3 белая пешка · c2 чёрная ладья · g2 белая пешка · h2 белая пешка · f1 белый слон | a7 чёрная ладья · c7 чёрный король · f7 чёрная пешка · g7 чёрная пешка · h7 чёрная пешка · a6 белая пешка · b6 белая ладья · e6 чёрная пешка · g6 чёрный слон · a5 белая ладья · c5 белая пешка · e3 белый король · f3 белая пешка · c2 чёрная ладья · g2 белая пешка · h2 белая пешка · f1 белый слон | a7 чёрная ладья · c7 чёрный король · f7 чёрная пешка · g7 чёрная пешка · h7 чёрная пешка · a6 белая пешка · b6 белая ладья · e6 чёрная пешка · g6 чёрный слон · a5 белая ладья · c5 белая пешка · e3 белый король · f3 белая пешка · c2 чёрная ладья · g2 белая пешка · h2 белая пешка · f1 белый слон | a7 чёрная ладья · c7 чёрный король · f7 чёрная пешка · g7 чёрная пешка · h7 чёрная пешка · a6 белая пешка · b6 белая ладья · e6 чёрная пешка · g6 чёрный слон · a5 белая ладья · c5 белая пешка · e3 белый король · f3 белая пешка · c2 чёрная ладья · g2 белая пешка · h2 белая пешка · f1 белый слон | a7 чёрная ладья · c7 чёрный король · f7 чёрная пешка · g7 чёрная пешка · h7 чёрная пешка · a6 белая пешка · b6 белая ладья · e6 чёрная пешка · g6 чёрный слон · a5 белая ладья · c5 белая пешка · e3 белый король · f3 белая пешка · c2 чёрная ладья · g2 белая пешка · h2 белая пешка · f1 белый слон | a7 чёрная ладья · c7 чёрный король · f7 чёрная пешка · g7 чёрная пешка · h7 чёрная пешка · a6 белая пешка · b6 белая ладья · e6 чёрная пешка · g6 чёрный слон · a5 белая ладья · c5 белая пешка · e3 белый король · f3 белая пешка · c2 чёрная ладья · g2 белая пешка · h2 белая пешка · f1 белый слон | a7 чёрная ладья · c7 чёрный король · f7 чёрная пешка · g7 чёрная пешка · h7 чёрная пешка · a6 белая пешка · b6 белая ладья · e6 чёрная пешка · g6 чёрный слон · a5 белая ладья · c5 белая пешка · e3 белый король · f3 белая пешка · c2 чёрная ладья · g2 белая пешка · h2 белая пешка · f1 белый слон | 4 |
| 3 | a7 чёрная ладья · c7 чёрный король · f7 чёрная пешка · g7 чёрная пешка · h7 чёрная пешка · a6 белая пешка · b6 белая ладья · e6 чёрная пешка · g6 чёрный слон · a5 белая ладья · c5 белая пешка · e3 белый король · f3 белая пешка · c2 чёрная ладья · g2 белая пешка · h2 белая пешка · f1 белый слон | a7 чёрная ладья · c7 чёрный король · f7 чёрная пешка · g7 чёрная пешка · h7 чёрная пешка · a6 белая пешка · b6 белая ладья · e6 чёрная пешка · g6 чёрный слон · a5 белая ладья · c5 белая пешка · e3 белый король · f3 белая пешка · c2 чёрная ладья · g2 белая пешка · h2 белая пешка · f1 белый слон | a7 чёрная ладья · c7 чёрный король · f7 чёрная пешка · g7 чёрная пешка · h7 чёрная пешка · a6 белая пешка · b6 белая ладья · e6 чёрная пешка · g6 чёрный слон · a5 белая ладья · c5 белая пешка · e3 белый король · f3 белая пешка · c2 чёрная ладья · g2 белая пешка · h2 белая пешка · f1 белый слон | a7 чёрная ладья · c7 чёрный король · f7 чёрная пешка · g7 чёрная пешка · h7 чёрная пешка · a6 белая пешка · b6 белая ладья · e6 чёрная пешка · g6 чёрный слон · a5 белая ладья · c5 белая пешка · e3 белый король · f3 белая пешка · c2 чёрная ладья · g2 белая пешка · h2 белая пешка · f1 белый слон | a7 чёрная ладья · c7 чёрный король · f7 чёрная пешка · g7 чёрная пешка · h7 чёрная пешка · a6 белая пешка · b6 белая ладья · e6 чёрная пешка · g6 чёрный слон · a5 белая ладья · c5 белая пешка · e3 белый король · f3 белая пешка · c2 чёрная ладья · g2 белая пешка · h2 белая пешка · f1 белый слон | a7 чёрная ладья · c7 чёрный король · f7 чёрная пешка · g7 чёрная пешка · h7 чёрная пешка · a6 белая пешка · b6 белая ладья · e6 чёрная пешка · g6 чёрный слон · a5 белая ладья · c5 белая пешка · e3 белый король · f3 белая пешка · c2 чёрная ладья · g2 белая пешка · h2 белая пешка · f1 белый слон | a7 чёрная ладья · c7 чёрный король · f7 чёрная пешка · g7 чёрная пешка · h7 чёрная пешка · a6 белая пешка · b6 белая ладья · e6 чёрная пешка · g6 чёрный слон · a5 белая ладья · c5 белая пешка · e3 белый король · f3 белая пешка · c2 чёрная ладья · g2 белая пешка · h2 белая пешка · f1 белый слон | a7 чёрная ладья · c7 чёрный король · f7 чёрная пешка · g7 чёрная пешка · h7 чёрная пешка · a6 белая пешка · b6 белая ладья · e6 чёрная пешка · g6 чёрный слон · a5 белая ладья · c5 белая пешка · e3 белый король · f3 белая пешка · c2 чёрная ладья · g2 белая пешка · h2 белая пешка · f1 белый слон | 3 |
| 2 | a7 чёрная ладья · c7 чёрный король · f7 чёрная пешка · g7 чёрная пешка · h7 чёрная пешка · a6 белая пешка · b6 белая ладья · e6 чёрная пешка · g6 чёрный слон · a5 белая ладья · c5 белая пешка · e3 белый король · f3 белая пешка · c2 чёрная ладья · g2 белая пешка · h2 белая пешка · f1 белый слон | a7 чёрная ладья · c7 чёрный король · f7 чёрная пешка · g7 чёрная пешка · h7 чёрная пешка · a6 белая пешка · b6 белая ладья · e6 чёрная пешка · g6 чёрный слон · a5 белая ладья · c5 белая пешка · e3 белый король · f3 белая пешка · c2 чёрная ладья · g2 белая пешка · h2 белая пешка · f1 белый слон | a7 чёрная ладья · c7 чёрный король · f7 чёрная пешка · g7 чёрная пешка · h7 чёрная пешка · a6 белая пешка · b6 белая ладья · e6 чёрная пешка · g6 чёрный слон · a5 белая ладья · c5 белая пешка · e3 белый король · f3 белая пешка · c2 чёрная ладья · g2 белая пешка · h2 белая пешка · f1 белый слон | a7 чёрная ладья · c7 чёрный король · f7 чёрная пешка · g7 чёрная пешка · h7 чёрная пешка · a6 белая пешка · b6 белая ладья · e6 чёрная пешка · g6 чёрный слон · a5 белая ладья · c5 белая пешка · e3 белый король · f3 белая пешка · c2 чёрная ладья · g2 белая пешка · h2 белая пешка · f1 белый слон | a7 чёрная ладья · c7 чёрный король · f7 чёрная пешка · g7 чёрная пешка · h7 чёрная пешка · a6 белая пешка · b6 белая ладья · e6 чёрная пешка · g6 чёрный слон · a5 белая ладья · c5 белая пешка · e3 белый король · f3 белая пешка · c2 чёрная ладья · g2 белая пешка · h2 белая пешка · f1 белый слон | a7 чёрная ладья · c7 чёрный король · f7 чёрная пешка · g7 чёрная пешка · h7 чёрная пешка · a6 белая пешка · b6 белая ладья · e6 чёрная пешка · g6 чёрный слон · a5 белая ладья · c5 белая пешка · e3 белый король · f3 белая пешка · c2 чёрная ладья · g2 белая пешка · h2 белая пешка · f1 белый слон | a7 чёрная ладья · c7 чёрный король · f7 чёрная пешка · g7 чёрная пешка · h7 чёрная пешка · a6 белая пешка · b6 белая ладья · e6 чёрная пешка · g6 чёрный слон · a5 белая ладья · c5 белая пешка · e3 белый король · f3 белая пешка · c2 чёрная ладья · g2 белая пешка · h2 белая пешка · f1 белый слон | a7 чёрная ладья · c7 чёрный король · f7 чёрная пешка · g7 чёрная пешка · h7 чёрная пешка · a6 белая пешка · b6 белая ладья · e6 чёрная пешка · g6 чёрный слон · a5 белая ладья · c5 белая пешка · e3 белый король · f3 белая пешка · c2 чёрная ладья · g2 белая пешка · h2 белая пешка · f1 белый слон | 2 |
| 1 | a7 чёрная ладья · c7 чёрный король · f7 чёрная пешка · g7 чёрная пешка · h7 чёрная пешка · a6 белая пешка · b6 белая ладья · e6 чёрная пешка · g6 чёрный слон · a5 белая ладья · c5 белая пешка · e3 белый король · f3 белая пешка · c2 чёрная ладья · g2 белая пешка · h2 белая пешка · f1 белый слон | a7 чёрная ладья · c7 чёрный король · f7 чёрная пешка · g7 чёрная пешка · h7 чёрная пешка · a6 белая пешка · b6 белая ладья · e6 чёрная пешка · g6 чёрный слон · a5 белая ладья · c5 белая пешка · e3 белый король · f3 белая пешка · c2 чёрная ладья · g2 белая пешка · h2 белая пешка · f1 белый слон | a7 чёрная ладья · c7 чёрный король · f7 чёрная пешка · g7 чёрная пешка · h7 чёрная пешка · a6 белая пешка · b6 белая ладья · e6 чёрная пешка · g6 чёрный слон · a5 белая ладья · c5 белая пешка · e3 белый король · f3 белая пешка · c2 чёрная ладья · g2 белая пешка · h2 белая пешка · f1 белый слон | a7 чёрная ладья · c7 чёрный король · f7 чёрная пешка · g7 чёрная пешка · h7 чёрная пешка · a6 белая пешка · b6 белая ладья · e6 чёрная пешка · g6 чёрный слон · a5 белая ладья · c5 белая пешка · e3 белый король · f3 белая пешка · c2 чёрная ладья · g2 белая пешка · h2 белая пешка · f1 белый слон | a7 чёрная ладья · c7 чёрный король · f7 чёрная пешка · g7 чёрная пешка · h7 чёрная пешка · a6 белая пешка · b6 белая ладья · e6 чёрная пешка · g6 чёрный слон · a5 белая ладья · c5 белая пешка · e3 белый король · f3 белая пешка · c2 чёрная ладья · g2 белая пешка · h2 белая пешка · f1 белый слон | a7 чёрная ладья · c7 чёрный король · f7 чёрная пешка · g7 чёрная пешка · h7 чёрная пешка · a6 белая пешка · b6 белая ладья · e6 чёрная пешка · g6 чёрный слон · a5 белая ладья · c5 белая пешка · e3 белый король · f3 белая пешка · c2 чёрная ладья · g2 белая пешка · h2 белая пешка · f1 белый слон | a7 чёрная ладья · c7 чёрный король · f7 чёрная пешка · g7 чёрная пешка · h7 чёрная пешка · a6 белая пешка · b6 белая ладья · e6 чёрная пешка · g6 чёрный слон · a5 белая ладья · c5 белая пешка · e3 белый король · f3 белая пешка · c2 чёрная ладья · g2 белая пешка · h2 белая пешка · f1 белый слон | a7 чёрная ладья · c7 чёрный король · f7 чёрная пешка · g7 чёрная пешка · h7 чёрная пешка · a6 белая пешка · b6 белая ладья · e6 чёрная пешка · g6 чёрный слон · a5 белая ладья · c5 белая пешка · e3 белый король · f3 белая пешка · c2 чёрная ладья · g2 белая пешка · h2 белая пешка · f1 белый слон | 1 |
|   | a | b | c | d | e | f | g | h |   |

Объединительный матч с Топаловым стал одним из самых скандальных. Крамник выиграл первые две партии и повёл в счёте, после четырёх партий счёт стал 3-1. Перед началом следующей партии менеджер Топалова Сильвио Данаилов заявил, что Крамник часто ходит в туалет и получает там подсказки — скандал вошёл в историю как «туалетгейт». Пятую партию Крамник не сыграл, и ему поставили поражение. Матч был почти сорван, но Крамник сказал:
Выбирая между моими личными интересами и интересами всего шахматного мира, я пришёл к решению продолжать играть, потому что я не хочу разочаровывать подавляющее большинство фанатов шахмат, которые надеются на объединение уже столько лет.
Джон Нанн, Яссер Сейраван и Бессель Кок поддержали Крамника. В итоге Крамник и Топалов стали врагами, коими являются до сих пор, несмотря на то что перед матчем имели дружеские отношения.
12 партий не выявили победителя (Крамник до конца оспаривал результат 5-й партии, но ничего не получилось). 3 партии тай-брейка завершились вничью, в 4-й выиграл Крамник после одноходового зевка Топалова (диаграмма 1). Завоевав титулы «классического чемпиона» и чемпиона мира по версии ФИДЕ, стал абсолютным 14-м чемпионом мира. За победу в этом матче Крамнику был вручен Оскар за 2006 год. В августе Крамник в восьмой раз выиграл турнир в Дортмунде.
|   | a | b | c | d | e | f | g | h |   |
| - | --- | --- | --- | --- | --- | --- | --- | --- | - |
| 8 | f8 белый конь · h8 чёрный король · a7 чёрный ферзь · g7 чёрная пешка · h6 чёрная пешка · e5 белая пешка · a4 чёрная пешка · b4 чёрная пешка · e4 белый ферзь · b2 белая пешка · g2 белая пешка · h2 белая пешка · c1 чёрный слон · h1 белый король | f8 белый конь · h8 чёрный король · a7 чёрный ферзь · g7 чёрная пешка · h6 чёрная пешка · e5 белая пешка · a4 чёрная пешка · b4 чёрная пешка · e4 белый ферзь · b2 белая пешка · g2 белая пешка · h2 белая пешка · c1 чёрный слон · h1 белый король | f8 белый конь · h8 чёрный король · a7 чёрный ферзь · g7 чёрная пешка · h6 чёрная пешка · e5 белая пешка · a4 чёрная пешка · b4 чёрная пешка · e4 белый ферзь · b2 белая пешка · g2 белая пешка · h2 белая пешка · c1 чёрный слон · h1 белый король | f8 белый конь · h8 чёрный король · a7 чёрный ферзь · g7 чёрная пешка · h6 чёрная пешка · e5 белая пешка · a4 чёрная пешка · b4 чёрная пешка · e4 белый ферзь · b2 белая пешка · g2 белая пешка · h2 белая пешка · c1 чёрный слон · h1 белый король | f8 белый конь · h8 чёрный король · a7 чёрный ферзь · g7 чёрная пешка · h6 чёрная пешка · e5 белая пешка · a4 чёрная пешка · b4 чёрная пешка · e4 белый ферзь · b2 белая пешка · g2 белая пешка · h2 белая пешка · c1 чёрный слон · h1 белый король | f8 белый конь · h8 чёрный король · a7 чёрный ферзь · g7 чёрная пешка · h6 чёрная пешка · e5 белая пешка · a4 чёрная пешка · b4 чёрная пешка · e4 белый ферзь · b2 белая пешка · g2 белая пешка · h2 белая пешка · c1 чёрный слон · h1 белый король | f8 белый конь · h8 чёрный король · a7 чёрный ферзь · g7 чёрная пешка · h6 чёрная пешка · e5 белая пешка · a4 чёрная пешка · b4 чёрная пешка · e4 белый ферзь · b2 белая пешка · g2 белая пешка · h2 белая пешка · c1 чёрный слон · h1 белый король | f8 белый конь · h8 чёрный король · a7 чёрный ферзь · g7 чёрная пешка · h6 чёрная пешка · e5 белая пешка · a4 чёрная пешка · b4 чёрная пешка · e4 белый ферзь · b2 белая пешка · g2 белая пешка · h2 белая пешка · c1 чёрный слон · h1 белый король | 8 |
| 7 | f8 белый конь · h8 чёрный король · a7 чёрный ферзь · g7 чёрная пешка · h6 чёрная пешка · e5 белая пешка · a4 чёрная пешка · b4 чёрная пешка · e4 белый ферзь · b2 белая пешка · g2 белая пешка · h2 белая пешка · c1 чёрный слон · h1 белый король | f8 белый конь · h8 чёрный король · a7 чёрный ферзь · g7 чёрная пешка · h6 чёрная пешка · e5 белая пешка · a4 чёрная пешка · b4 чёрная пешка · e4 белый ферзь · b2 белая пешка · g2 белая пешка · h2 белая пешка · c1 чёрный слон · h1 белый король | f8 белый конь · h8 чёрный король · a7 чёрный ферзь · g7 чёрная пешка · h6 чёрная пешка · e5 белая пешка · a4 чёрная пешка · b4 чёрная пешка · e4 белый ферзь · b2 белая пешка · g2 белая пешка · h2 белая пешка · c1 чёрный слон · h1 белый король | f8 белый конь · h8 чёрный король · a7 чёрный ферзь · g7 чёрная пешка · h6 чёрная пешка · e5 белая пешка · a4 чёрная пешка · b4 чёрная пешка · e4 белый ферзь · b2 белая пешка · g2 белая пешка · h2 белая пешка · c1 чёрный слон · h1 белый король | f8 белый конь · h8 чёрный король · a7 чёрный ферзь · g7 чёрная пешка · h6 чёрная пешка · e5 белая пешка · a4 чёрная пешка · b4 чёрная пешка · e4 белый ферзь · b2 белая пешка · g2 белая пешка · h2 белая пешка · c1 чёрный слон · h1 белый король | f8 белый конь · h8 чёрный король · a7 чёрный ферзь · g7 чёрная пешка · h6 чёрная пешка · e5 белая пешка · a4 чёрная пешка · b4 чёрная пешка · e4 белый ферзь · b2 белая пешка · g2 белая пешка · h2 белая пешка · c1 чёрный слон · h1 белый король | f8 белый конь · h8 чёрный король · a7 чёрный ферзь · g7 чёрная пешка · h6 чёрная пешка · e5 белая пешка · a4 чёрная пешка · b4 чёрная пешка · e4 белый ферзь · b2 белая пешка · g2 белая пешка · h2 белая пешка · c1 чёрный слон · h1 белый король | f8 белый конь · h8 чёрный король · a7 чёрный ферзь · g7 чёрная пешка · h6 чёрная пешка · e5 белая пешка · a4 чёрная пешка · b4 чёрная пешка · e4 белый ферзь · b2 белая пешка · g2 белая пешка · h2 белая пешка · c1 чёрный слон · h1 белый король | 7 |
| 6 | f8 белый конь · h8 чёрный король · a7 чёрный ферзь · g7 чёрная пешка · h6 чёрная пешка · e5 белая пешка · a4 чёрная пешка · b4 чёрная пешка · e4 белый ферзь · b2 белая пешка · g2 белая пешка · h2 белая пешка · c1 чёрный слон · h1 белый король | f8 белый конь · h8 чёрный король · a7 чёрный ферзь · g7 чёрная пешка · h6 чёрная пешка · e5 белая пешка · a4 чёрная пешка · b4 чёрная пешка · e4 белый ферзь · b2 белая пешка · g2 белая пешка · h2 белая пешка · c1 чёрный слон · h1 белый король | f8 белый конь · h8 чёрный король · a7 чёрный ферзь · g7 чёрная пешка · h6 чёрная пешка · e5 белая пешка · a4 чёрная пешка · b4 чёрная пешка · e4 белый ферзь · b2 белая пешка · g2 белая пешка · h2 белая пешка · c1 чёрный слон · h1 белый король | f8 белый конь · h8 чёрный король · a7 чёрный ферзь · g7 чёрная пешка · h6 чёрная пешка · e5 белая пешка · a4 чёрная пешка · b4 чёрная пешка · e4 белый ферзь · b2 белая пешка · g2 белая пешка · h2 белая пешка · c1 чёрный слон · h1 белый король | f8 белый конь · h8 чёрный король · a7 чёрный ферзь · g7 чёрная пешка · h6 чёрная пешка · e5 белая пешка · a4 чёрная пешка · b4 чёрная пешка · e4 белый ферзь · b2 белая пешка · g2 белая пешка · h2 белая пешка · c1 чёрный слон · h1 белый король | f8 белый конь · h8 чёрный король · a7 чёрный ферзь · g7 чёрная пешка · h6 чёрная пешка · e5 белая пешка · a4 чёрная пешка · b4 чёрная пешка · e4 белый ферзь · b2 белая пешка · g2 белая пешка · h2 белая пешка · c1 чёрный слон · h1 белый король | f8 белый конь · h8 чёрный король · a7 чёрный ферзь · g7 чёрная пешка · h6 чёрная пешка · e5 белая пешка · a4 чёрная пешка · b4 чёрная пешка · e4 белый ферзь · b2 белая пешка · g2 белая пешка · h2 белая пешка · c1 чёрный слон · h1 белый король | f8 белый конь · h8 чёрный король · a7 чёрный ферзь · g7 чёрная пешка · h6 чёрная пешка · e5 белая пешка · a4 чёрная пешка · b4 чёрная пешка · e4 белый ферзь · b2 белая пешка · g2 белая пешка · h2 белая пешка · c1 чёрный слон · h1 белый король | 6 |
| 5 | f8 белый конь · h8 чёрный король · a7 чёрный ферзь · g7 чёрная пешка · h6 чёрная пешка · e5 белая пешка · a4 чёрная пешка · b4 чёрная пешка · e4 белый ферзь · b2 белая пешка · g2 белая пешка · h2 белая пешка · c1 чёрный слон · h1 белый король | f8 белый конь · h8 чёрный король · a7 чёрный ферзь · g7 чёрная пешка · h6 чёрная пешка · e5 белая пешка · a4 чёрная пешка · b4 чёрная пешка · e4 белый ферзь · b2 белая пешка · g2 белая пешка · h2 белая пешка · c1 чёрный слон · h1 белый король | f8 белый конь · h8 чёрный король · a7 чёрный ферзь · g7 чёрная пешка · h6 чёрная пешка · e5 белая пешка · a4 чёрная пешка · b4 чёрная пешка · e4 белый ферзь · b2 белая пешка · g2 белая пешка · h2 белая пешка · c1 чёрный слон · h1 белый король | f8 белый конь · h8 чёрный король · a7 чёрный ферзь · g7 чёрная пешка · h6 чёрная пешка · e5 белая пешка · a4 чёрная пешка · b4 чёрная пешка · e4 белый ферзь · b2 белая пешка · g2 белая пешка · h2 белая пешка · c1 чёрный слон · h1 белый король | f8 белый конь · h8 чёрный король · a7 чёрный ферзь · g7 чёрная пешка · h6 чёрная пешка · e5 белая пешка · a4 чёрная пешка · b4 чёрная пешка · e4 белый ферзь · b2 белая пешка · g2 белая пешка · h2 белая пешка · c1 чёрный слон · h1 белый король | f8 белый конь · h8 чёрный король · a7 чёрный ферзь · g7 чёрная пешка · h6 чёрная пешка · e5 белая пешка · a4 чёрная пешка · b4 чёрная пешка · e4 белый ферзь · b2 белая пешка · g2 белая пешка · h2 белая пешка · c1 чёрный слон · h1 белый король | f8 белый конь · h8 чёрный король · a7 чёрный ферзь · g7 чёрная пешка · h6 чёрная пешка · e5 белая пешка · a4 чёрная пешка · b4 чёрная пешка · e4 белый ферзь · b2 белая пешка · g2 белая пешка · h2 белая пешка · c1 чёрный слон · h1 белый король | f8 белый конь · h8 чёрный король · a7 чёрный ферзь · g7 чёрная пешка · h6 чёрная пешка · e5 белая пешка · a4 чёрная пешка · b4 чёрная пешка · e4 белый ферзь · b2 белая пешка · g2 белая пешка · h2 белая пешка · c1 чёрный слон · h1 белый король | 5 |
| 4 | f8 белый конь · h8 чёрный король · a7 чёрный ферзь · g7 чёрная пешка · h6 чёрная пешка · e5 белая пешка · a4 чёрная пешка · b4 чёрная пешка · e4 белый ферзь · b2 белая пешка · g2 белая пешка · h2 белая пешка · c1 чёрный слон · h1 белый король | f8 белый конь · h8 чёрный король · a7 чёрный ферзь · g7 чёрная пешка · h6 чёрная пешка · e5 белая пешка · a4 чёрная пешка · b4 чёрная пешка · e4 белый ферзь · b2 белая пешка · g2 белая пешка · h2 белая пешка · c1 чёрный слон · h1 белый король | f8 белый конь · h8 чёрный король · a7 чёрный ферзь · g7 чёрная пешка · h6 чёрная пешка · e5 белая пешка · a4 чёрная пешка · b4 чёрная пешка · e4 белый ферзь · b2 белая пешка · g2 белая пешка · h2 белая пешка · c1 чёрный слон · h1 белый король | f8 белый конь · h8 чёрный король · a7 чёрный ферзь · g7 чёрная пешка · h6 чёрная пешка · e5 белая пешка · a4 чёрная пешка · b4 чёрная пешка · e4 белый ферзь · b2 белая пешка · g2 белая пешка · h2 белая пешка · c1 чёрный слон · h1 белый король | f8 белый конь · h8 чёрный король · a7 чёрный ферзь · g7 чёрная пешка · h6 чёрная пешка · e5 белая пешка · a4 чёрная пешка · b4 чёрная пешка · e4 белый ферзь · b2 белая пешка · g2 белая пешка · h2 белая пешка · c1 чёрный слон · h1 белый король | f8 белый конь · h8 чёрный король · a7 чёрный ферзь · g7 чёрная пешка · h6 чёрная пешка · e5 белая пешка · a4 чёрная пешка · b4 чёрная пешка · e4 белый ферзь · b2 белая пешка · g2 белая пешка · h2 белая пешка · c1 чёрный слон · h1 белый король | f8 белый конь · h8 чёрный король · a7 чёрный ферзь · g7 чёрная пешка · h6 чёрная пешка · e5 белая пешка · a4 чёрная пешка · b4 чёрная пешка · e4 белый ферзь · b2 белая пешка · g2 белая пешка · h2 белая пешка · c1 чёрный слон · h1 белый король | f8 белый конь · h8 чёрный король · a7 чёрный ферзь · g7 чёрная пешка · h6 чёрная пешка · e5 белая пешка · a4 чёрная пешка · b4 чёрная пешка · e4 белый ферзь · b2 белая пешка · g2 белая пешка · h2 белая пешка · c1 чёрный слон · h1 белый король | 4 |
| 3 | f8 белый конь · h8 чёрный король · a7 чёрный ферзь · g7 чёрная пешка · h6 чёрная пешка · e5 белая пешка · a4 чёрная пешка · b4 чёрная пешка · e4 белый ферзь · b2 белая пешка · g2 белая пешка · h2 белая пешка · c1 чёрный слон · h1 белый король | f8 белый конь · h8 чёрный король · a7 чёрный ферзь · g7 чёрная пешка · h6 чёрная пешка · e5 белая пешка · a4 чёрная пешка · b4 чёрная пешка · e4 белый ферзь · b2 белая пешка · g2 белая пешка · h2 белая пешка · c1 чёрный слон · h1 белый король | f8 белый конь · h8 чёрный король · a7 чёрный ферзь · g7 чёрная пешка · h6 чёрная пешка · e5 белая пешка · a4 чёрная пешка · b4 чёрная пешка · e4 белый ферзь · b2 белая пешка · g2 белая пешка · h2 белая пешка · c1 чёрный слон · h1 белый король | f8 белый конь · h8 чёрный король · a7 чёрный ферзь · g7 чёрная пешка · h6 чёрная пешка · e5 белая пешка · a4 чёрная пешка · b4 чёрная пешка · e4 белый ферзь · b2 белая пешка · g2 белая пешка · h2 белая пешка · c1 чёрный слон · h1 белый король | f8 белый конь · h8 чёрный король · a7 чёрный ферзь · g7 чёрная пешка · h6 чёрная пешка · e5 белая пешка · a4 чёрная пешка · b4 чёрная пешка · e4 белый ферзь · b2 белая пешка · g2 белая пешка · h2 белая пешка · c1 чёрный слон · h1 белый король | f8 белый конь · h8 чёрный король · a7 чёрный ферзь · g7 чёрная пешка · h6 чёрная пешка · e5 белая пешка · a4 чёрная пешка · b4 чёрная пешка · e4 белый ферзь · b2 белая пешка · g2 белая пешка · h2 белая пешка · c1 чёрный слон · h1 белый король | f8 белый конь · h8 чёрный король · a7 чёрный ферзь · g7 чёрная пешка · h6 чёрная пешка · e5 белая пешка · a4 чёрная пешка · b4 чёрная пешка · e4 белый ферзь · b2 белая пешка · g2 белая пешка · h2 белая пешка · c1 чёрный слон · h1 белый король | f8 белый конь · h8 чёрный король · a7 чёрный ферзь · g7 чёрная пешка · h6 чёрная пешка · e5 белая пешка · a4 чёрная пешка · b4 чёрная пешка · e4 белый ферзь · b2 белая пешка · g2 белая пешка · h2 белая пешка · c1 чёрный слон · h1 белый король | 3 |
| 2 | f8 белый конь · h8 чёрный король · a7 чёрный ферзь · g7 чёрная пешка · h6 чёрная пешка · e5 белая пешка · a4 чёрная пешка · b4 чёрная пешка · e4 белый ферзь · b2 белая пешка · g2 белая пешка · h2 белая пешка · c1 чёрный слон · h1 белый король | f8 белый конь · h8 чёрный король · a7 чёрный ферзь · g7 чёрная пешка · h6 чёрная пешка · e5 белая пешка · a4 чёрная пешка · b4 чёрная пешка · e4 белый ферзь · b2 белая пешка · g2 белая пешка · h2 белая пешка · c1 чёрный слон · h1 белый король | f8 белый конь · h8 чёрный король · a7 чёрный ферзь · g7 чёрная пешка · h6 чёрная пешка · e5 белая пешка · a4 чёрная пешка · b4 чёрная пешка · e4 белый ферзь · b2 белая пешка · g2 белая пешка · h2 белая пешка · c1 чёрный слон · h1 белый король | f8 белый конь · h8 чёрный король · a7 чёрный ферзь · g7 чёрная пешка · h6 чёрная пешка · e5 белая пешка · a4 чёрная пешка · b4 чёрная пешка · e4 белый ферзь · b2 белая пешка · g2 белая пешка · h2 белая пешка · c1 чёрный слон · h1 белый король | f8 белый конь · h8 чёрный король · a7 чёрный ферзь · g7 чёрная пешка · h6 чёрная пешка · e5 белая пешка · a4 чёрная пешка · b4 чёрная пешка · e4 белый ферзь · b2 белая пешка · g2 белая пешка · h2 белая пешка · c1 чёрный слон · h1 белый король | f8 белый конь · h8 чёрный король · a7 чёрный ферзь · g7 чёрная пешка · h6 чёрная пешка · e5 белая пешка · a4 чёрная пешка · b4 чёрная пешка · e4 белый ферзь · b2 белая пешка · g2 белая пешка · h2 белая пешка · c1 чёрный слон · h1 белый король | f8 белый конь · h8 чёрный король · a7 чёрный ферзь · g7 чёрная пешка · h6 чёрная пешка · e5 белая пешка · a4 чёрная пешка · b4 чёрная пешка · e4 белый ферзь · b2 белая пешка · g2 белая пешка · h2 белая пешка · c1 чёрный слон · h1 белый король | f8 белый конь · h8 чёрный король · a7 чёрный ферзь · g7 чёрная пешка · h6 чёрная пешка · e5 белая пешка · a4 чёрная пешка · b4 чёрная пешка · e4 белый ферзь · b2 белая пешка · g2 белая пешка · h2 белая пешка · c1 чёрный слон · h1 белый король | 2 |
| 1 | f8 белый конь · h8 чёрный король · a7 чёрный ферзь · g7 чёрная пешка · h6 чёрная пешка · e5 белая пешка · a4 чёрная пешка · b4 чёрная пешка · e4 белый ферзь · b2 белая пешка · g2 белая пешка · h2 белая пешка · c1 чёрный слон · h1 белый король | f8 белый конь · h8 чёрный король · a7 чёрный ферзь · g7 чёрная пешка · h6 чёрная пешка · e5 белая пешка · a4 чёрная пешка · b4 чёрная пешка · e4 белый ферзь · b2 белая пешка · g2 белая пешка · h2 белая пешка · c1 чёрный слон · h1 белый король | f8 белый конь · h8 чёрный король · a7 чёрный ферзь · g7 чёрная пешка · h6 чёрная пешка · e5 белая пешка · a4 чёрная пешка · b4 чёрная пешка · e4 белый ферзь · b2 белая пешка · g2 белая пешка · h2 белая пешка · c1 чёрный слон · h1 белый король | f8 белый конь · h8 чёрный король · a7 чёрный ферзь · g7 чёрная пешка · h6 чёрная пешка · e5 белая пешка · a4 чёрная пешка · b4 чёрная пешка · e4 белый ферзь · b2 белая пешка · g2 белая пешка · h2 белая пешка · c1 чёрный слон · h1 белый король | f8 белый конь · h8 чёрный король · a7 чёрный ферзь · g7 чёрная пешка · h6 чёрная пешка · e5 белая пешка · a4 чёрная пешка · b4 чёрная пешка · e4 белый ферзь · b2 белая пешка · g2 белая пешка · h2 белая пешка · c1 чёрный слон · h1 белый король | f8 белый конь · h8 чёрный король · a7 чёрный ферзь · g7 чёрная пешка · h6 чёрная пешка · e5 белая пешка · a4 чёрная пешка · b4 чёрная пешка · e4 белый ферзь · b2 белая пешка · g2 белая пешка · h2 белая пешка · c1 чёрный слон · h1 белый король | f8 белый конь · h8 чёрный король · a7 чёрный ферзь · g7 чёрная пешка · h6 чёрная пешка · e5 белая пешка · a4 чёрная пешка · b4 чёрная пешка · e4 белый ферзь · b2 белая пешка · g2 белая пешка · h2 белая пешка · c1 чёрный слон · h1 белый король | f8 белый конь · h8 чёрный король · a7 чёрный ферзь · g7 чёрная пешка · h6 чёрная пешка · e5 белая пешка · a4 чёрная пешка · b4 чёрная пешка · e4 белый ферзь · b2 белая пешка · g2 белая пешка · h2 белая пешка · c1 чёрный слон · h1 белый король | 1 |
|   | a | b | c | d | e | f | g | h |   |

В Бонне Крамник провёл второй матч с 10-й версией Deep Fritz и проиграл 2-4. Он изучал копию этой программы во время подготовки, но в матче Deep Fritz получил 5-фигурные эндшпильные базы и дебютную книгу. Крамник проиграл 2 партии и 4 завершил вничью. Во второй партии имел преимущество и просто зевнул мат в 1 ход (диаграмма 2) — Сьюзен Полгар назвала этот ход «ошибкой века». Крамник пытался отыграться в 6-й партии, начал атаку, но Fritz его переиграл. Матч стал точкой отсчёта, после которой стало ясно, что человек не сможет бороться с компьютером в шахматах: с тех пор на топ-уровне такие матчи не проводились.
Ввиду объединения двух систем определения сильнейшего шахматиста, чемпионат мира 2007 в отличие от 2005 года, сразу определял чемпиона мира. Крамник выиграл одну партию у Леко, с Александром Морозевичем сыграл 1-1 (каждый выиграл по одной партии), с Виши Анандом обе завершил вничью. Ананд не проиграл ни одной игры и опередил Крамника на 1 очко, став 15-м чемпионом мира. В июле 2007 года Крамник выиграл очередной турнир в Дортмунде.

### Экс-чемпион мира
|   | a | b | c | d | e | f | g | h |   |
| - | --- | --- | --- | --- | --- | --- | --- | --- | - |
| 8 | a8 чёрная ладья · e8 чёрный король · g8 чёрная ладья · b7 чёрный слон · d7 чёрный конь · f7 чёрная пешка · h7 чёрная пешка · b6 чёрный ферзь · d6 чёрный слон · e6 чёрная пешка · f6 чёрная пешка · b5 белый слон · d4 чёрная пешка · f3 белый конь · a2 белая пешка · b2 белая пешка · e2 белый ферзь · f2 белая пешка · g2 белая пешка · h2 белая пешка · a1 белая ладья · c1 белый слон · d1 белая ладья · g1 белый король | a8 чёрная ладья · e8 чёрный король · g8 чёрная ладья · b7 чёрный слон · d7 чёрный конь · f7 чёрная пешка · h7 чёрная пешка · b6 чёрный ферзь · d6 чёрный слон · e6 чёрная пешка · f6 чёрная пешка · b5 белый слон · d4 чёрная пешка · f3 белый конь · a2 белая пешка · b2 белая пешка · e2 белый ферзь · f2 белая пешка · g2 белая пешка · h2 белая пешка · a1 белая ладья · c1 белый слон · d1 белая ладья · g1 белый король | a8 чёрная ладья · e8 чёрный король · g8 чёрная ладья · b7 чёрный слон · d7 чёрный конь · f7 чёрная пешка · h7 чёрная пешка · b6 чёрный ферзь · d6 чёрный слон · e6 чёрная пешка · f6 чёрная пешка · b5 белый слон · d4 чёрная пешка · f3 белый конь · a2 белая пешка · b2 белая пешка · e2 белый ферзь · f2 белая пешка · g2 белая пешка · h2 белая пешка · a1 белая ладья · c1 белый слон · d1 белая ладья · g1 белый король | a8 чёрная ладья · e8 чёрный король · g8 чёрная ладья · b7 чёрный слон · d7 чёрный конь · f7 чёрная пешка · h7 чёрная пешка · b6 чёрный ферзь · d6 чёрный слон · e6 чёрная пешка · f6 чёрная пешка · b5 белый слон · d4 чёрная пешка · f3 белый конь · a2 белая пешка · b2 белая пешка · e2 белый ферзь · f2 белая пешка · g2 белая пешка · h2 белая пешка · a1 белая ладья · c1 белый слон · d1 белая ладья · g1 белый король | a8 чёрная ладья · e8 чёрный король · g8 чёрная ладья · b7 чёрный слон · d7 чёрный конь · f7 чёрная пешка · h7 чёрная пешка · b6 чёрный ферзь · d6 чёрный слон · e6 чёрная пешка · f6 чёрная пешка · b5 белый слон · d4 чёрная пешка · f3 белый конь · a2 белая пешка · b2 белая пешка · e2 белый ферзь · f2 белая пешка · g2 белая пешка · h2 белая пешка · a1 белая ладья · c1 белый слон · d1 белая ладья · g1 белый король | a8 чёрная ладья · e8 чёрный король · g8 чёрная ладья · b7 чёрный слон · d7 чёрный конь · f7 чёрная пешка · h7 чёрная пешка · b6 чёрный ферзь · d6 чёрный слон · e6 чёрная пешка · f6 чёрная пешка · b5 белый слон · d4 чёрная пешка · f3 белый конь · a2 белая пешка · b2 белая пешка · e2 белый ферзь · f2 белая пешка · g2 белая пешка · h2 белая пешка · a1 белая ладья · c1 белый слон · d1 белая ладья · g1 белый король | a8 чёрная ладья · e8 чёрный король · g8 чёрная ладья · b7 чёрный слон · d7 чёрный конь · f7 чёрная пешка · h7 чёрная пешка · b6 чёрный ферзь · d6 чёрный слон · e6 чёрная пешка · f6 чёрная пешка · b5 белый слон · d4 чёрная пешка · f3 белый конь · a2 белая пешка · b2 белая пешка · e2 белый ферзь · f2 белая пешка · g2 белая пешка · h2 белая пешка · a1 белая ладья · c1 белый слон · d1 белая ладья · g1 белый король | a8 чёрная ладья · e8 чёрный король · g8 чёрная ладья · b7 чёрный слон · d7 чёрный конь · f7 чёрная пешка · h7 чёрная пешка · b6 чёрный ферзь · d6 чёрный слон · e6 чёрная пешка · f6 чёрная пешка · b5 белый слон · d4 чёрная пешка · f3 белый конь · a2 белая пешка · b2 белая пешка · e2 белый ферзь · f2 белая пешка · g2 белая пешка · h2 белая пешка · a1 белая ладья · c1 белый слон · d1 белая ладья · g1 белый король | 8 |
| 7 | a8 чёрная ладья · e8 чёрный король · g8 чёрная ладья · b7 чёрный слон · d7 чёрный конь · f7 чёрная пешка · h7 чёрная пешка · b6 чёрный ферзь · d6 чёрный слон · e6 чёрная пешка · f6 чёрная пешка · b5 белый слон · d4 чёрная пешка · f3 белый конь · a2 белая пешка · b2 белая пешка · e2 белый ферзь · f2 белая пешка · g2 белая пешка · h2 белая пешка · a1 белая ладья · c1 белый слон · d1 белая ладья · g1 белый король | a8 чёрная ладья · e8 чёрный король · g8 чёрная ладья · b7 чёрный слон · d7 чёрный конь · f7 чёрная пешка · h7 чёрная пешка · b6 чёрный ферзь · d6 чёрный слон · e6 чёрная пешка · f6 чёрная пешка · b5 белый слон · d4 чёрная пешка · f3 белый конь · a2 белая пешка · b2 белая пешка · e2 белый ферзь · f2 белая пешка · g2 белая пешка · h2 белая пешка · a1 белая ладья · c1 белый слон · d1 белая ладья · g1 белый король | a8 чёрная ладья · e8 чёрный король · g8 чёрная ладья · b7 чёрный слон · d7 чёрный конь · f7 чёрная пешка · h7 чёрная пешка · b6 чёрный ферзь · d6 чёрный слон · e6 чёрная пешка · f6 чёрная пешка · b5 белый слон · d4 чёрная пешка · f3 белый конь · a2 белая пешка · b2 белая пешка · e2 белый ферзь · f2 белая пешка · g2 белая пешка · h2 белая пешка · a1 белая ладья · c1 белый слон · d1 белая ладья · g1 белый король | a8 чёрная ладья · e8 чёрный король · g8 чёрная ладья · b7 чёрный слон · d7 чёрный конь · f7 чёрная пешка · h7 чёрная пешка · b6 чёрный ферзь · d6 чёрный слон · e6 чёрная пешка · f6 чёрная пешка · b5 белый слон · d4 чёрная пешка · f3 белый конь · a2 белая пешка · b2 белая пешка · e2 белый ферзь · f2 белая пешка · g2 белая пешка · h2 белая пешка · a1 белая ладья · c1 белый слон · d1 белая ладья · g1 белый король | a8 чёрная ладья · e8 чёрный король · g8 чёрная ладья · b7 чёрный слон · d7 чёрный конь · f7 чёрная пешка · h7 чёрная пешка · b6 чёрный ферзь · d6 чёрный слон · e6 чёрная пешка · f6 чёрная пешка · b5 белый слон · d4 чёрная пешка · f3 белый конь · a2 белая пешка · b2 белая пешка · e2 белый ферзь · f2 белая пешка · g2 белая пешка · h2 белая пешка · a1 белая ладья · c1 белый слон · d1 белая ладья · g1 белый король | a8 чёрная ладья · e8 чёрный король · g8 чёрная ладья · b7 чёрный слон · d7 чёрный конь · f7 чёрная пешка · h7 чёрная пешка · b6 чёрный ферзь · d6 чёрный слон · e6 чёрная пешка · f6 чёрная пешка · b5 белый слон · d4 чёрная пешка · f3 белый конь · a2 белая пешка · b2 белая пешка · e2 белый ферзь · f2 белая пешка · g2 белая пешка · h2 белая пешка · a1 белая ладья · c1 белый слон · d1 белая ладья · g1 белый король | a8 чёрная ладья · e8 чёрный король · g8 чёрная ладья · b7 чёрный слон · d7 чёрный конь · f7 чёрная пешка · h7 чёрная пешка · b6 чёрный ферзь · d6 чёрный слон · e6 чёрная пешка · f6 чёрная пешка · b5 белый слон · d4 чёрная пешка · f3 белый конь · a2 белая пешка · b2 белая пешка · e2 белый ферзь · f2 белая пешка · g2 белая пешка · h2 белая пешка · a1 белая ладья · c1 белый слон · d1 белая ладья · g1 белый король | a8 чёрная ладья · e8 чёрный король · g8 чёрная ладья · b7 чёрный слон · d7 чёрный конь · f7 чёрная пешка · h7 чёрная пешка · b6 чёрный ферзь · d6 чёрный слон · e6 чёрная пешка · f6 чёрная пешка · b5 белый слон · d4 чёрная пешка · f3 белый конь · a2 белая пешка · b2 белая пешка · e2 белый ферзь · f2 белая пешка · g2 белая пешка · h2 белая пешка · a1 белая ладья · c1 белый слон · d1 белая ладья · g1 белый король | 7 |
| 6 | a8 чёрная ладья · e8 чёрный король · g8 чёрная ладья · b7 чёрный слон · d7 чёрный конь · f7 чёрная пешка · h7 чёрная пешка · b6 чёрный ферзь · d6 чёрный слон · e6 чёрная пешка · f6 чёрная пешка · b5 белый слон · d4 чёрная пешка · f3 белый конь · a2 белая пешка · b2 белая пешка · e2 белый ферзь · f2 белая пешка · g2 белая пешка · h2 белая пешка · a1 белая ладья · c1 белый слон · d1 белая ладья · g1 белый король | a8 чёрная ладья · e8 чёрный король · g8 чёрная ладья · b7 чёрный слон · d7 чёрный конь · f7 чёрная пешка · h7 чёрная пешка · b6 чёрный ферзь · d6 чёрный слон · e6 чёрная пешка · f6 чёрная пешка · b5 белый слон · d4 чёрная пешка · f3 белый конь · a2 белая пешка · b2 белая пешка · e2 белый ферзь · f2 белая пешка · g2 белая пешка · h2 белая пешка · a1 белая ладья · c1 белый слон · d1 белая ладья · g1 белый король | a8 чёрная ладья · e8 чёрный король · g8 чёрная ладья · b7 чёрный слон · d7 чёрный конь · f7 чёрная пешка · h7 чёрная пешка · b6 чёрный ферзь · d6 чёрный слон · e6 чёрная пешка · f6 чёрная пешка · b5 белый слон · d4 чёрная пешка · f3 белый конь · a2 белая пешка · b2 белая пешка · e2 белый ферзь · f2 белая пешка · g2 белая пешка · h2 белая пешка · a1 белая ладья · c1 белый слон · d1 белая ладья · g1 белый король | a8 чёрная ладья · e8 чёрный король · g8 чёрная ладья · b7 чёрный слон · d7 чёрный конь · f7 чёрная пешка · h7 чёрная пешка · b6 чёрный ферзь · d6 чёрный слон · e6 чёрная пешка · f6 чёрная пешка · b5 белый слон · d4 чёрная пешка · f3 белый конь · a2 белая пешка · b2 белая пешка · e2 белый ферзь · f2 белая пешка · g2 белая пешка · h2 белая пешка · a1 белая ладья · c1 белый слон · d1 белая ладья · g1 белый король | a8 чёрная ладья · e8 чёрный король · g8 чёрная ладья · b7 чёрный слон · d7 чёрный конь · f7 чёрная пешка · h7 чёрная пешка · b6 чёрный ферзь · d6 чёрный слон · e6 чёрная пешка · f6 чёрная пешка · b5 белый слон · d4 чёрная пешка · f3 белый конь · a2 белая пешка · b2 белая пешка · e2 белый ферзь · f2 белая пешка · g2 белая пешка · h2 белая пешка · a1 белая ладья · c1 белый слон · d1 белая ладья · g1 белый король | a8 чёрная ладья · e8 чёрный король · g8 чёрная ладья · b7 чёрный слон · d7 чёрный конь · f7 чёрная пешка · h7 чёрная пешка · b6 чёрный ферзь · d6 чёрный слон · e6 чёрная пешка · f6 чёрная пешка · b5 белый слон · d4 чёрная пешка · f3 белый конь · a2 белая пешка · b2 белая пешка · e2 белый ферзь · f2 белая пешка · g2 белая пешка · h2 белая пешка · a1 белая ладья · c1 белый слон · d1 белая ладья · g1 белый король | a8 чёрная ладья · e8 чёрный король · g8 чёрная ладья · b7 чёрный слон · d7 чёрный конь · f7 чёрная пешка · h7 чёрная пешка · b6 чёрный ферзь · d6 чёрный слон · e6 чёрная пешка · f6 чёрная пешка · b5 белый слон · d4 чёрная пешка · f3 белый конь · a2 белая пешка · b2 белая пешка · e2 белый ферзь · f2 белая пешка · g2 белая пешка · h2 белая пешка · a1 белая ладья · c1 белый слон · d1 белая ладья · g1 белый король | a8 чёрная ладья · e8 чёрный король · g8 чёрная ладья · b7 чёрный слон · d7 чёрный конь · f7 чёрная пешка · h7 чёрная пешка · b6 чёрный ферзь · d6 чёрный слон · e6 чёрная пешка · f6 чёрная пешка · b5 белый слон · d4 чёрная пешка · f3 белый конь · a2 белая пешка · b2 белая пешка · e2 белый ферзь · f2 белая пешка · g2 белая пешка · h2 белая пешка · a1 белая ладья · c1 белый слон · d1 белая ладья · g1 белый король | 6 |
| 5 | a8 чёрная ладья · e8 чёрный король · g8 чёрная ладья · b7 чёрный слон · d7 чёрный конь · f7 чёрная пешка · h7 чёрная пешка · b6 чёрный ферзь · d6 чёрный слон · e6 чёрная пешка · f6 чёрная пешка · b5 белый слон · d4 чёрная пешка · f3 белый конь · a2 белая пешка · b2 белая пешка · e2 белый ферзь · f2 белая пешка · g2 белая пешка · h2 белая пешка · a1 белая ладья · c1 белый слон · d1 белая ладья · g1 белый король | a8 чёрная ладья · e8 чёрный король · g8 чёрная ладья · b7 чёрный слон · d7 чёрный конь · f7 чёрная пешка · h7 чёрная пешка · b6 чёрный ферзь · d6 чёрный слон · e6 чёрная пешка · f6 чёрная пешка · b5 белый слон · d4 чёрная пешка · f3 белый конь · a2 белая пешка · b2 белая пешка · e2 белый ферзь · f2 белая пешка · g2 белая пешка · h2 белая пешка · a1 белая ладья · c1 белый слон · d1 белая ладья · g1 белый король | a8 чёрная ладья · e8 чёрный король · g8 чёрная ладья · b7 чёрный слон · d7 чёрный конь · f7 чёрная пешка · h7 чёрная пешка · b6 чёрный ферзь · d6 чёрный слон · e6 чёрная пешка · f6 чёрная пешка · b5 белый слон · d4 чёрная пешка · f3 белый конь · a2 белая пешка · b2 белая пешка · e2 белый ферзь · f2 белая пешка · g2 белая пешка · h2 белая пешка · a1 белая ладья · c1 белый слон · d1 белая ладья · g1 белый король | a8 чёрная ладья · e8 чёрный король · g8 чёрная ладья · b7 чёрный слон · d7 чёрный конь · f7 чёрная пешка · h7 чёрная пешка · b6 чёрный ферзь · d6 чёрный слон · e6 чёрная пешка · f6 чёрная пешка · b5 белый слон · d4 чёрная пешка · f3 белый конь · a2 белая пешка · b2 белая пешка · e2 белый ферзь · f2 белая пешка · g2 белая пешка · h2 белая пешка · a1 белая ладья · c1 белый слон · d1 белая ладья · g1 белый король | a8 чёрная ладья · e8 чёрный король · g8 чёрная ладья · b7 чёрный слон · d7 чёрный конь · f7 чёрная пешка · h7 чёрная пешка · b6 чёрный ферзь · d6 чёрный слон · e6 чёрная пешка · f6 чёрная пешка · b5 белый слон · d4 чёрная пешка · f3 белый конь · a2 белая пешка · b2 белая пешка · e2 белый ферзь · f2 белая пешка · g2 белая пешка · h2 белая пешка · a1 белая ладья · c1 белый слон · d1 белая ладья · g1 белый король | a8 чёрная ладья · e8 чёрный король · g8 чёрная ладья · b7 чёрный слон · d7 чёрный конь · f7 чёрная пешка · h7 чёрная пешка · b6 чёрный ферзь · d6 чёрный слон · e6 чёрная пешка · f6 чёрная пешка · b5 белый слон · d4 чёрная пешка · f3 белый конь · a2 белая пешка · b2 белая пешка · e2 белый ферзь · f2 белая пешка · g2 белая пешка · h2 белая пешка · a1 белая ладья · c1 белый слон · d1 белая ладья · g1 белый король | a8 чёрная ладья · e8 чёрный король · g8 чёрная ладья · b7 чёрный слон · d7 чёрный конь · f7 чёрная пешка · h7 чёрная пешка · b6 чёрный ферзь · d6 чёрный слон · e6 чёрная пешка · f6 чёрная пешка · b5 белый слон · d4 чёрная пешка · f3 белый конь · a2 белая пешка · b2 белая пешка · e2 белый ферзь · f2 белая пешка · g2 белая пешка · h2 белая пешка · a1 белая ладья · c1 белый слон · d1 белая ладья · g1 белый король | a8 чёрная ладья · e8 чёрный король · g8 чёрная ладья · b7 чёрный слон · d7 чёрный конь · f7 чёрная пешка · h7 чёрная пешка · b6 чёрный ферзь · d6 чёрный слон · e6 чёрная пешка · f6 чёрная пешка · b5 белый слон · d4 чёрная пешка · f3 белый конь · a2 белая пешка · b2 белая пешка · e2 белый ферзь · f2 белая пешка · g2 белая пешка · h2 белая пешка · a1 белая ладья · c1 белый слон · d1 белая ладья · g1 белый король | 5 |
| 4 | a8 чёрная ладья · e8 чёрный король · g8 чёрная ладья · b7 чёрный слон · d7 чёрный конь · f7 чёрная пешка · h7 чёрная пешка · b6 чёрный ферзь · d6 чёрный слон · e6 чёрная пешка · f6 чёрная пешка · b5 белый слон · d4 чёрная пешка · f3 белый конь · a2 белая пешка · b2 белая пешка · e2 белый ферзь · f2 белая пешка · g2 белая пешка · h2 белая пешка · a1 белая ладья · c1 белый слон · d1 белая ладья · g1 белый король | a8 чёрная ладья · e8 чёрный король · g8 чёрная ладья · b7 чёрный слон · d7 чёрный конь · f7 чёрная пешка · h7 чёрная пешка · b6 чёрный ферзь · d6 чёрный слон · e6 чёрная пешка · f6 чёрная пешка · b5 белый слон · d4 чёрная пешка · f3 белый конь · a2 белая пешка · b2 белая пешка · e2 белый ферзь · f2 белая пешка · g2 белая пешка · h2 белая пешка · a1 белая ладья · c1 белый слон · d1 белая ладья · g1 белый король | a8 чёрная ладья · e8 чёрный король · g8 чёрная ладья · b7 чёрный слон · d7 чёрный конь · f7 чёрная пешка · h7 чёрная пешка · b6 чёрный ферзь · d6 чёрный слон · e6 чёрная пешка · f6 чёрная пешка · b5 белый слон · d4 чёрная пешка · f3 белый конь · a2 белая пешка · b2 белая пешка · e2 белый ферзь · f2 белая пешка · g2 белая пешка · h2 белая пешка · a1 белая ладья · c1 белый слон · d1 белая ладья · g1 белый король | a8 чёрная ладья · e8 чёрный король · g8 чёрная ладья · b7 чёрный слон · d7 чёрный конь · f7 чёрная пешка · h7 чёрная пешка · b6 чёрный ферзь · d6 чёрный слон · e6 чёрная пешка · f6 чёрная пешка · b5 белый слон · d4 чёрная пешка · f3 белый конь · a2 белая пешка · b2 белая пешка · e2 белый ферзь · f2 белая пешка · g2 белая пешка · h2 белая пешка · a1 белая ладья · c1 белый слон · d1 белая ладья · g1 белый король | a8 чёрная ладья · e8 чёрный король · g8 чёрная ладья · b7 чёрный слон · d7 чёрный конь · f7 чёрная пешка · h7 чёрная пешка · b6 чёрный ферзь · d6 чёрный слон · e6 чёрная пешка · f6 чёрная пешка · b5 белый слон · d4 чёрная пешка · f3 белый конь · a2 белая пешка · b2 белая пешка · e2 белый ферзь · f2 белая пешка · g2 белая пешка · h2 белая пешка · a1 белая ладья · c1 белый слон · d1 белая ладья · g1 белый король | a8 чёрная ладья · e8 чёрный король · g8 чёрная ладья · b7 чёрный слон · d7 чёрный конь · f7 чёрная пешка · h7 чёрная пешка · b6 чёрный ферзь · d6 чёрный слон · e6 чёрная пешка · f6 чёрная пешка · b5 белый слон · d4 чёрная пешка · f3 белый конь · a2 белая пешка · b2 белая пешка · e2 белый ферзь · f2 белая пешка · g2 белая пешка · h2 белая пешка · a1 белая ладья · c1 белый слон · d1 белая ладья · g1 белый король | a8 чёрная ладья · e8 чёрный король · g8 чёрная ладья · b7 чёрный слон · d7 чёрный конь · f7 чёрная пешка · h7 чёрная пешка · b6 чёрный ферзь · d6 чёрный слон · e6 чёрная пешка · f6 чёрная пешка · b5 белый слон · d4 чёрная пешка · f3 белый конь · a2 белая пешка · b2 белая пешка · e2 белый ферзь · f2 белая пешка · g2 белая пешка · h2 белая пешка · a1 белая ладья · c1 белый слон · d1 белая ладья · g1 белый король | a8 чёрная ладья · e8 чёрный король · g8 чёрная ладья · b7 чёрный слон · d7 чёрный конь · f7 чёрная пешка · h7 чёрная пешка · b6 чёрный ферзь · d6 чёрный слон · e6 чёрная пешка · f6 чёрная пешка · b5 белый слон · d4 чёрная пешка · f3 белый конь · a2 белая пешка · b2 белая пешка · e2 белый ферзь · f2 белая пешка · g2 белая пешка · h2 белая пешка · a1 белая ладья · c1 белый слон · d1 белая ладья · g1 белый король | 4 |
| 3 | a8 чёрная ладья · e8 чёрный король · g8 чёрная ладья · b7 чёрный слон · d7 чёрный конь · f7 чёрная пешка · h7 чёрная пешка · b6 чёрный ферзь · d6 чёрный слон · e6 чёрная пешка · f6 чёрная пешка · b5 белый слон · d4 чёрная пешка · f3 белый конь · a2 белая пешка · b2 белая пешка · e2 белый ферзь · f2 белая пешка · g2 белая пешка · h2 белая пешка · a1 белая ладья · c1 белый слон · d1 белая ладья · g1 белый король | a8 чёрная ладья · e8 чёрный король · g8 чёрная ладья · b7 чёрный слон · d7 чёрный конь · f7 чёрная пешка · h7 чёрная пешка · b6 чёрный ферзь · d6 чёрный слон · e6 чёрная пешка · f6 чёрная пешка · b5 белый слон · d4 чёрная пешка · f3 белый конь · a2 белая пешка · b2 белая пешка · e2 белый ферзь · f2 белая пешка · g2 белая пешка · h2 белая пешка · a1 белая ладья · c1 белый слон · d1 белая ладья · g1 белый король | a8 чёрная ладья · e8 чёрный король · g8 чёрная ладья · b7 чёрный слон · d7 чёрный конь · f7 чёрная пешка · h7 чёрная пешка · b6 чёрный ферзь · d6 чёрный слон · e6 чёрная пешка · f6 чёрная пешка · b5 белый слон · d4 чёрная пешка · f3 белый конь · a2 белая пешка · b2 белая пешка · e2 белый ферзь · f2 белая пешка · g2 белая пешка · h2 белая пешка · a1 белая ладья · c1 белый слон · d1 белая ладья · g1 белый король | a8 чёрная ладья · e8 чёрный король · g8 чёрная ладья · b7 чёрный слон · d7 чёрный конь · f7 чёрная пешка · h7 чёрная пешка · b6 чёрный ферзь · d6 чёрный слон · e6 чёрная пешка · f6 чёрная пешка · b5 белый слон · d4 чёрная пешка · f3 белый конь · a2 белая пешка · b2 белая пешка · e2 белый ферзь · f2 белая пешка · g2 белая пешка · h2 белая пешка · a1 белая ладья · c1 белый слон · d1 белая ладья · g1 белый король | a8 чёрная ладья · e8 чёрный король · g8 чёрная ладья · b7 чёрный слон · d7 чёрный конь · f7 чёрная пешка · h7 чёрная пешка · b6 чёрный ферзь · d6 чёрный слон · e6 чёрная пешка · f6 чёрная пешка · b5 белый слон · d4 чёрная пешка · f3 белый конь · a2 белая пешка · b2 белая пешка · e2 белый ферзь · f2 белая пешка · g2 белая пешка · h2 белая пешка · a1 белая ладья · c1 белый слон · d1 белая ладья · g1 белый король | a8 чёрная ладья · e8 чёрный король · g8 чёрная ладья · b7 чёрный слон · d7 чёрный конь · f7 чёрная пешка · h7 чёрная пешка · b6 чёрный ферзь · d6 чёрный слон · e6 чёрная пешка · f6 чёрная пешка · b5 белый слон · d4 чёрная пешка · f3 белый конь · a2 белая пешка · b2 белая пешка · e2 белый ферзь · f2 белая пешка · g2 белая пешка · h2 белая пешка · a1 белая ладья · c1 белый слон · d1 белая ладья · g1 белый король | a8 чёрная ладья · e8 чёрный король · g8 чёрная ладья · b7 чёрный слон · d7 чёрный конь · f7 чёрная пешка · h7 чёрная пешка · b6 чёрный ферзь · d6 чёрный слон · e6 чёрная пешка · f6 чёрная пешка · b5 белый слон · d4 чёрная пешка · f3 белый конь · a2 белая пешка · b2 белая пешка · e2 белый ферзь · f2 белая пешка · g2 белая пешка · h2 белая пешка · a1 белая ладья · c1 белый слон · d1 белая ладья · g1 белый король | a8 чёрная ладья · e8 чёрный король · g8 чёрная ладья · b7 чёрный слон · d7 чёрный конь · f7 чёрная пешка · h7 чёрная пешка · b6 чёрный ферзь · d6 чёрный слон · e6 чёрная пешка · f6 чёрная пешка · b5 белый слон · d4 чёрная пешка · f3 белый конь · a2 белая пешка · b2 белая пешка · e2 белый ферзь · f2 белая пешка · g2 белая пешка · h2 белая пешка · a1 белая ладья · c1 белый слон · d1 белая ладья · g1 белый король | 3 |
| 2 | a8 чёрная ладья · e8 чёрный король · g8 чёрная ладья · b7 чёрный слон · d7 чёрный конь · f7 чёрная пешка · h7 чёрная пешка · b6 чёрный ферзь · d6 чёрный слон · e6 чёрная пешка · f6 чёрная пешка · b5 белый слон · d4 чёрная пешка · f3 белый конь · a2 белая пешка · b2 белая пешка · e2 белый ферзь · f2 белая пешка · g2 белая пешка · h2 белая пешка · a1 белая ладья · c1 белый слон · d1 белая ладья · g1 белый король | a8 чёрная ладья · e8 чёрный король · g8 чёрная ладья · b7 чёрный слон · d7 чёрный конь · f7 чёрная пешка · h7 чёрная пешка · b6 чёрный ферзь · d6 чёрный слон · e6 чёрная пешка · f6 чёрная пешка · b5 белый слон · d4 чёрная пешка · f3 белый конь · a2 белая пешка · b2 белая пешка · e2 белый ферзь · f2 белая пешка · g2 белая пешка · h2 белая пешка · a1 белая ладья · c1 белый слон · d1 белая ладья · g1 белый король | a8 чёрная ладья · e8 чёрный король · g8 чёрная ладья · b7 чёрный слон · d7 чёрный конь · f7 чёрная пешка · h7 чёрная пешка · b6 чёрный ферзь · d6 чёрный слон · e6 чёрная пешка · f6 чёрная пешка · b5 белый слон · d4 чёрная пешка · f3 белый конь · a2 белая пешка · b2 белая пешка · e2 белый ферзь · f2 белая пешка · g2 белая пешка · h2 белая пешка · a1 белая ладья · c1 белый слон · d1 белая ладья · g1 белый король | a8 чёрная ладья · e8 чёрный король · g8 чёрная ладья · b7 чёрный слон · d7 чёрный конь · f7 чёрная пешка · h7 чёрная пешка · b6 чёрный ферзь · d6 чёрный слон · e6 чёрная пешка · f6 чёрная пешка · b5 белый слон · d4 чёрная пешка · f3 белый конь · a2 белая пешка · b2 белая пешка · e2 белый ферзь · f2 белая пешка · g2 белая пешка · h2 белая пешка · a1 белая ладья · c1 белый слон · d1 белая ладья · g1 белый король | a8 чёрная ладья · e8 чёрный король · g8 чёрная ладья · b7 чёрный слон · d7 чёрный конь · f7 чёрная пешка · h7 чёрная пешка · b6 чёрный ферзь · d6 чёрный слон · e6 чёрная пешка · f6 чёрная пешка · b5 белый слон · d4 чёрная пешка · f3 белый конь · a2 белая пешка · b2 белая пешка · e2 белый ферзь · f2 белая пешка · g2 белая пешка · h2 белая пешка · a1 белая ладья · c1 белый слон · d1 белая ладья · g1 белый король | a8 чёрная ладья · e8 чёрный король · g8 чёрная ладья · b7 чёрный слон · d7 чёрный конь · f7 чёрная пешка · h7 чёрная пешка · b6 чёрный ферзь · d6 чёрный слон · e6 чёрная пешка · f6 чёрная пешка · b5 белый слон · d4 чёрная пешка · f3 белый конь · a2 белая пешка · b2 белая пешка · e2 белый ферзь · f2 белая пешка · g2 белая пешка · h2 белая пешка · a1 белая ладья · c1 белый слон · d1 белая ладья · g1 белый король | a8 чёрная ладья · e8 чёрный король · g8 чёрная ладья · b7 чёрный слон · d7 чёрный конь · f7 чёрная пешка · h7 чёрная пешка · b6 чёрный ферзь · d6 чёрный слон · e6 чёрная пешка · f6 чёрная пешка · b5 белый слон · d4 чёрная пешка · f3 белый конь · a2 белая пешка · b2 белая пешка · e2 белый ферзь · f2 белая пешка · g2 белая пешка · h2 белая пешка · a1 белая ладья · c1 белый слон · d1 белая ладья · g1 белый король | a8 чёрная ладья · e8 чёрный король · g8 чёрная ладья · b7 чёрный слон · d7 чёрный конь · f7 чёрная пешка · h7 чёрная пешка · b6 чёрный ферзь · d6 чёрный слон · e6 чёрная пешка · f6 чёрная пешка · b5 белый слон · d4 чёрная пешка · f3 белый конь · a2 белая пешка · b2 белая пешка · e2 белый ферзь · f2 белая пешка · g2 белая пешка · h2 белая пешка · a1 белая ладья · c1 белый слон · d1 белая ладья · g1 белый король | 2 |
| 1 | a8 чёрная ладья · e8 чёрный король · g8 чёрная ладья · b7 чёрный слон · d7 чёрный конь · f7 чёрная пешка · h7 чёрная пешка · b6 чёрный ферзь · d6 чёрный слон · e6 чёрная пешка · f6 чёрная пешка · b5 белый слон · d4 чёрная пешка · f3 белый конь · a2 белая пешка · b2 белая пешка · e2 белый ферзь · f2 белая пешка · g2 белая пешка · h2 белая пешка · a1 белая ладья · c1 белый слон · d1 белая ладья · g1 белый король | a8 чёрная ладья · e8 чёрный король · g8 чёрная ладья · b7 чёрный слон · d7 чёрный конь · f7 чёрная пешка · h7 чёрная пешка · b6 чёрный ферзь · d6 чёрный слон · e6 чёрная пешка · f6 чёрная пешка · b5 белый слон · d4 чёрная пешка · f3 белый конь · a2 белая пешка · b2 белая пешка · e2 белый ферзь · f2 белая пешка · g2 белая пешка · h2 белая пешка · a1 белая ладья · c1 белый слон · d1 белая ладья · g1 белый король | a8 чёрная ладья · e8 чёрный король · g8 чёрная ладья · b7 чёрный слон · d7 чёрный конь · f7 чёрная пешка · h7 чёрная пешка · b6 чёрный ферзь · d6 чёрный слон · e6 чёрная пешка · f6 чёрная пешка · b5 белый слон · d4 чёрная пешка · f3 белый конь · a2 белая пешка · b2 белая пешка · e2 белый ферзь · f2 белая пешка · g2 белая пешка · h2 белая пешка · a1 белая ладья · c1 белый слон · d1 белая ладья · g1 белый король | a8 чёрная ладья · e8 чёрный король · g8 чёрная ладья · b7 чёрный слон · d7 чёрный конь · f7 чёрная пешка · h7 чёрная пешка · b6 чёрный ферзь · d6 чёрный слон · e6 чёрная пешка · f6 чёрная пешка · b5 белый слон · d4 чёрная пешка · f3 белый конь · a2 белая пешка · b2 белая пешка · e2 белый ферзь · f2 белая пешка · g2 белая пешка · h2 белая пешка · a1 белая ладья · c1 белый слон · d1 белая ладья · g1 белый король | a8 чёрная ладья · e8 чёрный король · g8 чёрная ладья · b7 чёрный слон · d7 чёрный конь · f7 чёрная пешка · h7 чёрная пешка · b6 чёрный ферзь · d6 чёрный слон · e6 чёрная пешка · f6 чёрная пешка · b5 белый слон · d4 чёрная пешка · f3 белый конь · a2 белая пешка · b2 белая пешка · e2 белый ферзь · f2 белая пешка · g2 белая пешка · h2 белая пешка · a1 белая ладья · c1 белый слон · d1 белая ладья · g1 белый король | a8 чёрная ладья · e8 чёрный король · g8 чёрная ладья · b7 чёрный слон · d7 чёрный конь · f7 чёрная пешка · h7 чёрная пешка · b6 чёрный ферзь · d6 чёрный слон · e6 чёрная пешка · f6 чёрная пешка · b5 белый слон · d4 чёрная пешка · f3 белый конь · a2 белая пешка · b2 белая пешка · e2 белый ферзь · f2 белая пешка · g2 белая пешка · h2 белая пешка · a1 белая ладья · c1 белый слон · d1 белая ладья · g1 белый король | a8 чёрная ладья · e8 чёрный король · g8 чёрная ладья · b7 чёрный слон · d7 чёрный конь · f7 чёрная пешка · h7 чёрная пешка · b6 чёрный ферзь · d6 чёрный слон · e6 чёрная пешка · f6 чёрная пешка · b5 белый слон · d4 чёрная пешка · f3 белый конь · a2 белая пешка · b2 белая пешка · e2 белый ферзь · f2 белая пешка · g2 белая пешка · h2 белая пешка · a1 белая ладья · c1 белый слон · d1 белая ладья · g1 белый король | a8 чёрная ладья · e8 чёрный король · g8 чёрная ладья · b7 чёрный слон · d7 чёрный конь · f7 чёрная пешка · h7 чёрная пешка · b6 чёрный ферзь · d6 чёрный слон · e6 чёрная пешка · f6 чёрная пешка · b5 белый слон · d4 чёрная пешка · f3 белый конь · a2 белая пешка · b2 белая пешка · e2 белый ферзь · f2 белая пешка · g2 белая пешка · h2 белая пешка · a1 белая ладья · c1 белый слон · d1 белая ладья · g1 белый король | 1 |
|   | a | b | c | d | e | f | g | h |   |

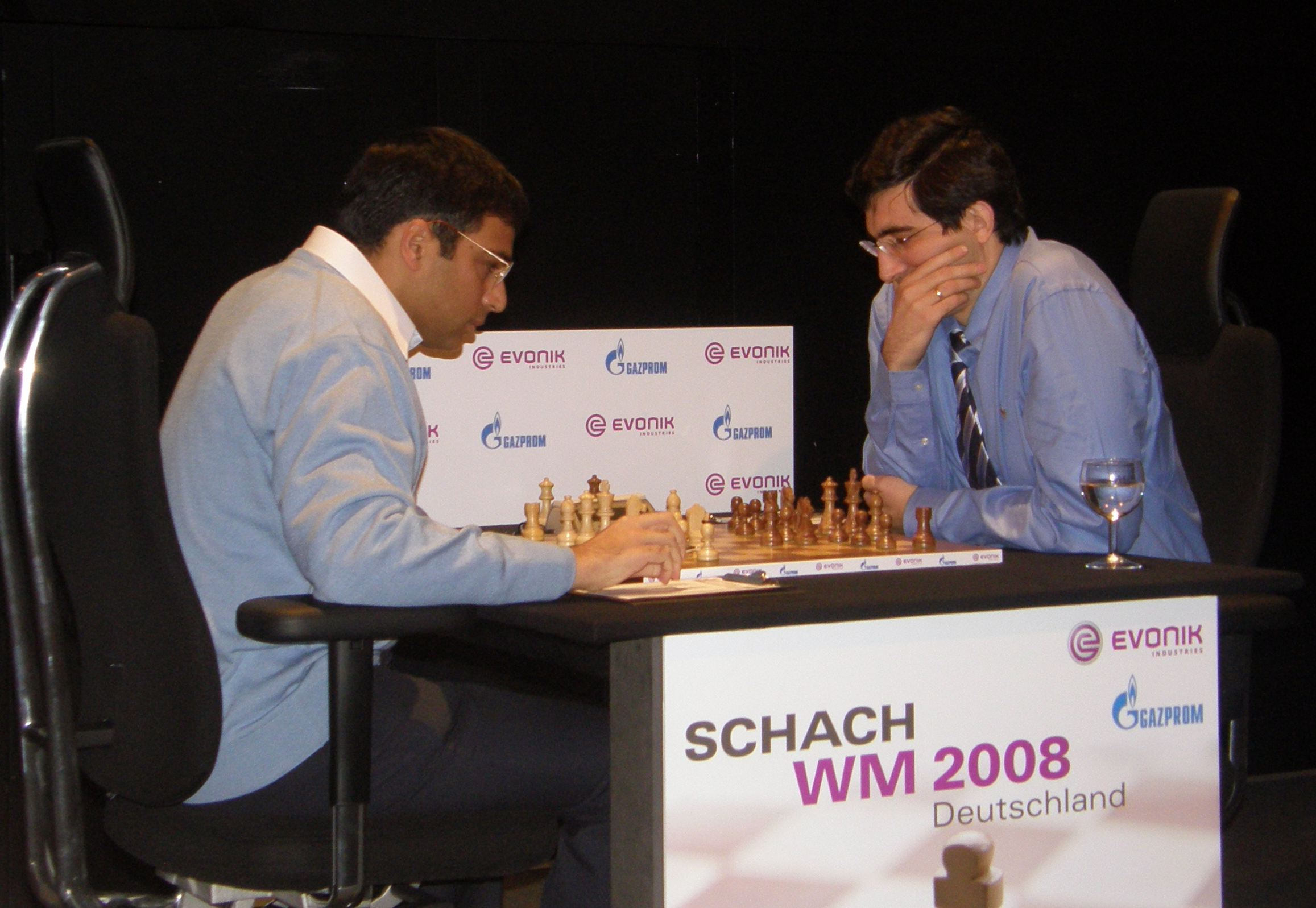
Крамник играет с Анандом, 2008

В 2008 году участвовал в матче-реванше против Ананда, так как стал серебряным призёром чемпионата 2007. В первой и второй партии быстрые 30-ходовые ничьи. В третьей партии Ананд пошёл в Меранский вариант славянской защиты и применил новинку на 14-м ходу (жертва пешки). Крамник её забрал, Ананд быстро сыграл ♜g8 (диаграмма 3), и после точного ответа соперника, также быстро сыграл ♜g4. Крамник сделал ещё один точный ход, но к тому моменту потратил почти 90 минут. До 29-го хода играл точно, но допустил грубую ошибку и проиграл. Через партию Ананд пошёл на тот же вариант, сыграв немного по-другому и также победил. Крамник проиграл ещё следующую партию, десятую уверенно выиграл, но матч завершился со счётом 6½-4½ в пользу Ананда.

В 2009 году стал победителем Мемориала Таля — сильнейшего турнира в истории на тот момент. В 2009 и 2011 годах ещё раз выиграл турниры в Дортмунде. В 2011 году Крамник был участником матчей претендентов. В четвертьфинале переиграл Теймура Раджабова на тай-брейке (2-2 в классике и рапиде, в блице 2½:1½). В полуфинале уступил Александру Грищуку (2-2 в классику и рапид, в блице ½:1½). Выиграл 3-й London Chess Classic, показав перфоманс более 2900.

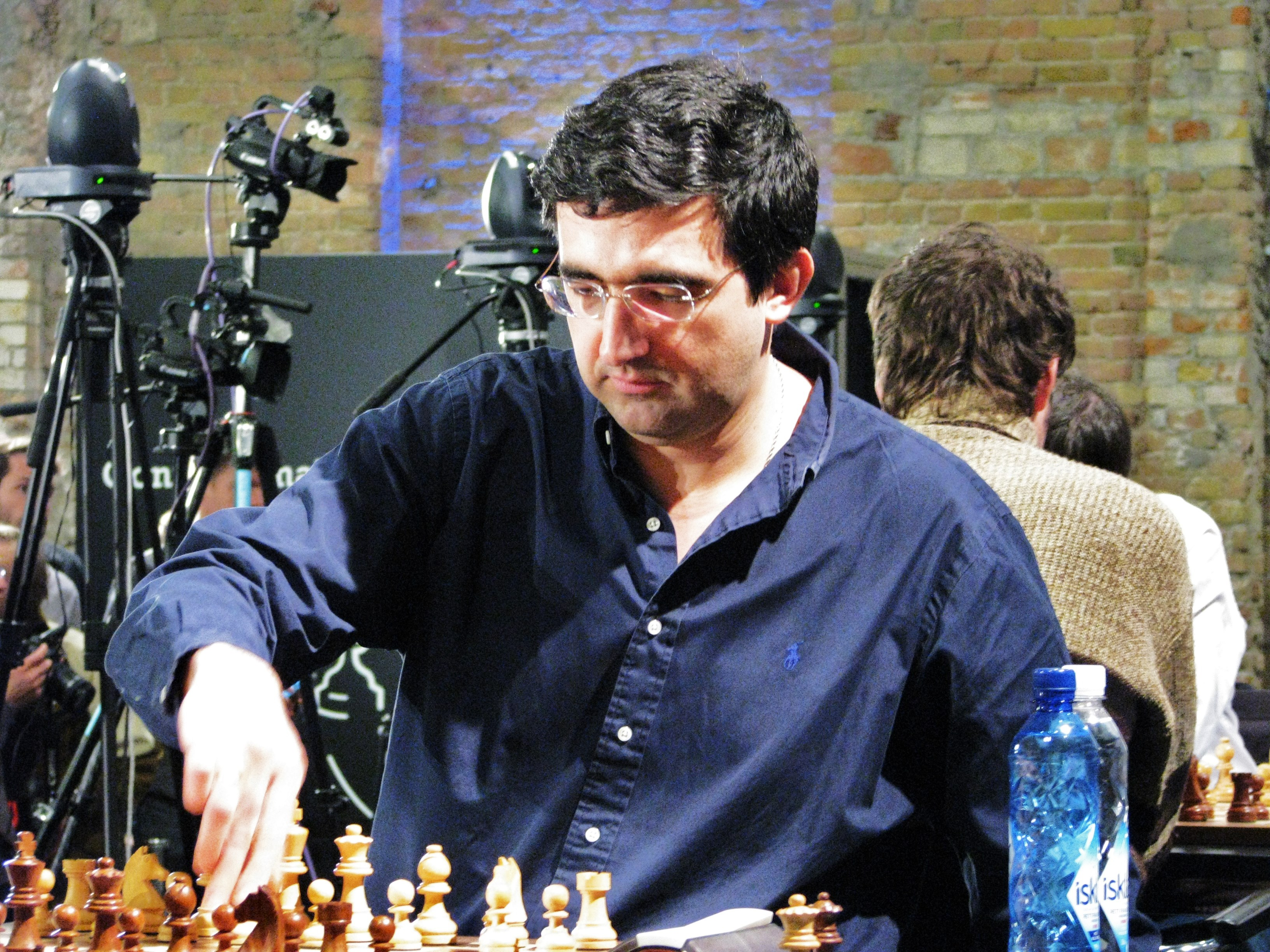
На ЧМ по рапиду и блицу 2015

В 2012 году провёл товарищеский матч с Левоном Ароняном, который закончился вничью со счётом 3-3. В 2013 году участвовал в турнире претендентов и разделил с Магнусом Карлсеном 1—2 места, но тот имел на одну победу больше, занял 1-е место и в дальнейшем выиграл матч за звание ЧМ у Ананда.
Одержал победу на Кубке мира 2013 и квалифицировался на турнир претендентов 2014, где поделил 3-е место с Сергеем Карякиным и Шахрияром Мамедьяровым.
В 2015 году на чемпионате мира по рапиду не проиграл ни одной партии (5 побед и 10 ничьих), заняв 6-е место. Стал бронзовым призёром чемпионата мира по блицу — отстал от победителя Грищука на ½, а на тай-брейке уступил 2-е место Максиму Вашье-Лаграву.
Поделил 2-4 места c Фабиано Каруаной и Леньером Домингесем на Дортмунде 2016, 3-5 места с Анандом и Хикару Накамурой на London Chess Classic. Поделил 2-4 места на Мемориале Гашимова 2017 и 2-3 места на сильнейшем Norway Chess 2017.

### Завершение карьеры
Крамник всё ещё имел рейтинг 2800+, однако его результаты со временем становились хуже. 29 января 2019 года он объявил о завершении карьеры на следующий день после завершения Tata Steel. Крамник занял последнее место, выиграв 2 раза и проиграв 6. Он подчеркнул, что принял такое решение несколько месяцев назад, так как давно потерял мотивацию. В то же время сказал, что планирует играть в блиц или рапид и что давно хотел реализовать несколько своих проектов, особенно в сфере «шахмат для детей и образования». В конце 2019 года на чемпионате мира по блицу стал бронзовым призёром.
В мае 2020 года Крамник был одним из организаторов благотворительного онлайн-турнира по блицу «Сборная — России», на котором было собрано более 25 млн рублей в поддержку российских медработников.
После этого Крамник стал активно играть в блиц на Chess.com. Неоднократно публично высказывал подозрения об использовании подсказок значительной частью лидирующих шахматистов, включая Хикару Накамуру и Ханса Ниманна. Ниманна заподозрил отчасти из-за скандала того с Карлсеном, а у Накамуры проанализировал серию из 46 партий с сильными соперниками, в которых американец одержал 45 побед. В сентябре 2023 года объявил, что покидает Chess.com из-за недостаточных его усилий по борьбе с шахматным мошенничеством. В марте 2024 года Крамник признался в игре с аккаунта Дениса Хисматуллина. Изначально свои подозрения высказал Матвей Гальченко. Игра с чужого аккаунта является грубым нарушением правил платформы: за неё Крамник был отстранён от участия в призовых турнирах на 3 месяца.
Крамник также обратил особенное внимание на хорошие результаты Хосе Мартинеза. Он в живых шахматах не показывает больших успехов, но на Chess.com имеет счёт с Крамником 9-1 в свою пользу. В июне 2024 года Хосе Мартинез вызвал 14-го чемпиона мира на живой матч, который прошёл в Мадриде, и одержал победу. C 19 по 21 августа в Лондоне прошёл реванш, который выиграл Крамник.
После завершения карьеры Крамник многократно выступал в сильных блиц- и рапид-турнирах, несколько раз занимал призовые места. Legends Of Chess (2020), в 2021 году в Paris Rapid & Blitz и Crocus City Stars Rapid (2-4 места) и в 2023 году в Armageddon Championship: Asia & Oceania (дошёл до полуфинала), NC World Masters (2-е место), Levitov Chess Week Rapid, Zakovat Gambit Final (2-е место).
В 2024 году Крамник был главным тренером сборной Узбекистана на Олимпиаде.
Крамник многократно появлялся на канале Ильи Левитова, где разбирал свои партии 2000-х годов и давал интервью.

### Личная жизнь
Крамник был в отношениях с Евой Репковой, но они расстались. В 2006 году женился на французской журналистке газеты Le Figaro Мари-Ло Жермон, венчались в Соборе Александра Невского. Она брала интервью у Крамника после победы над Каспаровым и там же с ним познакомилась. 28 декабря 2008 года у них родилась дочь Дарья, 29 января 2013 года — сын Вадим. Семья проживает в Женеве.
Крамник любит играть в футбол, его рост — 198 см.

## Оценки и наследие

### Стиль игры
Каспаров охарактеризовал игру Крамника как прагматичную и упорную, сравнив её со стилем Анатолия Карпова: 12-й чемпион мира — известный мастер позиционной игры. Как и многие ведущие гроссмейстеры, Крамник обладает универсальным стилем, но особенно силён в дебюте и эндшпиле.

На Вейк-ан-Зее 2018 Крамник чёрными переиграл Ананда, с самого дебюта получив перевес. Ананд же с дебюта получил бесперспективную позицию и короля без укрытия, Крамник впоследствии отмечал, что почти не считал вариантов и выиграл только за счёт правильного маневрирования на разных флангах.
[Event "80th Tata Steel GpA"]
[Site "Wijk aan Zee NED"]
[Date "2018.01.20"]
[Round "7.6"]
[White "Anand, V."]
[Black "Kramnik, V."]
[Result "0-1"]
[WhiteElo "2767"]
[BlackElo "2787"]
[Variant "Standard"]
[TimeControl "-"]
[ECO "C50"]
[Opening "Italian Game: Giuoco Pianissimo, Normal"]
[Termination "Normal"]
[Annotator "lichess.org"]
1. e4 e5 2. Nf3 Nc6 3. Bc4 Bc5 4. d3 Nf6 { C50 Italian Game: Giuoco Pianissimo, Normal } 5. a4 d6 6. c3 a6 7. Bg5 h6 8. Bh4 Ba7 9. Nbd2 Qe7 10. h3?! { (0.34 → -0.60) Inaccuracy. O-O was best. } (10. O-O) 10... g5 11. Bg3 Nh5 12. Qe2 Qf6 13. Bh2 Nf4 14. Bxf4 gxf4 15. g4 Ne7 16. b4 Ng6 17. Kd1 h5 18. g5 Qe7 19. b5 Kf8 20. bxa6 bxa6 21. d4 Kg7 22. d5 Bd7 23. Kc2 Rhb8 24. Bxa6? { (-0.67 → -1.86) Mistake. Ne1 was best. } (24. Ne1 Qxg5) 24... Bxf2 25. Bb5 Be3 26. h4?! { (-1.64 → -2.53) Inaccuracy. Nc4 was best. } (26. Nc4) 26... Ra5 27. c4 Rba8 28. Kb3 Nf8 29. Rhc1 Bg4 30. Kc2 Bxd2 31. Kxd2 Nd7 32. Ra3 Nc5 33. Bc6 Rb8 34. Ke1 Qd8 35. Qc2?! { (-4.61 → -7.32) Inaccuracy. Bb5 was best. } (35. Bb5 Qc8) 35... Bxf3 36. Rxf3 Qc8 { White resigns. } 0-1

На Дортмунде 2018 Крамник обыграл Яна-Кшиштофа Дуду. После дебюта у экс-чемпиона мира осталась лишняя пешка, которую он успешно реализовал. У Дуды была компенсация, но её не хватило — Крамник не дал ему активизировать ладью и сохранил центральные проходные пешки.
[Event "46th GM 2018"]
[Site "Dortmund GER"]
[Date "2018.07.18"]
[Round "4.3"]
[White "Kramnik, V."]
[Black "Duda, J."]
[Result "1-0"]
[WhiteElo "2792"]
[BlackElo "2737"]
[Variant "Standard"]
[TimeControl "-"]
[ECO "A29"]
[Opening "English Opening: King's English Variation, Four Knights Variation, Fianchetto Line"]
[Termination "Normal"]
[Annotator "lichess.org"]
1. c4 Nf6 2. Nc3 e5 3. Nf3 Nc6 4. g3 { A29 English Opening: King's English Variation, Four Knights Variation, Fianchetto Line } Bb4 5. Bg2 d6 6. O-O O-O 7. d3 Bxc3 8. bxc3 e4 9. Nd4 exd3 10. exd3 Nxd4 11. cxd4 d5 12. Bg5 c6 13. cxd5 cxd5 14. Qb3 b6 15. Rae1 h6 16. Bxf6 Qxf6 17. Re5 Be6 18. f4 Rac8 19. Rfe1 Rc7?! { (-0.16 → 0.42) Inaccuracy. Rfd8 was best. } (19... Rfd8 20. Bxd5 Bxd5 21. Rxd5 Rxd5 22. Qxd5 Rd8 23. Qe5 Qc6 24. d5 Qxd5 25. Qxd5 Rxd5 26. Re8+) 20. Bxd5 Bxd5 21. Qxd5 Rc2 22. Re8 Rc8? { (0.05 → 1.29) Mistake. g5 was best. } (22... g5 23. R8e4 Rd2 24. Qe5 Qxe5 25. dxe5 Rc8 26. R1e2 Rcc2 27. Rxd2 Rxd2 28. a4 Rxd3 29. f5) 23. Qd7 Rd8?! { (0.85 → 1.66) Inaccuracy. Rcxe8 was best. } (23... Rcxe8 24. Rxe8 g5 25. Rxf8+ Kxf8 26. fxg5 hxg5 27. Kg2 a6 28. Kh3 Qf1+ 29. Kg4 Qe2+ 30. Kxg5) 24. Rxd8 Qxd8 25. Re7 Qc8 26. Qxc8 Rxc8 27. Kf2 Kf8 28. Rxa7 Rc2+ 29. Ke3 Rxh2 30. d5 g5? { (3.09 → 5.37) Mistake. Ke8 was best. } (30... Ke8 31. d6) 31. f5 f6?! { (4.69 → 6.45) Inaccuracy. Ke8 was best. } (31... Ke8 32. d6) 32. d6 Ke8 33. Kd4 h5 34. Kd5 b5? { (4.76 → 17.55) Mistake. Re2 was best. } (34... Re2 35. a4) 35. Ke6 Re2+ 36. Kxf6 h4 37. Re7+ { Black resigns. } 1-0

В первом туре турнира претендентов 2018 позиционно переиграл Александра Грищука. Юдит Полгар сказала, что Крамник провёл блестящую партию — Грищук пожертвовал качество (за коня и пешку), а Крамник вернул его спустя 5 ходов и активизировал свои фигуры. У него было небольшое преимущество, проходная пешка «a», и партию он довёл до победы.
[Event "FIDE Candidates 2018"]
[Site "Berlin GER"]
[Date "2018.03.10"]
[Round "1.1"]
[White "Kramnik, V."]
[Black "Grischuk, A."]
[Result "1-0"]
[WhiteElo "2800"]
[BlackElo "2767"]
[Variant "Standard"]
[TimeControl "-"]
[ECO "A48"]
[Opening "East Indian Defense"]
[Termination "Normal"]
[Annotator "lichess.org"]
1. d4 Nf6 2. Nf3 g6 { A48 East Indian Defense } 3. b3 c5 4. dxc5 Qa5+ 5. Nbd2 Qxc5 6. Bb2 Bg7 7. e3 O-O 8. c4 b6 9. Be2 Bb7 10. O-O Qc7 11. Rc1 d6 12. Nb1 Nbd7 13. Nc3 Rac8 14. Rc2 Qb8 15. Qa1 a6 16. Rd2 Rfe8 17. Rfd1 Ba8 18. Ng5 Rc5 19. Nh3 b5 20. Nf4 bxc4 21. Bxc4 Rg5 22. Ncd5 Ne5?! { (0.00 → 0.62) Inaccuracy. Nxd5 was best. } (22... Nxd5 23. Bxd5 Bxb2 24. Qxb2 Nf6 25. Bxa8 Qxa8 26. Rxd6 exd6 27. Qxf6 Ra5 28. b4 Rxa2 29. Nd5) 23. Be2 Ne4?! { (0.63 → 1.39) Inaccuracy. Ned7 was best. } (23... Ned7 24. h4 Rf5 25. Nxf6+ Nxf6 26. Bd3 Ra5 27. Bc4 Bb7 28. Rxd6 exd6 29. Bxf6 Rxa2 30. Qxa2) 24. Rd4 Nc5 25. h4 Rf5 26. e4?! { (1.14 → 0.50) Inaccuracy. g4 was best. } (26. g4 Rxf4 27. exf4 e6 28. Ne7+ Rxe7 29. Rxd6 Ned3 30. R1xd3 Nxd3 31. Rxd3 Bxb2 32. Qxb2 Bd5) 26... Rxf4 27. Nxf4 Nxe4 28. Nd5 Nc5 29. Rb4?! { (1.25 → 0.65) Inaccuracy. h5 was best. } (29. h5 e6 30. Ne3 Ne4 31. Ra4 Qd8 32. h6 Bh8 33. Bxe5 Bxe5 34. Qxe5 dxe5 35. Rxd8 Rxd8) 29... Qa7 30. Ne3 a5 31. Rb5 Ne6 32. Rxe5 dxe5 33. Bxe5 Qc5?! { (0.61 → 1.23) Inaccuracy. Bxe5 was best. } (33... Bxe5 34. Qxe5 Qc5 35. Qxc5 Nxc5 36. f3 Bb7 37. Kf2 Ra8 38. Nc4 Ba6 39. Rd5 Bxc4 40. Bxc4) 34. Bxg7 Nxg7 35. Qd4?! { (1.13 → 0.43) Inaccuracy. Rc1 was best. } (35. Rc1 Qd6 36. Qc3 Qf4 37. Qxa5 Qxh4 38. Qe5 Ne6 39. Rc4 Qf6 40. Qxf6 exf6 41. a4 f5) 35... Qxd4 36. Rxd4 Bc6 37. Rd2 Rb8 38. Rc2 Be8 39. Rc7 Kf8 40. Ra7 a4 41. bxa4 Rb1+ 42. Kh2 Rb4 43. a5 Rxh4+ 44. Kg1 Ra4?! { (1.40 → 2.17) Inaccuracy. e6 was best. } (44... e6 45. a6 Ra4 46. Rc7 Rxa2 47. a7 Ra1+ 48. Kh2 Bc6 49. Rxc6 Rxa7 50. Kg3 Ne8 51. Nc4) 45. Bc4 Bc6?! { (1.93 → 2.75) Inaccuracy. Ne6 was best. } (45... Ne6 46. Bb3 Rd4 47. a6 Rd6 48. Bxe6 fxe6 49. Nc4 Rc6 50. Ne5 Rc2 51. a3 Rc3 52. Ra8) 46. Rc7 Be8 47. a6 Nh5?! { (2.32 → 3.69) Inaccuracy. Ra5 was best. } (47... Ra5 48. a7) 48. Nd5 { Black resigns. } 1-0
|   | a | b | c | d | e | f | g | h |   |
| - | --- | --- | --- | --- | --- | --- | --- | --- | - |
| 8 | a8 чёрная ладья · c8 чёрный слон · e8 чёрный король · g8 чёрная ладья · a7 чёрная пешка · b7 чёрная пешка · c7 чёрная пешка · e7 чёрный ферзь · f7 чёрная пешка · g7 чёрная пешка · h7 чёрная пешка · c6 чёрная пешка · f6 чёрный конь · c5 чёрный слон · e5 чёрная пешка · e4 белая пешка · d3 белая пешка · f3 белый конь · h3 белая пешка · a2 белая пешка · b2 белая пешка · c2 белая пешка · f2 белая пешка · g2 белая пешка · a1 белая ладья · b1 белый конь · c1 белый слон · d1 белый ферзь · f1 белая ладья · g1 белый король | a8 чёрная ладья · c8 чёрный слон · e8 чёрный король · g8 чёрная ладья · a7 чёрная пешка · b7 чёрная пешка · c7 чёрная пешка · e7 чёрный ферзь · f7 чёрная пешка · g7 чёрная пешка · h7 чёрная пешка · c6 чёрная пешка · f6 чёрный конь · c5 чёрный слон · e5 чёрная пешка · e4 белая пешка · d3 белая пешка · f3 белый конь · h3 белая пешка · a2 белая пешка · b2 белая пешка · c2 белая пешка · f2 белая пешка · g2 белая пешка · a1 белая ладья · b1 белый конь · c1 белый слон · d1 белый ферзь · f1 белая ладья · g1 белый король | a8 чёрная ладья · c8 чёрный слон · e8 чёрный король · g8 чёрная ладья · a7 чёрная пешка · b7 чёрная пешка · c7 чёрная пешка · e7 чёрный ферзь · f7 чёрная пешка · g7 чёрная пешка · h7 чёрная пешка · c6 чёрная пешка · f6 чёрный конь · c5 чёрный слон · e5 чёрная пешка · e4 белая пешка · d3 белая пешка · f3 белый конь · h3 белая пешка · a2 белая пешка · b2 белая пешка · c2 белая пешка · f2 белая пешка · g2 белая пешка · a1 белая ладья · b1 белый конь · c1 белый слон · d1 белый ферзь · f1 белая ладья · g1 белый король | a8 чёрная ладья · c8 чёрный слон · e8 чёрный король · g8 чёрная ладья · a7 чёрная пешка · b7 чёрная пешка · c7 чёрная пешка · e7 чёрный ферзь · f7 чёрная пешка · g7 чёрная пешка · h7 чёрная пешка · c6 чёрная пешка · f6 чёрный конь · c5 чёрный слон · e5 чёрная пешка · e4 белая пешка · d3 белая пешка · f3 белый конь · h3 белая пешка · a2 белая пешка · b2 белая пешка · c2 белая пешка · f2 белая пешка · g2 белая пешка · a1 белая ладья · b1 белый конь · c1 белый слон · d1 белый ферзь · f1 белая ладья · g1 белый король | a8 чёрная ладья · c8 чёрный слон · e8 чёрный король · g8 чёрная ладья · a7 чёрная пешка · b7 чёрная пешка · c7 чёрная пешка · e7 чёрный ферзь · f7 чёрная пешка · g7 чёрная пешка · h7 чёрная пешка · c6 чёрная пешка · f6 чёрный конь · c5 чёрный слон · e5 чёрная пешка · e4 белая пешка · d3 белая пешка · f3 белый конь · h3 белая пешка · a2 белая пешка · b2 белая пешка · c2 белая пешка · f2 белая пешка · g2 белая пешка · a1 белая ладья · b1 белый конь · c1 белый слон · d1 белый ферзь · f1 белая ладья · g1 белый король | a8 чёрная ладья · c8 чёрный слон · e8 чёрный король · g8 чёрная ладья · a7 чёрная пешка · b7 чёрная пешка · c7 чёрная пешка · e7 чёрный ферзь · f7 чёрная пешка · g7 чёрная пешка · h7 чёрная пешка · c6 чёрная пешка · f6 чёрный конь · c5 чёрный слон · e5 чёрная пешка · e4 белая пешка · d3 белая пешка · f3 белый конь · h3 белая пешка · a2 белая пешка · b2 белая пешка · c2 белая пешка · f2 белая пешка · g2 белая пешка · a1 белая ладья · b1 белый конь · c1 белый слон · d1 белый ферзь · f1 белая ладья · g1 белый король | a8 чёрная ладья · c8 чёрный слон · e8 чёрный король · g8 чёрная ладья · a7 чёрная пешка · b7 чёрная пешка · c7 чёрная пешка · e7 чёрный ферзь · f7 чёрная пешка · g7 чёрная пешка · h7 чёрная пешка · c6 чёрная пешка · f6 чёрный конь · c5 чёрный слон · e5 чёрная пешка · e4 белая пешка · d3 белая пешка · f3 белый конь · h3 белая пешка · a2 белая пешка · b2 белая пешка · c2 белая пешка · f2 белая пешка · g2 белая пешка · a1 белая ладья · b1 белый конь · c1 белый слон · d1 белый ферзь · f1 белая ладья · g1 белый король | a8 чёрная ладья · c8 чёрный слон · e8 чёрный король · g8 чёрная ладья · a7 чёрная пешка · b7 чёрная пешка · c7 чёрная пешка · e7 чёрный ферзь · f7 чёрная пешка · g7 чёрная пешка · h7 чёрная пешка · c6 чёрная пешка · f6 чёрный конь · c5 чёрный слон · e5 чёрная пешка · e4 белая пешка · d3 белая пешка · f3 белый конь · h3 белая пешка · a2 белая пешка · b2 белая пешка · c2 белая пешка · f2 белая пешка · g2 белая пешка · a1 белая ладья · b1 белый конь · c1 белый слон · d1 белый ферзь · f1 белая ладья · g1 белый король | 8 |
| 7 | a8 чёрная ладья · c8 чёрный слон · e8 чёрный король · g8 чёрная ладья · a7 чёрная пешка · b7 чёрная пешка · c7 чёрная пешка · e7 чёрный ферзь · f7 чёрная пешка · g7 чёрная пешка · h7 чёрная пешка · c6 чёрная пешка · f6 чёрный конь · c5 чёрный слон · e5 чёрная пешка · e4 белая пешка · d3 белая пешка · f3 белый конь · h3 белая пешка · a2 белая пешка · b2 белая пешка · c2 белая пешка · f2 белая пешка · g2 белая пешка · a1 белая ладья · b1 белый конь · c1 белый слон · d1 белый ферзь · f1 белая ладья · g1 белый король | a8 чёрная ладья · c8 чёрный слон · e8 чёрный король · g8 чёрная ладья · a7 чёрная пешка · b7 чёрная пешка · c7 чёрная пешка · e7 чёрный ферзь · f7 чёрная пешка · g7 чёрная пешка · h7 чёрная пешка · c6 чёрная пешка · f6 чёрный конь · c5 чёрный слон · e5 чёрная пешка · e4 белая пешка · d3 белая пешка · f3 белый конь · h3 белая пешка · a2 белая пешка · b2 белая пешка · c2 белая пешка · f2 белая пешка · g2 белая пешка · a1 белая ладья · b1 белый конь · c1 белый слон · d1 белый ферзь · f1 белая ладья · g1 белый король | a8 чёрная ладья · c8 чёрный слон · e8 чёрный король · g8 чёрная ладья · a7 чёрная пешка · b7 чёрная пешка · c7 чёрная пешка · e7 чёрный ферзь · f7 чёрная пешка · g7 чёрная пешка · h7 чёрная пешка · c6 чёрная пешка · f6 чёрный конь · c5 чёрный слон · e5 чёрная пешка · e4 белая пешка · d3 белая пешка · f3 белый конь · h3 белая пешка · a2 белая пешка · b2 белая пешка · c2 белая пешка · f2 белая пешка · g2 белая пешка · a1 белая ладья · b1 белый конь · c1 белый слон · d1 белый ферзь · f1 белая ладья · g1 белый король | a8 чёрная ладья · c8 чёрный слон · e8 чёрный король · g8 чёрная ладья · a7 чёрная пешка · b7 чёрная пешка · c7 чёрная пешка · e7 чёрный ферзь · f7 чёрная пешка · g7 чёрная пешка · h7 чёрная пешка · c6 чёрная пешка · f6 чёрный конь · c5 чёрный слон · e5 чёрная пешка · e4 белая пешка · d3 белая пешка · f3 белый конь · h3 белая пешка · a2 белая пешка · b2 белая пешка · c2 белая пешка · f2 белая пешка · g2 белая пешка · a1 белая ладья · b1 белый конь · c1 белый слон · d1 белый ферзь · f1 белая ладья · g1 белый король | a8 чёрная ладья · c8 чёрный слон · e8 чёрный король · g8 чёрная ладья · a7 чёрная пешка · b7 чёрная пешка · c7 чёрная пешка · e7 чёрный ферзь · f7 чёрная пешка · g7 чёрная пешка · h7 чёрная пешка · c6 чёрная пешка · f6 чёрный конь · c5 чёрный слон · e5 чёрная пешка · e4 белая пешка · d3 белая пешка · f3 белый конь · h3 белая пешка · a2 белая пешка · b2 белая пешка · c2 белая пешка · f2 белая пешка · g2 белая пешка · a1 белая ладья · b1 белый конь · c1 белый слон · d1 белый ферзь · f1 белая ладья · g1 белый король | a8 чёрная ладья · c8 чёрный слон · e8 чёрный король · g8 чёрная ладья · a7 чёрная пешка · b7 чёрная пешка · c7 чёрная пешка · e7 чёрный ферзь · f7 чёрная пешка · g7 чёрная пешка · h7 чёрная пешка · c6 чёрная пешка · f6 чёрный конь · c5 чёрный слон · e5 чёрная пешка · e4 белая пешка · d3 белая пешка · f3 белый конь · h3 белая пешка · a2 белая пешка · b2 белая пешка · c2 белая пешка · f2 белая пешка · g2 белая пешка · a1 белая ладья · b1 белый конь · c1 белый слон · d1 белый ферзь · f1 белая ладья · g1 белый король | a8 чёрная ладья · c8 чёрный слон · e8 чёрный король · g8 чёрная ладья · a7 чёрная пешка · b7 чёрная пешка · c7 чёрная пешка · e7 чёрный ферзь · f7 чёрная пешка · g7 чёрная пешка · h7 чёрная пешка · c6 чёрная пешка · f6 чёрный конь · c5 чёрный слон · e5 чёрная пешка · e4 белая пешка · d3 белая пешка · f3 белый конь · h3 белая пешка · a2 белая пешка · b2 белая пешка · c2 белая пешка · f2 белая пешка · g2 белая пешка · a1 белая ладья · b1 белый конь · c1 белый слон · d1 белый ферзь · f1 белая ладья · g1 белый король | a8 чёрная ладья · c8 чёрный слон · e8 чёрный король · g8 чёрная ладья · a7 чёрная пешка · b7 чёрная пешка · c7 чёрная пешка · e7 чёрный ферзь · f7 чёрная пешка · g7 чёрная пешка · h7 чёрная пешка · c6 чёрная пешка · f6 чёрный конь · c5 чёрный слон · e5 чёрная пешка · e4 белая пешка · d3 белая пешка · f3 белый конь · h3 белая пешка · a2 белая пешка · b2 белая пешка · c2 белая пешка · f2 белая пешка · g2 белая пешка · a1 белая ладья · b1 белый конь · c1 белый слон · d1 белый ферзь · f1 белая ладья · g1 белый король | 7 |
| 6 | a8 чёрная ладья · c8 чёрный слон · e8 чёрный король · g8 чёрная ладья · a7 чёрная пешка · b7 чёрная пешка · c7 чёрная пешка · e7 чёрный ферзь · f7 чёрная пешка · g7 чёрная пешка · h7 чёрная пешка · c6 чёрная пешка · f6 чёрный конь · c5 чёрный слон · e5 чёрная пешка · e4 белая пешка · d3 белая пешка · f3 белый конь · h3 белая пешка · a2 белая пешка · b2 белая пешка · c2 белая пешка · f2 белая пешка · g2 белая пешка · a1 белая ладья · b1 белый конь · c1 белый слон · d1 белый ферзь · f1 белая ладья · g1 белый король | a8 чёрная ладья · c8 чёрный слон · e8 чёрный король · g8 чёрная ладья · a7 чёрная пешка · b7 чёрная пешка · c7 чёрная пешка · e7 чёрный ферзь · f7 чёрная пешка · g7 чёрная пешка · h7 чёрная пешка · c6 чёрная пешка · f6 чёрный конь · c5 чёрный слон · e5 чёрная пешка · e4 белая пешка · d3 белая пешка · f3 белый конь · h3 белая пешка · a2 белая пешка · b2 белая пешка · c2 белая пешка · f2 белая пешка · g2 белая пешка · a1 белая ладья · b1 белый конь · c1 белый слон · d1 белый ферзь · f1 белая ладья · g1 белый король | a8 чёрная ладья · c8 чёрный слон · e8 чёрный король · g8 чёрная ладья · a7 чёрная пешка · b7 чёрная пешка · c7 чёрная пешка · e7 чёрный ферзь · f7 чёрная пешка · g7 чёрная пешка · h7 чёрная пешка · c6 чёрная пешка · f6 чёрный конь · c5 чёрный слон · e5 чёрная пешка · e4 белая пешка · d3 белая пешка · f3 белый конь · h3 белая пешка · a2 белая пешка · b2 белая пешка · c2 белая пешка · f2 белая пешка · g2 белая пешка · a1 белая ладья · b1 белый конь · c1 белый слон · d1 белый ферзь · f1 белая ладья · g1 белый король | a8 чёрная ладья · c8 чёрный слон · e8 чёрный король · g8 чёрная ладья · a7 чёрная пешка · b7 чёрная пешка · c7 чёрная пешка · e7 чёрный ферзь · f7 чёрная пешка · g7 чёрная пешка · h7 чёрная пешка · c6 чёрная пешка · f6 чёрный конь · c5 чёрный слон · e5 чёрная пешка · e4 белая пешка · d3 белая пешка · f3 белый конь · h3 белая пешка · a2 белая пешка · b2 белая пешка · c2 белая пешка · f2 белая пешка · g2 белая пешка · a1 белая ладья · b1 белый конь · c1 белый слон · d1 белый ферзь · f1 белая ладья · g1 белый король | a8 чёрная ладья · c8 чёрный слон · e8 чёрный король · g8 чёрная ладья · a7 чёрная пешка · b7 чёрная пешка · c7 чёрная пешка · e7 чёрный ферзь · f7 чёрная пешка · g7 чёрная пешка · h7 чёрная пешка · c6 чёрная пешка · f6 чёрный конь · c5 чёрный слон · e5 чёрная пешка · e4 белая пешка · d3 белая пешка · f3 белый конь · h3 белая пешка · a2 белая пешка · b2 белая пешка · c2 белая пешка · f2 белая пешка · g2 белая пешка · a1 белая ладья · b1 белый конь · c1 белый слон · d1 белый ферзь · f1 белая ладья · g1 белый король | a8 чёрная ладья · c8 чёрный слон · e8 чёрный король · g8 чёрная ладья · a7 чёрная пешка · b7 чёрная пешка · c7 чёрная пешка · e7 чёрный ферзь · f7 чёрная пешка · g7 чёрная пешка · h7 чёрная пешка · c6 чёрная пешка · f6 чёрный конь · c5 чёрный слон · e5 чёрная пешка · e4 белая пешка · d3 белая пешка · f3 белый конь · h3 белая пешка · a2 белая пешка · b2 белая пешка · c2 белая пешка · f2 белая пешка · g2 белая пешка · a1 белая ладья · b1 белый конь · c1 белый слон · d1 белый ферзь · f1 белая ладья · g1 белый король | a8 чёрная ладья · c8 чёрный слон · e8 чёрный король · g8 чёрная ладья · a7 чёрная пешка · b7 чёрная пешка · c7 чёрная пешка · e7 чёрный ферзь · f7 чёрная пешка · g7 чёрная пешка · h7 чёрная пешка · c6 чёрная пешка · f6 чёрный конь · c5 чёрный слон · e5 чёрная пешка · e4 белая пешка · d3 белая пешка · f3 белый конь · h3 белая пешка · a2 белая пешка · b2 белая пешка · c2 белая пешка · f2 белая пешка · g2 белая пешка · a1 белая ладья · b1 белый конь · c1 белый слон · d1 белый ферзь · f1 белая ладья · g1 белый король | a8 чёрная ладья · c8 чёрный слон · e8 чёрный король · g8 чёрная ладья · a7 чёрная пешка · b7 чёрная пешка · c7 чёрная пешка · e7 чёрный ферзь · f7 чёрная пешка · g7 чёрная пешка · h7 чёрная пешка · c6 чёрная пешка · f6 чёрный конь · c5 чёрный слон · e5 чёрная пешка · e4 белая пешка · d3 белая пешка · f3 белый конь · h3 белая пешка · a2 белая пешка · b2 белая пешка · c2 белая пешка · f2 белая пешка · g2 белая пешка · a1 белая ладья · b1 белый конь · c1 белый слон · d1 белый ферзь · f1 белая ладья · g1 белый король | 6 |
| 5 | a8 чёрная ладья · c8 чёрный слон · e8 чёрный король · g8 чёрная ладья · a7 чёрная пешка · b7 чёрная пешка · c7 чёрная пешка · e7 чёрный ферзь · f7 чёрная пешка · g7 чёрная пешка · h7 чёрная пешка · c6 чёрная пешка · f6 чёрный конь · c5 чёрный слон · e5 чёрная пешка · e4 белая пешка · d3 белая пешка · f3 белый конь · h3 белая пешка · a2 белая пешка · b2 белая пешка · c2 белая пешка · f2 белая пешка · g2 белая пешка · a1 белая ладья · b1 белый конь · c1 белый слон · d1 белый ферзь · f1 белая ладья · g1 белый король | a8 чёрная ладья · c8 чёрный слон · e8 чёрный король · g8 чёрная ладья · a7 чёрная пешка · b7 чёрная пешка · c7 чёрная пешка · e7 чёрный ферзь · f7 чёрная пешка · g7 чёрная пешка · h7 чёрная пешка · c6 чёрная пешка · f6 чёрный конь · c5 чёрный слон · e5 чёрная пешка · e4 белая пешка · d3 белая пешка · f3 белый конь · h3 белая пешка · a2 белая пешка · b2 белая пешка · c2 белая пешка · f2 белая пешка · g2 белая пешка · a1 белая ладья · b1 белый конь · c1 белый слон · d1 белый ферзь · f1 белая ладья · g1 белый король | a8 чёрная ладья · c8 чёрный слон · e8 чёрный король · g8 чёрная ладья · a7 чёрная пешка · b7 чёрная пешка · c7 чёрная пешка · e7 чёрный ферзь · f7 чёрная пешка · g7 чёрная пешка · h7 чёрная пешка · c6 чёрная пешка · f6 чёрный конь · c5 чёрный слон · e5 чёрная пешка · e4 белая пешка · d3 белая пешка · f3 белый конь · h3 белая пешка · a2 белая пешка · b2 белая пешка · c2 белая пешка · f2 белая пешка · g2 белая пешка · a1 белая ладья · b1 белый конь · c1 белый слон · d1 белый ферзь · f1 белая ладья · g1 белый король | a8 чёрная ладья · c8 чёрный слон · e8 чёрный король · g8 чёрная ладья · a7 чёрная пешка · b7 чёрная пешка · c7 чёрная пешка · e7 чёрный ферзь · f7 чёрная пешка · g7 чёрная пешка · h7 чёрная пешка · c6 чёрная пешка · f6 чёрный конь · c5 чёрный слон · e5 чёрная пешка · e4 белая пешка · d3 белая пешка · f3 белый конь · h3 белая пешка · a2 белая пешка · b2 белая пешка · c2 белая пешка · f2 белая пешка · g2 белая пешка · a1 белая ладья · b1 белый конь · c1 белый слон · d1 белый ферзь · f1 белая ладья · g1 белый король | a8 чёрная ладья · c8 чёрный слон · e8 чёрный король · g8 чёрная ладья · a7 чёрная пешка · b7 чёрная пешка · c7 чёрная пешка · e7 чёрный ферзь · f7 чёрная пешка · g7 чёрная пешка · h7 чёрная пешка · c6 чёрная пешка · f6 чёрный конь · c5 чёрный слон · e5 чёрная пешка · e4 белая пешка · d3 белая пешка · f3 белый конь · h3 белая пешка · a2 белая пешка · b2 белая пешка · c2 белая пешка · f2 белая пешка · g2 белая пешка · a1 белая ладья · b1 белый конь · c1 белый слон · d1 белый ферзь · f1 белая ладья · g1 белый король | a8 чёрная ладья · c8 чёрный слон · e8 чёрный король · g8 чёрная ладья · a7 чёрная пешка · b7 чёрная пешка · c7 чёрная пешка · e7 чёрный ферзь · f7 чёрная пешка · g7 чёрная пешка · h7 чёрная пешка · c6 чёрная пешка · f6 чёрный конь · c5 чёрный слон · e5 чёрная пешка · e4 белая пешка · d3 белая пешка · f3 белый конь · h3 белая пешка · a2 белая пешка · b2 белая пешка · c2 белая пешка · f2 белая пешка · g2 белая пешка · a1 белая ладья · b1 белый конь · c1 белый слон · d1 белый ферзь · f1 белая ладья · g1 белый король | a8 чёрная ладья · c8 чёрный слон · e8 чёрный король · g8 чёрная ладья · a7 чёрная пешка · b7 чёрная пешка · c7 чёрная пешка · e7 чёрный ферзь · f7 чёрная пешка · g7 чёрная пешка · h7 чёрная пешка · c6 чёрная пешка · f6 чёрный конь · c5 чёрный слон · e5 чёрная пешка · e4 белая пешка · d3 белая пешка · f3 белый конь · h3 белая пешка · a2 белая пешка · b2 белая пешка · c2 белая пешка · f2 белая пешка · g2 белая пешка · a1 белая ладья · b1 белый конь · c1 белый слон · d1 белый ферзь · f1 белая ладья · g1 белый король | a8 чёрная ладья · c8 чёрный слон · e8 чёрный король · g8 чёрная ладья · a7 чёрная пешка · b7 чёрная пешка · c7 чёрная пешка · e7 чёрный ферзь · f7 чёрная пешка · g7 чёрная пешка · h7 чёрная пешка · c6 чёрная пешка · f6 чёрный конь · c5 чёрный слон · e5 чёрная пешка · e4 белая пешка · d3 белая пешка · f3 белый конь · h3 белая пешка · a2 белая пешка · b2 белая пешка · c2 белая пешка · f2 белая пешка · g2 белая пешка · a1 белая ладья · b1 белый конь · c1 белый слон · d1 белый ферзь · f1 белая ладья · g1 белый король | 5 |
| 4 | a8 чёрная ладья · c8 чёрный слон · e8 чёрный король · g8 чёрная ладья · a7 чёрная пешка · b7 чёрная пешка · c7 чёрная пешка · e7 чёрный ферзь · f7 чёрная пешка · g7 чёрная пешка · h7 чёрная пешка · c6 чёрная пешка · f6 чёрный конь · c5 чёрный слон · e5 чёрная пешка · e4 белая пешка · d3 белая пешка · f3 белый конь · h3 белая пешка · a2 белая пешка · b2 белая пешка · c2 белая пешка · f2 белая пешка · g2 белая пешка · a1 белая ладья · b1 белый конь · c1 белый слон · d1 белый ферзь · f1 белая ладья · g1 белый король | a8 чёрная ладья · c8 чёрный слон · e8 чёрный король · g8 чёрная ладья · a7 чёрная пешка · b7 чёрная пешка · c7 чёрная пешка · e7 чёрный ферзь · f7 чёрная пешка · g7 чёрная пешка · h7 чёрная пешка · c6 чёрная пешка · f6 чёрный конь · c5 чёрный слон · e5 чёрная пешка · e4 белая пешка · d3 белая пешка · f3 белый конь · h3 белая пешка · a2 белая пешка · b2 белая пешка · c2 белая пешка · f2 белая пешка · g2 белая пешка · a1 белая ладья · b1 белый конь · c1 белый слон · d1 белый ферзь · f1 белая ладья · g1 белый король | a8 чёрная ладья · c8 чёрный слон · e8 чёрный король · g8 чёрная ладья · a7 чёрная пешка · b7 чёрная пешка · c7 чёрная пешка · e7 чёрный ферзь · f7 чёрная пешка · g7 чёрная пешка · h7 чёрная пешка · c6 чёрная пешка · f6 чёрный конь · c5 чёрный слон · e5 чёрная пешка · e4 белая пешка · d3 белая пешка · f3 белый конь · h3 белая пешка · a2 белая пешка · b2 белая пешка · c2 белая пешка · f2 белая пешка · g2 белая пешка · a1 белая ладья · b1 белый конь · c1 белый слон · d1 белый ферзь · f1 белая ладья · g1 белый король | a8 чёрная ладья · c8 чёрный слон · e8 чёрный король · g8 чёрная ладья · a7 чёрная пешка · b7 чёрная пешка · c7 чёрная пешка · e7 чёрный ферзь · f7 чёрная пешка · g7 чёрная пешка · h7 чёрная пешка · c6 чёрная пешка · f6 чёрный конь · c5 чёрный слон · e5 чёрная пешка · e4 белая пешка · d3 белая пешка · f3 белый конь · h3 белая пешка · a2 белая пешка · b2 белая пешка · c2 белая пешка · f2 белая пешка · g2 белая пешка · a1 белая ладья · b1 белый конь · c1 белый слон · d1 белый ферзь · f1 белая ладья · g1 белый король | a8 чёрная ладья · c8 чёрный слон · e8 чёрный король · g8 чёрная ладья · a7 чёрная пешка · b7 чёрная пешка · c7 чёрная пешка · e7 чёрный ферзь · f7 чёрная пешка · g7 чёрная пешка · h7 чёрная пешка · c6 чёрная пешка · f6 чёрный конь · c5 чёрный слон · e5 чёрная пешка · e4 белая пешка · d3 белая пешка · f3 белый конь · h3 белая пешка · a2 белая пешка · b2 белая пешка · c2 белая пешка · f2 белая пешка · g2 белая пешка · a1 белая ладья · b1 белый конь · c1 белый слон · d1 белый ферзь · f1 белая ладья · g1 белый король | a8 чёрная ладья · c8 чёрный слон · e8 чёрный король · g8 чёрная ладья · a7 чёрная пешка · b7 чёрная пешка · c7 чёрная пешка · e7 чёрный ферзь · f7 чёрная пешка · g7 чёрная пешка · h7 чёрная пешка · c6 чёрная пешка · f6 чёрный конь · c5 чёрный слон · e5 чёрная пешка · e4 белая пешка · d3 белая пешка · f3 белый конь · h3 белая пешка · a2 белая пешка · b2 белая пешка · c2 белая пешка · f2 белая пешка · g2 белая пешка · a1 белая ладья · b1 белый конь · c1 белый слон · d1 белый ферзь · f1 белая ладья · g1 белый король | a8 чёрная ладья · c8 чёрный слон · e8 чёрный король · g8 чёрная ладья · a7 чёрная пешка · b7 чёрная пешка · c7 чёрная пешка · e7 чёрный ферзь · f7 чёрная пешка · g7 чёрная пешка · h7 чёрная пешка · c6 чёрная пешка · f6 чёрный конь · c5 чёрный слон · e5 чёрная пешка · e4 белая пешка · d3 белая пешка · f3 белый конь · h3 белая пешка · a2 белая пешка · b2 белая пешка · c2 белая пешка · f2 белая пешка · g2 белая пешка · a1 белая ладья · b1 белый конь · c1 белый слон · d1 белый ферзь · f1 белая ладья · g1 белый король | a8 чёрная ладья · c8 чёрный слон · e8 чёрный король · g8 чёрная ладья · a7 чёрная пешка · b7 чёрная пешка · c7 чёрная пешка · e7 чёрный ферзь · f7 чёрная пешка · g7 чёрная пешка · h7 чёрная пешка · c6 чёрная пешка · f6 чёрный конь · c5 чёрный слон · e5 чёрная пешка · e4 белая пешка · d3 белая пешка · f3 белый конь · h3 белая пешка · a2 белая пешка · b2 белая пешка · c2 белая пешка · f2 белая пешка · g2 белая пешка · a1 белая ладья · b1 белый конь · c1 белый слон · d1 белый ферзь · f1 белая ладья · g1 белый король | 4 |
| 3 | a8 чёрная ладья · c8 чёрный слон · e8 чёрный король · g8 чёрная ладья · a7 чёрная пешка · b7 чёрная пешка · c7 чёрная пешка · e7 чёрный ферзь · f7 чёрная пешка · g7 чёрная пешка · h7 чёрная пешка · c6 чёрная пешка · f6 чёрный конь · c5 чёрный слон · e5 чёрная пешка · e4 белая пешка · d3 белая пешка · f3 белый конь · h3 белая пешка · a2 белая пешка · b2 белая пешка · c2 белая пешка · f2 белая пешка · g2 белая пешка · a1 белая ладья · b1 белый конь · c1 белый слон · d1 белый ферзь · f1 белая ладья · g1 белый король | a8 чёрная ладья · c8 чёрный слон · e8 чёрный король · g8 чёрная ладья · a7 чёрная пешка · b7 чёрная пешка · c7 чёрная пешка · e7 чёрный ферзь · f7 чёрная пешка · g7 чёрная пешка · h7 чёрная пешка · c6 чёрная пешка · f6 чёрный конь · c5 чёрный слон · e5 чёрная пешка · e4 белая пешка · d3 белая пешка · f3 белый конь · h3 белая пешка · a2 белая пешка · b2 белая пешка · c2 белая пешка · f2 белая пешка · g2 белая пешка · a1 белая ладья · b1 белый конь · c1 белый слон · d1 белый ферзь · f1 белая ладья · g1 белый король | a8 чёрная ладья · c8 чёрный слон · e8 чёрный король · g8 чёрная ладья · a7 чёрная пешка · b7 чёрная пешка · c7 чёрная пешка · e7 чёрный ферзь · f7 чёрная пешка · g7 чёрная пешка · h7 чёрная пешка · c6 чёрная пешка · f6 чёрный конь · c5 чёрный слон · e5 чёрная пешка · e4 белая пешка · d3 белая пешка · f3 белый конь · h3 белая пешка · a2 белая пешка · b2 белая пешка · c2 белая пешка · f2 белая пешка · g2 белая пешка · a1 белая ладья · b1 белый конь · c1 белый слон · d1 белый ферзь · f1 белая ладья · g1 белый король | a8 чёрная ладья · c8 чёрный слон · e8 чёрный король · g8 чёрная ладья · a7 чёрная пешка · b7 чёрная пешка · c7 чёрная пешка · e7 чёрный ферзь · f7 чёрная пешка · g7 чёрная пешка · h7 чёрная пешка · c6 чёрная пешка · f6 чёрный конь · c5 чёрный слон · e5 чёрная пешка · e4 белая пешка · d3 белая пешка · f3 белый конь · h3 белая пешка · a2 белая пешка · b2 белая пешка · c2 белая пешка · f2 белая пешка · g2 белая пешка · a1 белая ладья · b1 белый конь · c1 белый слон · d1 белый ферзь · f1 белая ладья · g1 белый король | a8 чёрная ладья · c8 чёрный слон · e8 чёрный король · g8 чёрная ладья · a7 чёрная пешка · b7 чёрная пешка · c7 чёрная пешка · e7 чёрный ферзь · f7 чёрная пешка · g7 чёрная пешка · h7 чёрная пешка · c6 чёрная пешка · f6 чёрный конь · c5 чёрный слон · e5 чёрная пешка · e4 белая пешка · d3 белая пешка · f3 белый конь · h3 белая пешка · a2 белая пешка · b2 белая пешка · c2 белая пешка · f2 белая пешка · g2 белая пешка · a1 белая ладья · b1 белый конь · c1 белый слон · d1 белый ферзь · f1 белая ладья · g1 белый король | a8 чёрная ладья · c8 чёрный слон · e8 чёрный король · g8 чёрная ладья · a7 чёрная пешка · b7 чёрная пешка · c7 чёрная пешка · e7 чёрный ферзь · f7 чёрная пешка · g7 чёрная пешка · h7 чёрная пешка · c6 чёрная пешка · f6 чёрный конь · c5 чёрный слон · e5 чёрная пешка · e4 белая пешка · d3 белая пешка · f3 белый конь · h3 белая пешка · a2 белая пешка · b2 белая пешка · c2 белая пешка · f2 белая пешка · g2 белая пешка · a1 белая ладья · b1 белый конь · c1 белый слон · d1 белый ферзь · f1 белая ладья · g1 белый король | a8 чёрная ладья · c8 чёрный слон · e8 чёрный король · g8 чёрная ладья · a7 чёрная пешка · b7 чёрная пешка · c7 чёрная пешка · e7 чёрный ферзь · f7 чёрная пешка · g7 чёрная пешка · h7 чёрная пешка · c6 чёрная пешка · f6 чёрный конь · c5 чёрный слон · e5 чёрная пешка · e4 белая пешка · d3 белая пешка · f3 белый конь · h3 белая пешка · a2 белая пешка · b2 белая пешка · c2 белая пешка · f2 белая пешка · g2 белая пешка · a1 белая ладья · b1 белый конь · c1 белый слон · d1 белый ферзь · f1 белая ладья · g1 белый король | a8 чёрная ладья · c8 чёрный слон · e8 чёрный король · g8 чёрная ладья · a7 чёрная пешка · b7 чёрная пешка · c7 чёрная пешка · e7 чёрный ферзь · f7 чёрная пешка · g7 чёрная пешка · h7 чёрная пешка · c6 чёрная пешка · f6 чёрный конь · c5 чёрный слон · e5 чёрная пешка · e4 белая пешка · d3 белая пешка · f3 белый конь · h3 белая пешка · a2 белая пешка · b2 белая пешка · c2 белая пешка · f2 белая пешка · g2 белая пешка · a1 белая ладья · b1 белый конь · c1 белый слон · d1 белый ферзь · f1 белая ладья · g1 белый король | 3 |
| 2 | a8 чёрная ладья · c8 чёрный слон · e8 чёрный король · g8 чёрная ладья · a7 чёрная пешка · b7 чёрная пешка · c7 чёрная пешка · e7 чёрный ферзь · f7 чёрная пешка · g7 чёрная пешка · h7 чёрная пешка · c6 чёрная пешка · f6 чёрный конь · c5 чёрный слон · e5 чёрная пешка · e4 белая пешка · d3 белая пешка · f3 белый конь · h3 белая пешка · a2 белая пешка · b2 белая пешка · c2 белая пешка · f2 белая пешка · g2 белая пешка · a1 белая ладья · b1 белый конь · c1 белый слон · d1 белый ферзь · f1 белая ладья · g1 белый король | a8 чёрная ладья · c8 чёрный слон · e8 чёрный король · g8 чёрная ладья · a7 чёрная пешка · b7 чёрная пешка · c7 чёрная пешка · e7 чёрный ферзь · f7 чёрная пешка · g7 чёрная пешка · h7 чёрная пешка · c6 чёрная пешка · f6 чёрный конь · c5 чёрный слон · e5 чёрная пешка · e4 белая пешка · d3 белая пешка · f3 белый конь · h3 белая пешка · a2 белая пешка · b2 белая пешка · c2 белая пешка · f2 белая пешка · g2 белая пешка · a1 белая ладья · b1 белый конь · c1 белый слон · d1 белый ферзь · f1 белая ладья · g1 белый король | a8 чёрная ладья · c8 чёрный слон · e8 чёрный король · g8 чёрная ладья · a7 чёрная пешка · b7 чёрная пешка · c7 чёрная пешка · e7 чёрный ферзь · f7 чёрная пешка · g7 чёрная пешка · h7 чёрная пешка · c6 чёрная пешка · f6 чёрный конь · c5 чёрный слон · e5 чёрная пешка · e4 белая пешка · d3 белая пешка · f3 белый конь · h3 белая пешка · a2 белая пешка · b2 белая пешка · c2 белая пешка · f2 белая пешка · g2 белая пешка · a1 белая ладья · b1 белый конь · c1 белый слон · d1 белый ферзь · f1 белая ладья · g1 белый король | a8 чёрная ладья · c8 чёрный слон · e8 чёрный король · g8 чёрная ладья · a7 чёрная пешка · b7 чёрная пешка · c7 чёрная пешка · e7 чёрный ферзь · f7 чёрная пешка · g7 чёрная пешка · h7 чёрная пешка · c6 чёрная пешка · f6 чёрный конь · c5 чёрный слон · e5 чёрная пешка · e4 белая пешка · d3 белая пешка · f3 белый конь · h3 белая пешка · a2 белая пешка · b2 белая пешка · c2 белая пешка · f2 белая пешка · g2 белая пешка · a1 белая ладья · b1 белый конь · c1 белый слон · d1 белый ферзь · f1 белая ладья · g1 белый король | a8 чёрная ладья · c8 чёрный слон · e8 чёрный король · g8 чёрная ладья · a7 чёрная пешка · b7 чёрная пешка · c7 чёрная пешка · e7 чёрный ферзь · f7 чёрная пешка · g7 чёрная пешка · h7 чёрная пешка · c6 чёрная пешка · f6 чёрный конь · c5 чёрный слон · e5 чёрная пешка · e4 белая пешка · d3 белая пешка · f3 белый конь · h3 белая пешка · a2 белая пешка · b2 белая пешка · c2 белая пешка · f2 белая пешка · g2 белая пешка · a1 белая ладья · b1 белый конь · c1 белый слон · d1 белый ферзь · f1 белая ладья · g1 белый король | a8 чёрная ладья · c8 чёрный слон · e8 чёрный король · g8 чёрная ладья · a7 чёрная пешка · b7 чёрная пешка · c7 чёрная пешка · e7 чёрный ферзь · f7 чёрная пешка · g7 чёрная пешка · h7 чёрная пешка · c6 чёрная пешка · f6 чёрный конь · c5 чёрный слон · e5 чёрная пешка · e4 белая пешка · d3 белая пешка · f3 белый конь · h3 белая пешка · a2 белая пешка · b2 белая пешка · c2 белая пешка · f2 белая пешка · g2 белая пешка · a1 белая ладья · b1 белый конь · c1 белый слон · d1 белый ферзь · f1 белая ладья · g1 белый король | a8 чёрная ладья · c8 чёрный слон · e8 чёрный король · g8 чёрная ладья · a7 чёрная пешка · b7 чёрная пешка · c7 чёрная пешка · e7 чёрный ферзь · f7 чёрная пешка · g7 чёрная пешка · h7 чёрная пешка · c6 чёрная пешка · f6 чёрный конь · c5 чёрный слон · e5 чёрная пешка · e4 белая пешка · d3 белая пешка · f3 белый конь · h3 белая пешка · a2 белая пешка · b2 белая пешка · c2 белая пешка · f2 белая пешка · g2 белая пешка · a1 белая ладья · b1 белый конь · c1 белый слон · d1 белый ферзь · f1 белая ладья · g1 белый король | a8 чёрная ладья · c8 чёрный слон · e8 чёрный король · g8 чёрная ладья · a7 чёрная пешка · b7 чёрная пешка · c7 чёрная пешка · e7 чёрный ферзь · f7 чёрная пешка · g7 чёрная пешка · h7 чёрная пешка · c6 чёрная пешка · f6 чёрный конь · c5 чёрный слон · e5 чёрная пешка · e4 белая пешка · d3 белая пешка · f3 белый конь · h3 белая пешка · a2 белая пешка · b2 белая пешка · c2 белая пешка · f2 белая пешка · g2 белая пешка · a1 белая ладья · b1 белый конь · c1 белый слон · d1 белый ферзь · f1 белая ладья · g1 белый король | 2 |
| 1 | a8 чёрная ладья · c8 чёрный слон · e8 чёрный король · g8 чёрная ладья · a7 чёрная пешка · b7 чёрная пешка · c7 чёрная пешка · e7 чёрный ферзь · f7 чёрная пешка · g7 чёрная пешка · h7 чёрная пешка · c6 чёрная пешка · f6 чёрный конь · c5 чёрный слон · e5 чёрная пешка · e4 белая пешка · d3 белая пешка · f3 белый конь · h3 белая пешка · a2 белая пешка · b2 белая пешка · c2 белая пешка · f2 белая пешка · g2 белая пешка · a1 белая ладья · b1 белый конь · c1 белый слон · d1 белый ферзь · f1 белая ладья · g1 белый король | a8 чёрная ладья · c8 чёрный слон · e8 чёрный король · g8 чёрная ладья · a7 чёрная пешка · b7 чёрная пешка · c7 чёрная пешка · e7 чёрный ферзь · f7 чёрная пешка · g7 чёрная пешка · h7 чёрная пешка · c6 чёрная пешка · f6 чёрный конь · c5 чёрный слон · e5 чёрная пешка · e4 белая пешка · d3 белая пешка · f3 белый конь · h3 белая пешка · a2 белая пешка · b2 белая пешка · c2 белая пешка · f2 белая пешка · g2 белая пешка · a1 белая ладья · b1 белый конь · c1 белый слон · d1 белый ферзь · f1 белая ладья · g1 белый король | a8 чёрная ладья · c8 чёрный слон · e8 чёрный король · g8 чёрная ладья · a7 чёрная пешка · b7 чёрная пешка · c7 чёрная пешка · e7 чёрный ферзь · f7 чёрная пешка · g7 чёрная пешка · h7 чёрная пешка · c6 чёрная пешка · f6 чёрный конь · c5 чёрный слон · e5 чёрная пешка · e4 белая пешка · d3 белая пешка · f3 белый конь · h3 белая пешка · a2 белая пешка · b2 белая пешка · c2 белая пешка · f2 белая пешка · g2 белая пешка · a1 белая ладья · b1 белый конь · c1 белый слон · d1 белый ферзь · f1 белая ладья · g1 белый король | a8 чёрная ладья · c8 чёрный слон · e8 чёрный король · g8 чёрная ладья · a7 чёрная пешка · b7 чёрная пешка · c7 чёрная пешка · e7 чёрный ферзь · f7 чёрная пешка · g7 чёрная пешка · h7 чёрная пешка · c6 чёрная пешка · f6 чёрный конь · c5 чёрный слон · e5 чёрная пешка · e4 белая пешка · d3 белая пешка · f3 белый конь · h3 белая пешка · a2 белая пешка · b2 белая пешка · c2 белая пешка · f2 белая пешка · g2 белая пешка · a1 белая ладья · b1 белый конь · c1 белый слон · d1 белый ферзь · f1 белая ладья · g1 белый король | a8 чёрная ладья · c8 чёрный слон · e8 чёрный король · g8 чёрная ладья · a7 чёрная пешка · b7 чёрная пешка · c7 чёрная пешка · e7 чёрный ферзь · f7 чёрная пешка · g7 чёрная пешка · h7 чёрная пешка · c6 чёрная пешка · f6 чёрный конь · c5 чёрный слон · e5 чёрная пешка · e4 белая пешка · d3 белая пешка · f3 белый конь · h3 белая пешка · a2 белая пешка · b2 белая пешка · c2 белая пешка · f2 белая пешка · g2 белая пешка · a1 белая ладья · b1 белый конь · c1 белый слон · d1 белый ферзь · f1 белая ладья · g1 белый король | a8 чёрная ладья · c8 чёрный слон · e8 чёрный король · g8 чёрная ладья · a7 чёрная пешка · b7 чёрная пешка · c7 чёрная пешка · e7 чёрный ферзь · f7 чёрная пешка · g7 чёрная пешка · h7 чёрная пешка · c6 чёрная пешка · f6 чёрный конь · c5 чёрный слон · e5 чёрная пешка · e4 белая пешка · d3 белая пешка · f3 белый конь · h3 белая пешка · a2 белая пешка · b2 белая пешка · c2 белая пешка · f2 белая пешка · g2 белая пешка · a1 белая ладья · b1 белый конь · c1 белый слон · d1 белый ферзь · f1 белая ладья · g1 белый король | a8 чёрная ладья · c8 чёрный слон · e8 чёрный король · g8 чёрная ладья · a7 чёрная пешка · b7 чёрная пешка · c7 чёрная пешка · e7 чёрный ферзь · f7 чёрная пешка · g7 чёрная пешка · h7 чёрная пешка · c6 чёрная пешка · f6 чёрный конь · c5 чёрный слон · e5 чёрная пешка · e4 белая пешка · d3 белая пешка · f3 белый конь · h3 белая пешка · a2 белая пешка · b2 белая пешка · c2 белая пешка · f2 белая пешка · g2 белая пешка · a1 белая ладья · b1 белый конь · c1 белый слон · d1 белый ферзь · f1 белая ладья · g1 белый король | a8 чёрная ладья · c8 чёрный слон · e8 чёрный король · g8 чёрная ладья · a7 чёрная пешка · b7 чёрная пешка · c7 чёрная пешка · e7 чёрный ферзь · f7 чёрная пешка · g7 чёрная пешка · h7 чёрная пешка · c6 чёрная пешка · f6 чёрный конь · c5 чёрный слон · e5 чёрная пешка · e4 белая пешка · d3 белая пешка · f3 белый конь · h3 белая пешка · a2 белая пешка · b2 белая пешка · c2 белая пешка · f2 белая пешка · g2 белая пешка · a1 белая ладья · b1 белый конь · c1 белый слон · d1 белый ферзь · f1 белая ладья · g1 белый король | 1 |
|   | a | b | c | d | e | f | g | h |   |

В третьем туре выиграл у Левона Ароняна в испанской партии, применив новинку на 7-м ходу — ♜g8 (диаграмма 4). Крамник сказал, что смотрел этот вариант сначала 10, потом 5 лет назад, и каждый раз открывал что-то новое — играл h6 с идеей g5-g4, но белые успевают занять центр и игра получается сложной. Но однажды он увидел ход ♜g8 и сказал, это опровержение всей системы белых, так как их игра по центру запаздывает. Аронян защищался единственными ходами, но допускал неточности и ошибки и проиграл на 27-м ходу, причём Крамник мог выиграть проще, но избрал красивый вариант на 24-м ходу — ♝d5. Шахматное сообщество высоко оценило партию.
[Event "FIDE Candidates 2018"]
[Site "Berlin GER"]
[Date "2018.03.12"]
[Round "3.4"]
[White "Aronian, L."]
[Black "Kramnik, V."]
[Result "0-1"]
[WhiteElo "2794"]
[BlackElo "2800"]
[Variant "Standard"]
[TimeControl "-"]
[ECO "C65"]
[Opening "Ruy Lopez: Berlin Defense"]
[Termination "Normal"]
[Annotator "lichess.org"]
1. e4 e5 2. Nf3 Nc6 3. Bb5 Nf6 { C65 Ruy Lopez: Berlin Defense } 4. d3 Bc5 5. Bxc6 dxc6 6. O-O Qe7 7. h3?! { (0.12 → -0.50) Inaccuracy. a4 was best. } (7. a4 a5 8. Nbd2 Bg4 9. h3 Bh5 10. Re1 Nd7 11. Qe2 O-O) 7... Rg8 8. Kh1?! { (-0.10 → -0.89) Inaccuracy. a3 was best. } (8. a3) 8... Nh5?! { (-0.89 → -0.29) Inaccuracy. h6 was best. } (8... h6 9. a3 g5 10. b4 Bb6 11. c4 c5 12. Nc3 g4 13. hxg4 Bxg4 14. Na4 cxb4 15. c5) 9. c3?! { (-0.29 → -1.04) Inaccuracy. Bg5 was best. } (9. Bg5 f6) 9... g5 10. Nxe5 g4 11. d4 Bd6 12. g3 Bxe5 13. dxe5 Qxe5 14. Qd4 Qe7 15. h4 c5 16. Qc4 Be6 17. Qb5+ c6 18. Qa4?? { (-0.92 → -4.05) Blunder. Qd3 was best. } (18. Qd3 Rd8 19. Qe3 Bc4 20. Rg1 Rg6 21. Qe1 h6 22. Be3 Qxe4+ 23. Kh2 Qf5 24. Nd2 Bd3) 18... f5 19. Bg5? { (-3.87 → -6.28) Mistake. Bd2 was best. } (19. Bd2 f4 20. Be1 O-O-O 21. Rg1 Kb8 22. Nd2 Rd3 23. Kh2 Rf8 24. Qc2 Rfd8 25. Rd1 Qc7) 19... Rxg5 20. hxg5 f4 21. Qd1?! { (-4.93 → -8.35) Inaccuracy. Qc2 was best. } (21. Qc2) 21... Rd8 22. Qc1 fxg3 23. Na3 Rd3 24. Rd1? { (-8.33 → Mate in 10) Checkmate is now unavoidable. Kg1 was best. } (24. Kg1) 24... Bd5 25. f3 gxf3 26. exd5 Qe2 27. Re1 g2+ { White resigns. } 0-1
|   | a | b | c | d | e | f | g | h |   |
| - | --- | --- | --- | --- | --- | --- | --- | --- | - |
| 8 | a8 чёрная ладья · a7 белая пешка · b7 белая ладья · d7 белая пешка · d6 чёрный король · b5 белый слон · g5 чёрный слон · h5 чёрная пешка · f4 чёрная пешка · g4 чёрная ладья · c3 белая пешка · e3 чёрный конь · b2 белая пешка · b1 белый король · e1 белая ладья | a8 чёрная ладья · a7 белая пешка · b7 белая ладья · d7 белая пешка · d6 чёрный король · b5 белый слон · g5 чёрный слон · h5 чёрная пешка · f4 чёрная пешка · g4 чёрная ладья · c3 белая пешка · e3 чёрный конь · b2 белая пешка · b1 белый король · e1 белая ладья | a8 чёрная ладья · a7 белая пешка · b7 белая ладья · d7 белая пешка · d6 чёрный король · b5 белый слон · g5 чёрный слон · h5 чёрная пешка · f4 чёрная пешка · g4 чёрная ладья · c3 белая пешка · e3 чёрный конь · b2 белая пешка · b1 белый король · e1 белая ладья | a8 чёрная ладья · a7 белая пешка · b7 белая ладья · d7 белая пешка · d6 чёрный король · b5 белый слон · g5 чёрный слон · h5 чёрная пешка · f4 чёрная пешка · g4 чёрная ладья · c3 белая пешка · e3 чёрный конь · b2 белая пешка · b1 белый король · e1 белая ладья | a8 чёрная ладья · a7 белая пешка · b7 белая ладья · d7 белая пешка · d6 чёрный король · b5 белый слон · g5 чёрный слон · h5 чёрная пешка · f4 чёрная пешка · g4 чёрная ладья · c3 белая пешка · e3 чёрный конь · b2 белая пешка · b1 белый король · e1 белая ладья | a8 чёрная ладья · a7 белая пешка · b7 белая ладья · d7 белая пешка · d6 чёрный король · b5 белый слон · g5 чёрный слон · h5 чёрная пешка · f4 чёрная пешка · g4 чёрная ладья · c3 белая пешка · e3 чёрный конь · b2 белая пешка · b1 белый король · e1 белая ладья | a8 чёрная ладья · a7 белая пешка · b7 белая ладья · d7 белая пешка · d6 чёрный король · b5 белый слон · g5 чёрный слон · h5 чёрная пешка · f4 чёрная пешка · g4 чёрная ладья · c3 белая пешка · e3 чёрный конь · b2 белая пешка · b1 белый король · e1 белая ладья | a8 чёрная ладья · a7 белая пешка · b7 белая ладья · d7 белая пешка · d6 чёрный король · b5 белый слон · g5 чёрный слон · h5 чёрная пешка · f4 чёрная пешка · g4 чёрная ладья · c3 белая пешка · e3 чёрный конь · b2 белая пешка · b1 белый король · e1 белая ладья | 8 |
| 7 | a8 чёрная ладья · a7 белая пешка · b7 белая ладья · d7 белая пешка · d6 чёрный король · b5 белый слон · g5 чёрный слон · h5 чёрная пешка · f4 чёрная пешка · g4 чёрная ладья · c3 белая пешка · e3 чёрный конь · b2 белая пешка · b1 белый король · e1 белая ладья | a8 чёрная ладья · a7 белая пешка · b7 белая ладья · d7 белая пешка · d6 чёрный король · b5 белый слон · g5 чёрный слон · h5 чёрная пешка · f4 чёрная пешка · g4 чёрная ладья · c3 белая пешка · e3 чёрный конь · b2 белая пешка · b1 белый король · e1 белая ладья | a8 чёрная ладья · a7 белая пешка · b7 белая ладья · d7 белая пешка · d6 чёрный король · b5 белый слон · g5 чёрный слон · h5 чёрная пешка · f4 чёрная пешка · g4 чёрная ладья · c3 белая пешка · e3 чёрный конь · b2 белая пешка · b1 белый король · e1 белая ладья | a8 чёрная ладья · a7 белая пешка · b7 белая ладья · d7 белая пешка · d6 чёрный король · b5 белый слон · g5 чёрный слон · h5 чёрная пешка · f4 чёрная пешка · g4 чёрная ладья · c3 белая пешка · e3 чёрный конь · b2 белая пешка · b1 белый король · e1 белая ладья | a8 чёрная ладья · a7 белая пешка · b7 белая ладья · d7 белая пешка · d6 чёрный король · b5 белый слон · g5 чёрный слон · h5 чёрная пешка · f4 чёрная пешка · g4 чёрная ладья · c3 белая пешка · e3 чёрный конь · b2 белая пешка · b1 белый король · e1 белая ладья | a8 чёрная ладья · a7 белая пешка · b7 белая ладья · d7 белая пешка · d6 чёрный король · b5 белый слон · g5 чёрный слон · h5 чёрная пешка · f4 чёрная пешка · g4 чёрная ладья · c3 белая пешка · e3 чёрный конь · b2 белая пешка · b1 белый король · e1 белая ладья | a8 чёрная ладья · a7 белая пешка · b7 белая ладья · d7 белая пешка · d6 чёрный король · b5 белый слон · g5 чёрный слон · h5 чёрная пешка · f4 чёрная пешка · g4 чёрная ладья · c3 белая пешка · e3 чёрный конь · b2 белая пешка · b1 белый король · e1 белая ладья | a8 чёрная ладья · a7 белая пешка · b7 белая ладья · d7 белая пешка · d6 чёрный король · b5 белый слон · g5 чёрный слон · h5 чёрная пешка · f4 чёрная пешка · g4 чёрная ладья · c3 белая пешка · e3 чёрный конь · b2 белая пешка · b1 белый король · e1 белая ладья | 7 |
| 6 | a8 чёрная ладья · a7 белая пешка · b7 белая ладья · d7 белая пешка · d6 чёрный король · b5 белый слон · g5 чёрный слон · h5 чёрная пешка · f4 чёрная пешка · g4 чёрная ладья · c3 белая пешка · e3 чёрный конь · b2 белая пешка · b1 белый король · e1 белая ладья | a8 чёрная ладья · a7 белая пешка · b7 белая ладья · d7 белая пешка · d6 чёрный король · b5 белый слон · g5 чёрный слон · h5 чёрная пешка · f4 чёрная пешка · g4 чёрная ладья · c3 белая пешка · e3 чёрный конь · b2 белая пешка · b1 белый король · e1 белая ладья | a8 чёрная ладья · a7 белая пешка · b7 белая ладья · d7 белая пешка · d6 чёрный король · b5 белый слон · g5 чёрный слон · h5 чёрная пешка · f4 чёрная пешка · g4 чёрная ладья · c3 белая пешка · e3 чёрный конь · b2 белая пешка · b1 белый король · e1 белая ладья | a8 чёрная ладья · a7 белая пешка · b7 белая ладья · d7 белая пешка · d6 чёрный король · b5 белый слон · g5 чёрный слон · h5 чёрная пешка · f4 чёрная пешка · g4 чёрная ладья · c3 белая пешка · e3 чёрный конь · b2 белая пешка · b1 белый король · e1 белая ладья | a8 чёрная ладья · a7 белая пешка · b7 белая ладья · d7 белая пешка · d6 чёрный король · b5 белый слон · g5 чёрный слон · h5 чёрная пешка · f4 чёрная пешка · g4 чёрная ладья · c3 белая пешка · e3 чёрный конь · b2 белая пешка · b1 белый король · e1 белая ладья | a8 чёрная ладья · a7 белая пешка · b7 белая ладья · d7 белая пешка · d6 чёрный король · b5 белый слон · g5 чёрный слон · h5 чёрная пешка · f4 чёрная пешка · g4 чёрная ладья · c3 белая пешка · e3 чёрный конь · b2 белая пешка · b1 белый король · e1 белая ладья | a8 чёрная ладья · a7 белая пешка · b7 белая ладья · d7 белая пешка · d6 чёрный король · b5 белый слон · g5 чёрный слон · h5 чёрная пешка · f4 чёрная пешка · g4 чёрная ладья · c3 белая пешка · e3 чёрный конь · b2 белая пешка · b1 белый король · e1 белая ладья | a8 чёрная ладья · a7 белая пешка · b7 белая ладья · d7 белая пешка · d6 чёрный король · b5 белый слон · g5 чёрный слон · h5 чёрная пешка · f4 чёрная пешка · g4 чёрная ладья · c3 белая пешка · e3 чёрный конь · b2 белая пешка · b1 белый король · e1 белая ладья | 6 |
| 5 | a8 чёрная ладья · a7 белая пешка · b7 белая ладья · d7 белая пешка · d6 чёрный король · b5 белый слон · g5 чёрный слон · h5 чёрная пешка · f4 чёрная пешка · g4 чёрная ладья · c3 белая пешка · e3 чёрный конь · b2 белая пешка · b1 белый король · e1 белая ладья | a8 чёрная ладья · a7 белая пешка · b7 белая ладья · d7 белая пешка · d6 чёрный король · b5 белый слон · g5 чёрный слон · h5 чёрная пешка · f4 чёрная пешка · g4 чёрная ладья · c3 белая пешка · e3 чёрный конь · b2 белая пешка · b1 белый король · e1 белая ладья | a8 чёрная ладья · a7 белая пешка · b7 белая ладья · d7 белая пешка · d6 чёрный король · b5 белый слон · g5 чёрный слон · h5 чёрная пешка · f4 чёрная пешка · g4 чёрная ладья · c3 белая пешка · e3 чёрный конь · b2 белая пешка · b1 белый король · e1 белая ладья | a8 чёрная ладья · a7 белая пешка · b7 белая ладья · d7 белая пешка · d6 чёрный король · b5 белый слон · g5 чёрный слон · h5 чёрная пешка · f4 чёрная пешка · g4 чёрная ладья · c3 белая пешка · e3 чёрный конь · b2 белая пешка · b1 белый король · e1 белая ладья | a8 чёрная ладья · a7 белая пешка · b7 белая ладья · d7 белая пешка · d6 чёрный король · b5 белый слон · g5 чёрный слон · h5 чёрная пешка · f4 чёрная пешка · g4 чёрная ладья · c3 белая пешка · e3 чёрный конь · b2 белая пешка · b1 белый король · e1 белая ладья | a8 чёрная ладья · a7 белая пешка · b7 белая ладья · d7 белая пешка · d6 чёрный король · b5 белый слон · g5 чёрный слон · h5 чёрная пешка · f4 чёрная пешка · g4 чёрная ладья · c3 белая пешка · e3 чёрный конь · b2 белая пешка · b1 белый король · e1 белая ладья | a8 чёрная ладья · a7 белая пешка · b7 белая ладья · d7 белая пешка · d6 чёрный король · b5 белый слон · g5 чёрный слон · h5 чёрная пешка · f4 чёрная пешка · g4 чёрная ладья · c3 белая пешка · e3 чёрный конь · b2 белая пешка · b1 белый король · e1 белая ладья | a8 чёрная ладья · a7 белая пешка · b7 белая ладья · d7 белая пешка · d6 чёрный король · b5 белый слон · g5 чёрный слон · h5 чёрная пешка · f4 чёрная пешка · g4 чёрная ладья · c3 белая пешка · e3 чёрный конь · b2 белая пешка · b1 белый король · e1 белая ладья | 5 |
| 4 | a8 чёрная ладья · a7 белая пешка · b7 белая ладья · d7 белая пешка · d6 чёрный король · b5 белый слон · g5 чёрный слон · h5 чёрная пешка · f4 чёрная пешка · g4 чёрная ладья · c3 белая пешка · e3 чёрный конь · b2 белая пешка · b1 белый король · e1 белая ладья | a8 чёрная ладья · a7 белая пешка · b7 белая ладья · d7 белая пешка · d6 чёрный король · b5 белый слон · g5 чёрный слон · h5 чёрная пешка · f4 чёрная пешка · g4 чёрная ладья · c3 белая пешка · e3 чёрный конь · b2 белая пешка · b1 белый король · e1 белая ладья | a8 чёрная ладья · a7 белая пешка · b7 белая ладья · d7 белая пешка · d6 чёрный король · b5 белый слон · g5 чёрный слон · h5 чёрная пешка · f4 чёрная пешка · g4 чёрная ладья · c3 белая пешка · e3 чёрный конь · b2 белая пешка · b1 белый король · e1 белая ладья | a8 чёрная ладья · a7 белая пешка · b7 белая ладья · d7 белая пешка · d6 чёрный король · b5 белый слон · g5 чёрный слон · h5 чёрная пешка · f4 чёрная пешка · g4 чёрная ладья · c3 белая пешка · e3 чёрный конь · b2 белая пешка · b1 белый король · e1 белая ладья | a8 чёрная ладья · a7 белая пешка · b7 белая ладья · d7 белая пешка · d6 чёрный король · b5 белый слон · g5 чёрный слон · h5 чёрная пешка · f4 чёрная пешка · g4 чёрная ладья · c3 белая пешка · e3 чёрный конь · b2 белая пешка · b1 белый король · e1 белая ладья | a8 чёрная ладья · a7 белая пешка · b7 белая ладья · d7 белая пешка · d6 чёрный король · b5 белый слон · g5 чёрный слон · h5 чёрная пешка · f4 чёрная пешка · g4 чёрная ладья · c3 белая пешка · e3 чёрный конь · b2 белая пешка · b1 белый король · e1 белая ладья | a8 чёрная ладья · a7 белая пешка · b7 белая ладья · d7 белая пешка · d6 чёрный король · b5 белый слон · g5 чёрный слон · h5 чёрная пешка · f4 чёрная пешка · g4 чёрная ладья · c3 белая пешка · e3 чёрный конь · b2 белая пешка · b1 белый король · e1 белая ладья | a8 чёрная ладья · a7 белая пешка · b7 белая ладья · d7 белая пешка · d6 чёрный король · b5 белый слон · g5 чёрный слон · h5 чёрная пешка · f4 чёрная пешка · g4 чёрная ладья · c3 белая пешка · e3 чёрный конь · b2 белая пешка · b1 белый король · e1 белая ладья | 4 |
| 3 | a8 чёрная ладья · a7 белая пешка · b7 белая ладья · d7 белая пешка · d6 чёрный король · b5 белый слон · g5 чёрный слон · h5 чёрная пешка · f4 чёрная пешка · g4 чёрная ладья · c3 белая пешка · e3 чёрный конь · b2 белая пешка · b1 белый король · e1 белая ладья | a8 чёрная ладья · a7 белая пешка · b7 белая ладья · d7 белая пешка · d6 чёрный король · b5 белый слон · g5 чёрный слон · h5 чёрная пешка · f4 чёрная пешка · g4 чёрная ладья · c3 белая пешка · e3 чёрный конь · b2 белая пешка · b1 белый король · e1 белая ладья | a8 чёрная ладья · a7 белая пешка · b7 белая ладья · d7 белая пешка · d6 чёрный король · b5 белый слон · g5 чёрный слон · h5 чёрная пешка · f4 чёрная пешка · g4 чёрная ладья · c3 белая пешка · e3 чёрный конь · b2 белая пешка · b1 белый король · e1 белая ладья | a8 чёрная ладья · a7 белая пешка · b7 белая ладья · d7 белая пешка · d6 чёрный король · b5 белый слон · g5 чёрный слон · h5 чёрная пешка · f4 чёрная пешка · g4 чёрная ладья · c3 белая пешка · e3 чёрный конь · b2 белая пешка · b1 белый король · e1 белая ладья | a8 чёрная ладья · a7 белая пешка · b7 белая ладья · d7 белая пешка · d6 чёрный король · b5 белый слон · g5 чёрный слон · h5 чёрная пешка · f4 чёрная пешка · g4 чёрная ладья · c3 белая пешка · e3 чёрный конь · b2 белая пешка · b1 белый король · e1 белая ладья | a8 чёрная ладья · a7 белая пешка · b7 белая ладья · d7 белая пешка · d6 чёрный король · b5 белый слон · g5 чёрный слон · h5 чёрная пешка · f4 чёрная пешка · g4 чёрная ладья · c3 белая пешка · e3 чёрный конь · b2 белая пешка · b1 белый король · e1 белая ладья | a8 чёрная ладья · a7 белая пешка · b7 белая ладья · d7 белая пешка · d6 чёрный король · b5 белый слон · g5 чёрный слон · h5 чёрная пешка · f4 чёрная пешка · g4 чёрная ладья · c3 белая пешка · e3 чёрный конь · b2 белая пешка · b1 белый король · e1 белая ладья | a8 чёрная ладья · a7 белая пешка · b7 белая ладья · d7 белая пешка · d6 чёрный король · b5 белый слон · g5 чёрный слон · h5 чёрная пешка · f4 чёрная пешка · g4 чёрная ладья · c3 белая пешка · e3 чёрный конь · b2 белая пешка · b1 белый король · e1 белая ладья | 3 |
| 2 | a8 чёрная ладья · a7 белая пешка · b7 белая ладья · d7 белая пешка · d6 чёрный король · b5 белый слон · g5 чёрный слон · h5 чёрная пешка · f4 чёрная пешка · g4 чёрная ладья · c3 белая пешка · e3 чёрный конь · b2 белая пешка · b1 белый король · e1 белая ладья | a8 чёрная ладья · a7 белая пешка · b7 белая ладья · d7 белая пешка · d6 чёрный король · b5 белый слон · g5 чёрный слон · h5 чёрная пешка · f4 чёрная пешка · g4 чёрная ладья · c3 белая пешка · e3 чёрный конь · b2 белая пешка · b1 белый король · e1 белая ладья | a8 чёрная ладья · a7 белая пешка · b7 белая ладья · d7 белая пешка · d6 чёрный король · b5 белый слон · g5 чёрный слон · h5 чёрная пешка · f4 чёрная пешка · g4 чёрная ладья · c3 белая пешка · e3 чёрный конь · b2 белая пешка · b1 белый король · e1 белая ладья | a8 чёрная ладья · a7 белая пешка · b7 белая ладья · d7 белая пешка · d6 чёрный король · b5 белый слон · g5 чёрный слон · h5 чёрная пешка · f4 чёрная пешка · g4 чёрная ладья · c3 белая пешка · e3 чёрный конь · b2 белая пешка · b1 белый король · e1 белая ладья | a8 чёрная ладья · a7 белая пешка · b7 белая ладья · d7 белая пешка · d6 чёрный король · b5 белый слон · g5 чёрный слон · h5 чёрная пешка · f4 чёрная пешка · g4 чёрная ладья · c3 белая пешка · e3 чёрный конь · b2 белая пешка · b1 белый король · e1 белая ладья | a8 чёрная ладья · a7 белая пешка · b7 белая ладья · d7 белая пешка · d6 чёрный король · b5 белый слон · g5 чёрный слон · h5 чёрная пешка · f4 чёрная пешка · g4 чёрная ладья · c3 белая пешка · e3 чёрный конь · b2 белая пешка · b1 белый король · e1 белая ладья | a8 чёрная ладья · a7 белая пешка · b7 белая ладья · d7 белая пешка · d6 чёрный король · b5 белый слон · g5 чёрный слон · h5 чёрная пешка · f4 чёрная пешка · g4 чёрная ладья · c3 белая пешка · e3 чёрный конь · b2 белая пешка · b1 белый король · e1 белая ладья | a8 чёрная ладья · a7 белая пешка · b7 белая ладья · d7 белая пешка · d6 чёрный король · b5 белый слон · g5 чёрный слон · h5 чёрная пешка · f4 чёрная пешка · g4 чёрная ладья · c3 белая пешка · e3 чёрный конь · b2 белая пешка · b1 белый король · e1 белая ладья | 2 |
| 1 | a8 чёрная ладья · a7 белая пешка · b7 белая ладья · d7 белая пешка · d6 чёрный король · b5 белый слон · g5 чёрный слон · h5 чёрная пешка · f4 чёрная пешка · g4 чёрная ладья · c3 белая пешка · e3 чёрный конь · b2 белая пешка · b1 белый король · e1 белая ладья | a8 чёрная ладья · a7 белая пешка · b7 белая ладья · d7 белая пешка · d6 чёрный король · b5 белый слон · g5 чёрный слон · h5 чёрная пешка · f4 чёрная пешка · g4 чёрная ладья · c3 белая пешка · e3 чёрный конь · b2 белая пешка · b1 белый король · e1 белая ладья | a8 чёрная ладья · a7 белая пешка · b7 белая ладья · d7 белая пешка · d6 чёрный король · b5 белый слон · g5 чёрный слон · h5 чёрная пешка · f4 чёрная пешка · g4 чёрная ладья · c3 белая пешка · e3 чёрный конь · b2 белая пешка · b1 белый король · e1 белая ладья | a8 чёрная ладья · a7 белая пешка · b7 белая ладья · d7 белая пешка · d6 чёрный король · b5 белый слон · g5 чёрный слон · h5 чёрная пешка · f4 чёрная пешка · g4 чёрная ладья · c3 белая пешка · e3 чёрный конь · b2 белая пешка · b1 белый король · e1 белая ладья | a8 чёрная ладья · a7 белая пешка · b7 белая ладья · d7 белая пешка · d6 чёрный король · b5 белый слон · g5 чёрный слон · h5 чёрная пешка · f4 чёрная пешка · g4 чёрная ладья · c3 белая пешка · e3 чёрный конь · b2 белая пешка · b1 белый король · e1 белая ладья | a8 чёрная ладья · a7 белая пешка · b7 белая ладья · d7 белая пешка · d6 чёрный король · b5 белый слон · g5 чёрный слон · h5 чёрная пешка · f4 чёрная пешка · g4 чёрная ладья · c3 белая пешка · e3 чёрный конь · b2 белая пешка · b1 белый король · e1 белая ладья | a8 чёрная ладья · a7 белая пешка · b7 белая ладья · d7 белая пешка · d6 чёрный король · b5 белый слон · g5 чёрный слон · h5 чёрная пешка · f4 чёрная пешка · g4 чёрная ладья · c3 белая пешка · e3 чёрный конь · b2 белая пешка · b1 белый король · e1 белая ладья | a8 чёрная ладья · a7 белая пешка · b7 белая ладья · d7 белая пешка · d6 чёрный король · b5 белый слон · g5 чёрный слон · h5 чёрная пешка · f4 чёрная пешка · g4 чёрная ладья · c3 белая пешка · e3 чёрный конь · b2 белая пешка · b1 белый король · e1 белая ладья | 1 |
|   | a | b | c | d | e | f | g | h |   |

Крамник был единоличным лидером после 3-х туров, но в 4-м туре проиграл Фабиано Каруане, причём позиция была выигранной (диаграмма 5). Крамник (белые) выигрывает после 43.c4!, так как пешка затем идёт на с5. Если пешку на c5 забирать, то ладья через c1 проходит на c8, а если не забирать, то пешка идёт на c6 и c7 с выигрышем. Из-за цейтнота Крамник доигрался до ничейной позиции, после чего допустил одноходовый зевок и проиграл. После этого он не смог восстановиться — в следующих партиях вместо спокойной игры стал пытаться отыграться, практически в каждой шёл на обострения и плохо оценивал свои возможности.

### Вклад в теорию
Я не знаю точно, сколько линий он разработал, но создаётся впечатление, что за последние 10 лет мы использовали только его идеи. Его след в дебютной теории гораздо более значителен, чем мой.Виши Ананд, 
|   | a | b | c | d | e | f | g | h |   |
| - | --- | --- | --- | --- | --- | --- | --- | --- | - |
| 8 | a8 чёрная ладья · c8 чёрный слон · d8 чёрный король · f8 чёрный слон · h8 чёрная ладья · a7 чёрная пешка · b7 чёрная пешка · c7 чёрная пешка · f7 чёрная пешка · g7 чёрная пешка · h7 чёрная пешка · c6 чёрная пешка · e5 белая пешка · f5 чёрный конь · c3 белый конь · f3 белый конь · a2 белая пешка · b2 белая пешка · c2 белая пешка · f2 белая пешка · g2 белая пешка · h2 белая пешка · a1 белая ладья · c1 белый слон · f1 белая ладья · g1 белый король | a8 чёрная ладья · c8 чёрный слон · d8 чёрный король · f8 чёрный слон · h8 чёрная ладья · a7 чёрная пешка · b7 чёрная пешка · c7 чёрная пешка · f7 чёрная пешка · g7 чёрная пешка · h7 чёрная пешка · c6 чёрная пешка · e5 белая пешка · f5 чёрный конь · c3 белый конь · f3 белый конь · a2 белая пешка · b2 белая пешка · c2 белая пешка · f2 белая пешка · g2 белая пешка · h2 белая пешка · a1 белая ладья · c1 белый слон · f1 белая ладья · g1 белый король | a8 чёрная ладья · c8 чёрный слон · d8 чёрный король · f8 чёрный слон · h8 чёрная ладья · a7 чёрная пешка · b7 чёрная пешка · c7 чёрная пешка · f7 чёрная пешка · g7 чёрная пешка · h7 чёрная пешка · c6 чёрная пешка · e5 белая пешка · f5 чёрный конь · c3 белый конь · f3 белый конь · a2 белая пешка · b2 белая пешка · c2 белая пешка · f2 белая пешка · g2 белая пешка · h2 белая пешка · a1 белая ладья · c1 белый слон · f1 белая ладья · g1 белый король | a8 чёрная ладья · c8 чёрный слон · d8 чёрный король · f8 чёрный слон · h8 чёрная ладья · a7 чёрная пешка · b7 чёрная пешка · c7 чёрная пешка · f7 чёрная пешка · g7 чёрная пешка · h7 чёрная пешка · c6 чёрная пешка · e5 белая пешка · f5 чёрный конь · c3 белый конь · f3 белый конь · a2 белая пешка · b2 белая пешка · c2 белая пешка · f2 белая пешка · g2 белая пешка · h2 белая пешка · a1 белая ладья · c1 белый слон · f1 белая ладья · g1 белый король | a8 чёрная ладья · c8 чёрный слон · d8 чёрный король · f8 чёрный слон · h8 чёрная ладья · a7 чёрная пешка · b7 чёрная пешка · c7 чёрная пешка · f7 чёрная пешка · g7 чёрная пешка · h7 чёрная пешка · c6 чёрная пешка · e5 белая пешка · f5 чёрный конь · c3 белый конь · f3 белый конь · a2 белая пешка · b2 белая пешка · c2 белая пешка · f2 белая пешка · g2 белая пешка · h2 белая пешка · a1 белая ладья · c1 белый слон · f1 белая ладья · g1 белый король | a8 чёрная ладья · c8 чёрный слон · d8 чёрный король · f8 чёрный слон · h8 чёрная ладья · a7 чёрная пешка · b7 чёрная пешка · c7 чёрная пешка · f7 чёрная пешка · g7 чёрная пешка · h7 чёрная пешка · c6 чёрная пешка · e5 белая пешка · f5 чёрный конь · c3 белый конь · f3 белый конь · a2 белая пешка · b2 белая пешка · c2 белая пешка · f2 белая пешка · g2 белая пешка · h2 белая пешка · a1 белая ладья · c1 белый слон · f1 белая ладья · g1 белый король | a8 чёрная ладья · c8 чёрный слон · d8 чёрный король · f8 чёрный слон · h8 чёрная ладья · a7 чёрная пешка · b7 чёрная пешка · c7 чёрная пешка · f7 чёрная пешка · g7 чёрная пешка · h7 чёрная пешка · c6 чёрная пешка · e5 белая пешка · f5 чёрный конь · c3 белый конь · f3 белый конь · a2 белая пешка · b2 белая пешка · c2 белая пешка · f2 белая пешка · g2 белая пешка · h2 белая пешка · a1 белая ладья · c1 белый слон · f1 белая ладья · g1 белый король | a8 чёрная ладья · c8 чёрный слон · d8 чёрный король · f8 чёрный слон · h8 чёрная ладья · a7 чёрная пешка · b7 чёрная пешка · c7 чёрная пешка · f7 чёрная пешка · g7 чёрная пешка · h7 чёрная пешка · c6 чёрная пешка · e5 белая пешка · f5 чёрный конь · c3 белый конь · f3 белый конь · a2 белая пешка · b2 белая пешка · c2 белая пешка · f2 белая пешка · g2 белая пешка · h2 белая пешка · a1 белая ладья · c1 белый слон · f1 белая ладья · g1 белый король | 8 |
| 7 | a8 чёрная ладья · c8 чёрный слон · d8 чёрный король · f8 чёрный слон · h8 чёрная ладья · a7 чёрная пешка · b7 чёрная пешка · c7 чёрная пешка · f7 чёрная пешка · g7 чёрная пешка · h7 чёрная пешка · c6 чёрная пешка · e5 белая пешка · f5 чёрный конь · c3 белый конь · f3 белый конь · a2 белая пешка · b2 белая пешка · c2 белая пешка · f2 белая пешка · g2 белая пешка · h2 белая пешка · a1 белая ладья · c1 белый слон · f1 белая ладья · g1 белый король | a8 чёрная ладья · c8 чёрный слон · d8 чёрный король · f8 чёрный слон · h8 чёрная ладья · a7 чёрная пешка · b7 чёрная пешка · c7 чёрная пешка · f7 чёрная пешка · g7 чёрная пешка · h7 чёрная пешка · c6 чёрная пешка · e5 белая пешка · f5 чёрный конь · c3 белый конь · f3 белый конь · a2 белая пешка · b2 белая пешка · c2 белая пешка · f2 белая пешка · g2 белая пешка · h2 белая пешка · a1 белая ладья · c1 белый слон · f1 белая ладья · g1 белый король | a8 чёрная ладья · c8 чёрный слон · d8 чёрный король · f8 чёрный слон · h8 чёрная ладья · a7 чёрная пешка · b7 чёрная пешка · c7 чёрная пешка · f7 чёрная пешка · g7 чёрная пешка · h7 чёрная пешка · c6 чёрная пешка · e5 белая пешка · f5 чёрный конь · c3 белый конь · f3 белый конь · a2 белая пешка · b2 белая пешка · c2 белая пешка · f2 белая пешка · g2 белая пешка · h2 белая пешка · a1 белая ладья · c1 белый слон · f1 белая ладья · g1 белый король | a8 чёрная ладья · c8 чёрный слон · d8 чёрный король · f8 чёрный слон · h8 чёрная ладья · a7 чёрная пешка · b7 чёрная пешка · c7 чёрная пешка · f7 чёрная пешка · g7 чёрная пешка · h7 чёрная пешка · c6 чёрная пешка · e5 белая пешка · f5 чёрный конь · c3 белый конь · f3 белый конь · a2 белая пешка · b2 белая пешка · c2 белая пешка · f2 белая пешка · g2 белая пешка · h2 белая пешка · a1 белая ладья · c1 белый слон · f1 белая ладья · g1 белый король | a8 чёрная ладья · c8 чёрный слон · d8 чёрный король · f8 чёрный слон · h8 чёрная ладья · a7 чёрная пешка · b7 чёрная пешка · c7 чёрная пешка · f7 чёрная пешка · g7 чёрная пешка · h7 чёрная пешка · c6 чёрная пешка · e5 белая пешка · f5 чёрный конь · c3 белый конь · f3 белый конь · a2 белая пешка · b2 белая пешка · c2 белая пешка · f2 белая пешка · g2 белая пешка · h2 белая пешка · a1 белая ладья · c1 белый слон · f1 белая ладья · g1 белый король | a8 чёрная ладья · c8 чёрный слон · d8 чёрный король · f8 чёрный слон · h8 чёрная ладья · a7 чёрная пешка · b7 чёрная пешка · c7 чёрная пешка · f7 чёрная пешка · g7 чёрная пешка · h7 чёрная пешка · c6 чёрная пешка · e5 белая пешка · f5 чёрный конь · c3 белый конь · f3 белый конь · a2 белая пешка · b2 белая пешка · c2 белая пешка · f2 белая пешка · g2 белая пешка · h2 белая пешка · a1 белая ладья · c1 белый слон · f1 белая ладья · g1 белый король | a8 чёрная ладья · c8 чёрный слон · d8 чёрный король · f8 чёрный слон · h8 чёрная ладья · a7 чёрная пешка · b7 чёрная пешка · c7 чёрная пешка · f7 чёрная пешка · g7 чёрная пешка · h7 чёрная пешка · c6 чёрная пешка · e5 белая пешка · f5 чёрный конь · c3 белый конь · f3 белый конь · a2 белая пешка · b2 белая пешка · c2 белая пешка · f2 белая пешка · g2 белая пешка · h2 белая пешка · a1 белая ладья · c1 белый слон · f1 белая ладья · g1 белый король | a8 чёрная ладья · c8 чёрный слон · d8 чёрный король · f8 чёрный слон · h8 чёрная ладья · a7 чёрная пешка · b7 чёрная пешка · c7 чёрная пешка · f7 чёрная пешка · g7 чёрная пешка · h7 чёрная пешка · c6 чёрная пешка · e5 белая пешка · f5 чёрный конь · c3 белый конь · f3 белый конь · a2 белая пешка · b2 белая пешка · c2 белая пешка · f2 белая пешка · g2 белая пешка · h2 белая пешка · a1 белая ладья · c1 белый слон · f1 белая ладья · g1 белый король | 7 |
| 6 | a8 чёрная ладья · c8 чёрный слон · d8 чёрный король · f8 чёрный слон · h8 чёрная ладья · a7 чёрная пешка · b7 чёрная пешка · c7 чёрная пешка · f7 чёрная пешка · g7 чёрная пешка · h7 чёрная пешка · c6 чёрная пешка · e5 белая пешка · f5 чёрный конь · c3 белый конь · f3 белый конь · a2 белая пешка · b2 белая пешка · c2 белая пешка · f2 белая пешка · g2 белая пешка · h2 белая пешка · a1 белая ладья · c1 белый слон · f1 белая ладья · g1 белый король | a8 чёрная ладья · c8 чёрный слон · d8 чёрный король · f8 чёрный слон · h8 чёрная ладья · a7 чёрная пешка · b7 чёрная пешка · c7 чёрная пешка · f7 чёрная пешка · g7 чёрная пешка · h7 чёрная пешка · c6 чёрная пешка · e5 белая пешка · f5 чёрный конь · c3 белый конь · f3 белый конь · a2 белая пешка · b2 белая пешка · c2 белая пешка · f2 белая пешка · g2 белая пешка · h2 белая пешка · a1 белая ладья · c1 белый слон · f1 белая ладья · g1 белый король | a8 чёрная ладья · c8 чёрный слон · d8 чёрный король · f8 чёрный слон · h8 чёрная ладья · a7 чёрная пешка · b7 чёрная пешка · c7 чёрная пешка · f7 чёрная пешка · g7 чёрная пешка · h7 чёрная пешка · c6 чёрная пешка · e5 белая пешка · f5 чёрный конь · c3 белый конь · f3 белый конь · a2 белая пешка · b2 белая пешка · c2 белая пешка · f2 белая пешка · g2 белая пешка · h2 белая пешка · a1 белая ладья · c1 белый слон · f1 белая ладья · g1 белый король | a8 чёрная ладья · c8 чёрный слон · d8 чёрный король · f8 чёрный слон · h8 чёрная ладья · a7 чёрная пешка · b7 чёрная пешка · c7 чёрная пешка · f7 чёрная пешка · g7 чёрная пешка · h7 чёрная пешка · c6 чёрная пешка · e5 белая пешка · f5 чёрный конь · c3 белый конь · f3 белый конь · a2 белая пешка · b2 белая пешка · c2 белая пешка · f2 белая пешка · g2 белая пешка · h2 белая пешка · a1 белая ладья · c1 белый слон · f1 белая ладья · g1 белый король | a8 чёрная ладья · c8 чёрный слон · d8 чёрный король · f8 чёрный слон · h8 чёрная ладья · a7 чёрная пешка · b7 чёрная пешка · c7 чёрная пешка · f7 чёрная пешка · g7 чёрная пешка · h7 чёрная пешка · c6 чёрная пешка · e5 белая пешка · f5 чёрный конь · c3 белый конь · f3 белый конь · a2 белая пешка · b2 белая пешка · c2 белая пешка · f2 белая пешка · g2 белая пешка · h2 белая пешка · a1 белая ладья · c1 белый слон · f1 белая ладья · g1 белый король | a8 чёрная ладья · c8 чёрный слон · d8 чёрный король · f8 чёрный слон · h8 чёрная ладья · a7 чёрная пешка · b7 чёрная пешка · c7 чёрная пешка · f7 чёрная пешка · g7 чёрная пешка · h7 чёрная пешка · c6 чёрная пешка · e5 белая пешка · f5 чёрный конь · c3 белый конь · f3 белый конь · a2 белая пешка · b2 белая пешка · c2 белая пешка · f2 белая пешка · g2 белая пешка · h2 белая пешка · a1 белая ладья · c1 белый слон · f1 белая ладья · g1 белый король | a8 чёрная ладья · c8 чёрный слон · d8 чёрный король · f8 чёрный слон · h8 чёрная ладья · a7 чёрная пешка · b7 чёрная пешка · c7 чёрная пешка · f7 чёрная пешка · g7 чёрная пешка · h7 чёрная пешка · c6 чёрная пешка · e5 белая пешка · f5 чёрный конь · c3 белый конь · f3 белый конь · a2 белая пешка · b2 белая пешка · c2 белая пешка · f2 белая пешка · g2 белая пешка · h2 белая пешка · a1 белая ладья · c1 белый слон · f1 белая ладья · g1 белый король | a8 чёрная ладья · c8 чёрный слон · d8 чёрный король · f8 чёрный слон · h8 чёрная ладья · a7 чёрная пешка · b7 чёрная пешка · c7 чёрная пешка · f7 чёрная пешка · g7 чёрная пешка · h7 чёрная пешка · c6 чёрная пешка · e5 белая пешка · f5 чёрный конь · c3 белый конь · f3 белый конь · a2 белая пешка · b2 белая пешка · c2 белая пешка · f2 белая пешка · g2 белая пешка · h2 белая пешка · a1 белая ладья · c1 белый слон · f1 белая ладья · g1 белый король | 6 |
| 5 | a8 чёрная ладья · c8 чёрный слон · d8 чёрный король · f8 чёрный слон · h8 чёрная ладья · a7 чёрная пешка · b7 чёрная пешка · c7 чёрная пешка · f7 чёрная пешка · g7 чёрная пешка · h7 чёрная пешка · c6 чёрная пешка · e5 белая пешка · f5 чёрный конь · c3 белый конь · f3 белый конь · a2 белая пешка · b2 белая пешка · c2 белая пешка · f2 белая пешка · g2 белая пешка · h2 белая пешка · a1 белая ладья · c1 белый слон · f1 белая ладья · g1 белый король | a8 чёрная ладья · c8 чёрный слон · d8 чёрный король · f8 чёрный слон · h8 чёрная ладья · a7 чёрная пешка · b7 чёрная пешка · c7 чёрная пешка · f7 чёрная пешка · g7 чёрная пешка · h7 чёрная пешка · c6 чёрная пешка · e5 белая пешка · f5 чёрный конь · c3 белый конь · f3 белый конь · a2 белая пешка · b2 белая пешка · c2 белая пешка · f2 белая пешка · g2 белая пешка · h2 белая пешка · a1 белая ладья · c1 белый слон · f1 белая ладья · g1 белый король | a8 чёрная ладья · c8 чёрный слон · d8 чёрный король · f8 чёрный слон · h8 чёрная ладья · a7 чёрная пешка · b7 чёрная пешка · c7 чёрная пешка · f7 чёрная пешка · g7 чёрная пешка · h7 чёрная пешка · c6 чёрная пешка · e5 белая пешка · f5 чёрный конь · c3 белый конь · f3 белый конь · a2 белая пешка · b2 белая пешка · c2 белая пешка · f2 белая пешка · g2 белая пешка · h2 белая пешка · a1 белая ладья · c1 белый слон · f1 белая ладья · g1 белый король | a8 чёрная ладья · c8 чёрный слон · d8 чёрный король · f8 чёрный слон · h8 чёрная ладья · a7 чёрная пешка · b7 чёрная пешка · c7 чёрная пешка · f7 чёрная пешка · g7 чёрная пешка · h7 чёрная пешка · c6 чёрная пешка · e5 белая пешка · f5 чёрный конь · c3 белый конь · f3 белый конь · a2 белая пешка · b2 белая пешка · c2 белая пешка · f2 белая пешка · g2 белая пешка · h2 белая пешка · a1 белая ладья · c1 белый слон · f1 белая ладья · g1 белый король | a8 чёрная ладья · c8 чёрный слон · d8 чёрный король · f8 чёрный слон · h8 чёрная ладья · a7 чёрная пешка · b7 чёрная пешка · c7 чёрная пешка · f7 чёрная пешка · g7 чёрная пешка · h7 чёрная пешка · c6 чёрная пешка · e5 белая пешка · f5 чёрный конь · c3 белый конь · f3 белый конь · a2 белая пешка · b2 белая пешка · c2 белая пешка · f2 белая пешка · g2 белая пешка · h2 белая пешка · a1 белая ладья · c1 белый слон · f1 белая ладья · g1 белый король | a8 чёрная ладья · c8 чёрный слон · d8 чёрный король · f8 чёрный слон · h8 чёрная ладья · a7 чёрная пешка · b7 чёрная пешка · c7 чёрная пешка · f7 чёрная пешка · g7 чёрная пешка · h7 чёрная пешка · c6 чёрная пешка · e5 белая пешка · f5 чёрный конь · c3 белый конь · f3 белый конь · a2 белая пешка · b2 белая пешка · c2 белая пешка · f2 белая пешка · g2 белая пешка · h2 белая пешка · a1 белая ладья · c1 белый слон · f1 белая ладья · g1 белый король | a8 чёрная ладья · c8 чёрный слон · d8 чёрный король · f8 чёрный слон · h8 чёрная ладья · a7 чёрная пешка · b7 чёрная пешка · c7 чёрная пешка · f7 чёрная пешка · g7 чёрная пешка · h7 чёрная пешка · c6 чёрная пешка · e5 белая пешка · f5 чёрный конь · c3 белый конь · f3 белый конь · a2 белая пешка · b2 белая пешка · c2 белая пешка · f2 белая пешка · g2 белая пешка · h2 белая пешка · a1 белая ладья · c1 белый слон · f1 белая ладья · g1 белый король | a8 чёрная ладья · c8 чёрный слон · d8 чёрный король · f8 чёрный слон · h8 чёрная ладья · a7 чёрная пешка · b7 чёрная пешка · c7 чёрная пешка · f7 чёрная пешка · g7 чёрная пешка · h7 чёрная пешка · c6 чёрная пешка · e5 белая пешка · f5 чёрный конь · c3 белый конь · f3 белый конь · a2 белая пешка · b2 белая пешка · c2 белая пешка · f2 белая пешка · g2 белая пешка · h2 белая пешка · a1 белая ладья · c1 белый слон · f1 белая ладья · g1 белый король | 5 |
| 4 | a8 чёрная ладья · c8 чёрный слон · d8 чёрный король · f8 чёрный слон · h8 чёрная ладья · a7 чёрная пешка · b7 чёрная пешка · c7 чёрная пешка · f7 чёрная пешка · g7 чёрная пешка · h7 чёрная пешка · c6 чёрная пешка · e5 белая пешка · f5 чёрный конь · c3 белый конь · f3 белый конь · a2 белая пешка · b2 белая пешка · c2 белая пешка · f2 белая пешка · g2 белая пешка · h2 белая пешка · a1 белая ладья · c1 белый слон · f1 белая ладья · g1 белый король | a8 чёрная ладья · c8 чёрный слон · d8 чёрный король · f8 чёрный слон · h8 чёрная ладья · a7 чёрная пешка · b7 чёрная пешка · c7 чёрная пешка · f7 чёрная пешка · g7 чёрная пешка · h7 чёрная пешка · c6 чёрная пешка · e5 белая пешка · f5 чёрный конь · c3 белый конь · f3 белый конь · a2 белая пешка · b2 белая пешка · c2 белая пешка · f2 белая пешка · g2 белая пешка · h2 белая пешка · a1 белая ладья · c1 белый слон · f1 белая ладья · g1 белый король | a8 чёрная ладья · c8 чёрный слон · d8 чёрный король · f8 чёрный слон · h8 чёрная ладья · a7 чёрная пешка · b7 чёрная пешка · c7 чёрная пешка · f7 чёрная пешка · g7 чёрная пешка · h7 чёрная пешка · c6 чёрная пешка · e5 белая пешка · f5 чёрный конь · c3 белый конь · f3 белый конь · a2 белая пешка · b2 белая пешка · c2 белая пешка · f2 белая пешка · g2 белая пешка · h2 белая пешка · a1 белая ладья · c1 белый слон · f1 белая ладья · g1 белый король | a8 чёрная ладья · c8 чёрный слон · d8 чёрный король · f8 чёрный слон · h8 чёрная ладья · a7 чёрная пешка · b7 чёрная пешка · c7 чёрная пешка · f7 чёрная пешка · g7 чёрная пешка · h7 чёрная пешка · c6 чёрная пешка · e5 белая пешка · f5 чёрный конь · c3 белый конь · f3 белый конь · a2 белая пешка · b2 белая пешка · c2 белая пешка · f2 белая пешка · g2 белая пешка · h2 белая пешка · a1 белая ладья · c1 белый слон · f1 белая ладья · g1 белый король | a8 чёрная ладья · c8 чёрный слон · d8 чёрный король · f8 чёрный слон · h8 чёрная ладья · a7 чёрная пешка · b7 чёрная пешка · c7 чёрная пешка · f7 чёрная пешка · g7 чёрная пешка · h7 чёрная пешка · c6 чёрная пешка · e5 белая пешка · f5 чёрный конь · c3 белый конь · f3 белый конь · a2 белая пешка · b2 белая пешка · c2 белая пешка · f2 белая пешка · g2 белая пешка · h2 белая пешка · a1 белая ладья · c1 белый слон · f1 белая ладья · g1 белый король | a8 чёрная ладья · c8 чёрный слон · d8 чёрный король · f8 чёрный слон · h8 чёрная ладья · a7 чёрная пешка · b7 чёрная пешка · c7 чёрная пешка · f7 чёрная пешка · g7 чёрная пешка · h7 чёрная пешка · c6 чёрная пешка · e5 белая пешка · f5 чёрный конь · c3 белый конь · f3 белый конь · a2 белая пешка · b2 белая пешка · c2 белая пешка · f2 белая пешка · g2 белая пешка · h2 белая пешка · a1 белая ладья · c1 белый слон · f1 белая ладья · g1 белый король | a8 чёрная ладья · c8 чёрный слон · d8 чёрный король · f8 чёрный слон · h8 чёрная ладья · a7 чёрная пешка · b7 чёрная пешка · c7 чёрная пешка · f7 чёрная пешка · g7 чёрная пешка · h7 чёрная пешка · c6 чёрная пешка · e5 белая пешка · f5 чёрный конь · c3 белый конь · f3 белый конь · a2 белая пешка · b2 белая пешка · c2 белая пешка · f2 белая пешка · g2 белая пешка · h2 белая пешка · a1 белая ладья · c1 белый слон · f1 белая ладья · g1 белый король | a8 чёрная ладья · c8 чёрный слон · d8 чёрный король · f8 чёрный слон · h8 чёрная ладья · a7 чёрная пешка · b7 чёрная пешка · c7 чёрная пешка · f7 чёрная пешка · g7 чёрная пешка · h7 чёрная пешка · c6 чёрная пешка · e5 белая пешка · f5 чёрный конь · c3 белый конь · f3 белый конь · a2 белая пешка · b2 белая пешка · c2 белая пешка · f2 белая пешка · g2 белая пешка · h2 белая пешка · a1 белая ладья · c1 белый слон · f1 белая ладья · g1 белый король | 4 |
| 3 | a8 чёрная ладья · c8 чёрный слон · d8 чёрный король · f8 чёрный слон · h8 чёрная ладья · a7 чёрная пешка · b7 чёрная пешка · c7 чёрная пешка · f7 чёрная пешка · g7 чёрная пешка · h7 чёрная пешка · c6 чёрная пешка · e5 белая пешка · f5 чёрный конь · c3 белый конь · f3 белый конь · a2 белая пешка · b2 белая пешка · c2 белая пешка · f2 белая пешка · g2 белая пешка · h2 белая пешка · a1 белая ладья · c1 белый слон · f1 белая ладья · g1 белый король | a8 чёрная ладья · c8 чёрный слон · d8 чёрный король · f8 чёрный слон · h8 чёрная ладья · a7 чёрная пешка · b7 чёрная пешка · c7 чёрная пешка · f7 чёрная пешка · g7 чёрная пешка · h7 чёрная пешка · c6 чёрная пешка · e5 белая пешка · f5 чёрный конь · c3 белый конь · f3 белый конь · a2 белая пешка · b2 белая пешка · c2 белая пешка · f2 белая пешка · g2 белая пешка · h2 белая пешка · a1 белая ладья · c1 белый слон · f1 белая ладья · g1 белый король | a8 чёрная ладья · c8 чёрный слон · d8 чёрный король · f8 чёрный слон · h8 чёрная ладья · a7 чёрная пешка · b7 чёрная пешка · c7 чёрная пешка · f7 чёрная пешка · g7 чёрная пешка · h7 чёрная пешка · c6 чёрная пешка · e5 белая пешка · f5 чёрный конь · c3 белый конь · f3 белый конь · a2 белая пешка · b2 белая пешка · c2 белая пешка · f2 белая пешка · g2 белая пешка · h2 белая пешка · a1 белая ладья · c1 белый слон · f1 белая ладья · g1 белый король | a8 чёрная ладья · c8 чёрный слон · d8 чёрный король · f8 чёрный слон · h8 чёрная ладья · a7 чёрная пешка · b7 чёрная пешка · c7 чёрная пешка · f7 чёрная пешка · g7 чёрная пешка · h7 чёрная пешка · c6 чёрная пешка · e5 белая пешка · f5 чёрный конь · c3 белый конь · f3 белый конь · a2 белая пешка · b2 белая пешка · c2 белая пешка · f2 белая пешка · g2 белая пешка · h2 белая пешка · a1 белая ладья · c1 белый слон · f1 белая ладья · g1 белый король | a8 чёрная ладья · c8 чёрный слон · d8 чёрный король · f8 чёрный слон · h8 чёрная ладья · a7 чёрная пешка · b7 чёрная пешка · c7 чёрная пешка · f7 чёрная пешка · g7 чёрная пешка · h7 чёрная пешка · c6 чёрная пешка · e5 белая пешка · f5 чёрный конь · c3 белый конь · f3 белый конь · a2 белая пешка · b2 белая пешка · c2 белая пешка · f2 белая пешка · g2 белая пешка · h2 белая пешка · a1 белая ладья · c1 белый слон · f1 белая ладья · g1 белый король | a8 чёрная ладья · c8 чёрный слон · d8 чёрный король · f8 чёрный слон · h8 чёрная ладья · a7 чёрная пешка · b7 чёрная пешка · c7 чёрная пешка · f7 чёрная пешка · g7 чёрная пешка · h7 чёрная пешка · c6 чёрная пешка · e5 белая пешка · f5 чёрный конь · c3 белый конь · f3 белый конь · a2 белая пешка · b2 белая пешка · c2 белая пешка · f2 белая пешка · g2 белая пешка · h2 белая пешка · a1 белая ладья · c1 белый слон · f1 белая ладья · g1 белый король | a8 чёрная ладья · c8 чёрный слон · d8 чёрный король · f8 чёрный слон · h8 чёрная ладья · a7 чёрная пешка · b7 чёрная пешка · c7 чёрная пешка · f7 чёрная пешка · g7 чёрная пешка · h7 чёрная пешка · c6 чёрная пешка · e5 белая пешка · f5 чёрный конь · c3 белый конь · f3 белый конь · a2 белая пешка · b2 белая пешка · c2 белая пешка · f2 белая пешка · g2 белая пешка · h2 белая пешка · a1 белая ладья · c1 белый слон · f1 белая ладья · g1 белый король | a8 чёрная ладья · c8 чёрный слон · d8 чёрный король · f8 чёрный слон · h8 чёрная ладья · a7 чёрная пешка · b7 чёрная пешка · c7 чёрная пешка · f7 чёрная пешка · g7 чёрная пешка · h7 чёрная пешка · c6 чёрная пешка · e5 белая пешка · f5 чёрный конь · c3 белый конь · f3 белый конь · a2 белая пешка · b2 белая пешка · c2 белая пешка · f2 белая пешка · g2 белая пешка · h2 белая пешка · a1 белая ладья · c1 белый слон · f1 белая ладья · g1 белый король | 3 |
| 2 | a8 чёрная ладья · c8 чёрный слон · d8 чёрный король · f8 чёрный слон · h8 чёрная ладья · a7 чёрная пешка · b7 чёрная пешка · c7 чёрная пешка · f7 чёрная пешка · g7 чёрная пешка · h7 чёрная пешка · c6 чёрная пешка · e5 белая пешка · f5 чёрный конь · c3 белый конь · f3 белый конь · a2 белая пешка · b2 белая пешка · c2 белая пешка · f2 белая пешка · g2 белая пешка · h2 белая пешка · a1 белая ладья · c1 белый слон · f1 белая ладья · g1 белый король | a8 чёрная ладья · c8 чёрный слон · d8 чёрный король · f8 чёрный слон · h8 чёрная ладья · a7 чёрная пешка · b7 чёрная пешка · c7 чёрная пешка · f7 чёрная пешка · g7 чёрная пешка · h7 чёрная пешка · c6 чёрная пешка · e5 белая пешка · f5 чёрный конь · c3 белый конь · f3 белый конь · a2 белая пешка · b2 белая пешка · c2 белая пешка · f2 белая пешка · g2 белая пешка · h2 белая пешка · a1 белая ладья · c1 белый слон · f1 белая ладья · g1 белый король | a8 чёрная ладья · c8 чёрный слон · d8 чёрный король · f8 чёрный слон · h8 чёрная ладья · a7 чёрная пешка · b7 чёрная пешка · c7 чёрная пешка · f7 чёрная пешка · g7 чёрная пешка · h7 чёрная пешка · c6 чёрная пешка · e5 белая пешка · f5 чёрный конь · c3 белый конь · f3 белый конь · a2 белая пешка · b2 белая пешка · c2 белая пешка · f2 белая пешка · g2 белая пешка · h2 белая пешка · a1 белая ладья · c1 белый слон · f1 белая ладья · g1 белый король | a8 чёрная ладья · c8 чёрный слон · d8 чёрный король · f8 чёрный слон · h8 чёрная ладья · a7 чёрная пешка · b7 чёрная пешка · c7 чёрная пешка · f7 чёрная пешка · g7 чёрная пешка · h7 чёрная пешка · c6 чёрная пешка · e5 белая пешка · f5 чёрный конь · c3 белый конь · f3 белый конь · a2 белая пешка · b2 белая пешка · c2 белая пешка · f2 белая пешка · g2 белая пешка · h2 белая пешка · a1 белая ладья · c1 белый слон · f1 белая ладья · g1 белый король | a8 чёрная ладья · c8 чёрный слон · d8 чёрный король · f8 чёрный слон · h8 чёрная ладья · a7 чёрная пешка · b7 чёрная пешка · c7 чёрная пешка · f7 чёрная пешка · g7 чёрная пешка · h7 чёрная пешка · c6 чёрная пешка · e5 белая пешка · f5 чёрный конь · c3 белый конь · f3 белый конь · a2 белая пешка · b2 белая пешка · c2 белая пешка · f2 белая пешка · g2 белая пешка · h2 белая пешка · a1 белая ладья · c1 белый слон · f1 белая ладья · g1 белый король | a8 чёрная ладья · c8 чёрный слон · d8 чёрный король · f8 чёрный слон · h8 чёрная ладья · a7 чёрная пешка · b7 чёрная пешка · c7 чёрная пешка · f7 чёрная пешка · g7 чёрная пешка · h7 чёрная пешка · c6 чёрная пешка · e5 белая пешка · f5 чёрный конь · c3 белый конь · f3 белый конь · a2 белая пешка · b2 белая пешка · c2 белая пешка · f2 белая пешка · g2 белая пешка · h2 белая пешка · a1 белая ладья · c1 белый слон · f1 белая ладья · g1 белый король | a8 чёрная ладья · c8 чёрный слон · d8 чёрный король · f8 чёрный слон · h8 чёрная ладья · a7 чёрная пешка · b7 чёрная пешка · c7 чёрная пешка · f7 чёрная пешка · g7 чёрная пешка · h7 чёрная пешка · c6 чёрная пешка · e5 белая пешка · f5 чёрный конь · c3 белый конь · f3 белый конь · a2 белая пешка · b2 белая пешка · c2 белая пешка · f2 белая пешка · g2 белая пешка · h2 белая пешка · a1 белая ладья · c1 белый слон · f1 белая ладья · g1 белый король | a8 чёрная ладья · c8 чёрный слон · d8 чёрный король · f8 чёрный слон · h8 чёрная ладья · a7 чёрная пешка · b7 чёрная пешка · c7 чёрная пешка · f7 чёрная пешка · g7 чёрная пешка · h7 чёрная пешка · c6 чёрная пешка · e5 белая пешка · f5 чёрный конь · c3 белый конь · f3 белый конь · a2 белая пешка · b2 белая пешка · c2 белая пешка · f2 белая пешка · g2 белая пешка · h2 белая пешка · a1 белая ладья · c1 белый слон · f1 белая ладья · g1 белый король | 2 |
| 1 | a8 чёрная ладья · c8 чёрный слон · d8 чёрный король · f8 чёрный слон · h8 чёрная ладья · a7 чёрная пешка · b7 чёрная пешка · c7 чёрная пешка · f7 чёрная пешка · g7 чёрная пешка · h7 чёрная пешка · c6 чёрная пешка · e5 белая пешка · f5 чёрный конь · c3 белый конь · f3 белый конь · a2 белая пешка · b2 белая пешка · c2 белая пешка · f2 белая пешка · g2 белая пешка · h2 белая пешка · a1 белая ладья · c1 белый слон · f1 белая ладья · g1 белый король | a8 чёрная ладья · c8 чёрный слон · d8 чёрный король · f8 чёрный слон · h8 чёрная ладья · a7 чёрная пешка · b7 чёрная пешка · c7 чёрная пешка · f7 чёрная пешка · g7 чёрная пешка · h7 чёрная пешка · c6 чёрная пешка · e5 белая пешка · f5 чёрный конь · c3 белый конь · f3 белый конь · a2 белая пешка · b2 белая пешка · c2 белая пешка · f2 белая пешка · g2 белая пешка · h2 белая пешка · a1 белая ладья · c1 белый слон · f1 белая ладья · g1 белый король | a8 чёрная ладья · c8 чёрный слон · d8 чёрный король · f8 чёрный слон · h8 чёрная ладья · a7 чёрная пешка · b7 чёрная пешка · c7 чёрная пешка · f7 чёрная пешка · g7 чёрная пешка · h7 чёрная пешка · c6 чёрная пешка · e5 белая пешка · f5 чёрный конь · c3 белый конь · f3 белый конь · a2 белая пешка · b2 белая пешка · c2 белая пешка · f2 белая пешка · g2 белая пешка · h2 белая пешка · a1 белая ладья · c1 белый слон · f1 белая ладья · g1 белый король | a8 чёрная ладья · c8 чёрный слон · d8 чёрный король · f8 чёрный слон · h8 чёрная ладья · a7 чёрная пешка · b7 чёрная пешка · c7 чёрная пешка · f7 чёрная пешка · g7 чёрная пешка · h7 чёрная пешка · c6 чёрная пешка · e5 белая пешка · f5 чёрный конь · c3 белый конь · f3 белый конь · a2 белая пешка · b2 белая пешка · c2 белая пешка · f2 белая пешка · g2 белая пешка · h2 белая пешка · a1 белая ладья · c1 белый слон · f1 белая ладья · g1 белый король | a8 чёрная ладья · c8 чёрный слон · d8 чёрный король · f8 чёрный слон · h8 чёрная ладья · a7 чёрная пешка · b7 чёрная пешка · c7 чёрная пешка · f7 чёрная пешка · g7 чёрная пешка · h7 чёрная пешка · c6 чёрная пешка · e5 белая пешка · f5 чёрный конь · c3 белый конь · f3 белый конь · a2 белая пешка · b2 белая пешка · c2 белая пешка · f2 белая пешка · g2 белая пешка · h2 белая пешка · a1 белая ладья · c1 белый слон · f1 белая ладья · g1 белый король | a8 чёрная ладья · c8 чёрный слон · d8 чёрный король · f8 чёрный слон · h8 чёрная ладья · a7 чёрная пешка · b7 чёрная пешка · c7 чёрная пешка · f7 чёрная пешка · g7 чёрная пешка · h7 чёрная пешка · c6 чёрная пешка · e5 белая пешка · f5 чёрный конь · c3 белый конь · f3 белый конь · a2 белая пешка · b2 белая пешка · c2 белая пешка · f2 белая пешка · g2 белая пешка · h2 белая пешка · a1 белая ладья · c1 белый слон · f1 белая ладья · g1 белый король | a8 чёрная ладья · c8 чёрный слон · d8 чёрный король · f8 чёрный слон · h8 чёрная ладья · a7 чёрная пешка · b7 чёрная пешка · c7 чёрная пешка · f7 чёрная пешка · g7 чёрная пешка · h7 чёрная пешка · c6 чёрная пешка · e5 белая пешка · f5 чёрный конь · c3 белый конь · f3 белый конь · a2 белая пешка · b2 белая пешка · c2 белая пешка · f2 белая пешка · g2 белая пешка · h2 белая пешка · a1 белая ладья · c1 белый слон · f1 белая ладья · g1 белый король | a8 чёрная ладья · c8 чёрный слон · d8 чёрный король · f8 чёрный слон · h8 чёрная ладья · a7 чёрная пешка · b7 чёрная пешка · c7 чёрная пешка · f7 чёрная пешка · g7 чёрная пешка · h7 чёрная пешка · c6 чёрная пешка · e5 белая пешка · f5 чёрный конь · c3 белый конь · f3 белый конь · a2 белая пешка · b2 белая пешка · c2 белая пешка · f2 белая пешка · g2 белая пешка · h2 белая пешка · a1 белая ладья · c1 белый слон · f1 белая ладья · g1 белый король | 1 |
|   | a | b | c | d | e | f | g | h |   |

Крамник сыграл значительную роль в формировании современной теории дебютов. Во время матча с Каспаровым Крамник за чёрных очень часто играл берлинский эндшпиль (диаграмма 6). Этим матч и прославился — Каспаров не получал перевеса за белых, а иногда выходил с худшей позицией, таким образом Крамник нейтрализовал белый цвет Каспарова. До этого берлинский вариант никто не применял систематически в соревнованиях топ-уровня, а использование Крамником «Берлина» сильно повысило популярность этого варианта. Крамник также часто играл русскую партию и «возродил» Каталонское начало (в том числе из дебюта Рети), сделав их одними из самых популярных дебютов 2000-х годов.
[Event "Dortmund Sparkassen"]
[Site "Dortmund, GER"]
[Date "2007.06.27"]
[EventDate "2007.06.22"]
[Round "4"]
[Result "1-0"]
[White "Vladimir Kramnik"]
[Black "Magnus Carlsen"]
[ECO "E06"]
[WhiteElo "2811"]
[BlackElo "2698"]
[PlyCount "59"]
1.Nf3 Nf6 2.c4 e6 3.g3 d5 4.d4 Be7 5.Bg2 O-O 6.O-O dxc4 7.Qc2
a6 8.Qxc4 b5 9.Qc2 Bb7 10.Bd2 Nc6 11.e3 Nb4 12.Bxb4 Bxb4 13.a3
Be7 14.Nbd2 Rc8 15.b4 a5 16.Ne5 Nd5 17.Nb3 axb4 18.Na5 Ba8
19.Nac6 Bxc6 20.Nxc6 Qd7 21.Bxd5 exd5 22.axb4 Rfe8 23.Ra5 Bf8
24.Ne5 Qe6 25.Rxb5 Rb8 26.Rxb8 Rxb8 27.Qxc7 Bd6 28.Qa5 Bxb4
29.Rb1 Qd6 30.Qa4 1-0

Партии Крамника в староиндийской защите заставили Каспарова исключить этот дебют из своего репертуара во время их матча.
[Event "Dortmund SuperGM 40th"]
[Site "Dortmund"]
[Date "2012.07.14"]
[Round "2"]
[White "Gustafsson, Jan"]
[Black "Kramnik, Vladimir"]
[Result "0-1"]
[WhiteElo "2629"]
[BlackElo "2799"]
[Variant "Standard"]
[TimeControl "-"]
[ECO "E92"]
[Opening "King's Indian Defense: Orthodox Variation, Gligoric-Taimanov System"]
[Termination "Normal"]
[Annotator "lichess.org"]
1. d4 Nf6 2. c4 g6 3. Nc3 Bg7 4. e4 d6 5. Nf3 O-O 6. Be2 e5 7. Be3 { E92 King's Indian Defense: Orthodox Variation, Gligoric-Taimanov System } c6 8. O-O exd4 9. Nxd4 Re8 10. f3 d5 11. cxd5 Nxd5 12. Nxd5 cxd5 13. Rc1 a5 14. Qb3 a4 15. Qxd5 Qxd5 16. exd5 a3 17. b3 Nc6 18. Nc2 Rxe3 19. Nxe3 Nb4 20. Rc4?! { (0.00 → -0.67) Inaccuracy. Rc7 was best. } (20. Rc7 Bd4 21. Re7 Nxd5 22. Re8+ Kg7 23. Kh1 Nxe3 24. Rc1 Nd5 25. Rcxc8 Rxc8 26. Rxc8 Nc3) 20... Nxa2 21. Ra4?! { (-0.42 → -1.43) Inaccuracy. Re4 was best. } (21. Re4 Bd7) 21... Rxa4 22. bxa4 Bd4 23. Kf2 Nb4 24. Rc1?! { (-1.70 → -2.82) Inaccuracy. Rd1 was best. } (24. Rd1 Nc2 25. Rxd4 Nxd4 26. Bc4 Bd7 27. Ba2 Bxa4 28. d6 Kf8 29. Nd5 Nf5 30. Nc3 b5) 24... a2 25. Rxc8+ Kg7 26. Rc1 Nxd5 27. Rd1 Nxe3 { White resigns. } 0-1

### Макрук
Крамник играет в макрук. 1 мая 2004 года, будучи с визитом в Федеральном выставочном зале, сходу выучил правила и обыграл доктора Рене Гралла (нем. dr. René Gralla). По мнению Крамника, тайские шахматы более стратегичны, чем индийские (международные), в них надо планировать комбинации с осторожностью, поскольку тайские можно сравнить с эндшпилем в классических. Будучи действующим чемпионом мира по шахматам, Крамник выразил пожелание сыграть смешанный матч в макрук и шахматы с действующим чемпионом по макрук Тором Пагнаамом (англ. Tor Pagnaam).